# Esportes de tiro
Esportes (português brasileiro) ou desportos (português europeu) de tiro é a designação genérica do coletivo de atividades ligadas a atividades esportivas, tanto as competitivas como as recreativas. Essas atividades envolvem testes de proficiência, exatidão, precisão e velocidade no "tiro", tanto de curto quanto de longo alcance. É a arte de usar vários tipos de artefatos portáveis pelo homem, direcionando a ação em direção a um alvo, tais como: dardos, facas, machado, arco e flecha, bestas, lanças, Simulacro De Armas De Fogo e armas de fogo (curtas e longas). A palavra "tiro", nesse contexto, é bem abrangente, pois as origens dos desportos de tiro em geral remontam à arqueria chinesa. Por exemplo, o jogo de dardos pode ser entendido como um desporto de tiro, que também possui as modalidades recreativa e competitiva.
Diferentes disciplinas do desporto de tiro podem ser categorizadas por equipamento, distâncias de tiro, alvos, prazos e graus de atletismo envolvidos. O desporto de tiro pode envolver tanto a equipe quanto a competição individual, e o desempenho da equipe é geralmente avaliado pela soma das pontuações dos membros individuais da equipa. Devido ao nível de ruído do disparo e à alta (e muitas vezes letal) energia de impacto dos projéteis, os desportos de tiro geralmente são realizados em campos de tiro permanentemente designados ou em campos de tiro temporários em áreas remotas.

## História
Os tiros formais envolvendo o arco, a flecha, a lança e um alvo foram usados pela primeira vez como atividades de treinamento militar, mas a Ilíada (século VIII a.C.) de Homero indica que os gregos também realizaram concursos de tiro com arco para atirar em pombos em cima de postes altos em homenagem aos deuses. Assim como os gregos, os indianos, persas, eslavos, celtas e alemães também estiveram envolvidos em atividades semelhantes.
Tudo isso, muito antes da invenção das armas de fogo (c. 1300). As armas de fogo foram primeiramente usadas na guerra e, posteriormente, na caça não se sabendo exatamente quando o tiro ao alvo com arma de fogo, efetivamente começou. O início da história dessa modalidade do desporto é basicamente o de disparar com armas longas. A primeira partida de tiro registrada com arma de fogo foi a realizada em Eichstätt, na Baviera, em 1477; os atiradores, provavelmente usando Arcabuzes a fecho de mecha, competiam com alvos a cerca de 200 metros.
A partir do século X, a atividade de atiradores de precisão evoluiu para um desporto social e recreativo. Considerado o "pai" dos grandes atiradores, o herói suíço Guilherme Tell ganhou popularidade e honrarias durante o século XIV, depois de atirar com sucesso numa maçã na cabeça do filho. Um oficial de justiça austríaco tirânico forçou Tell a usar uma besta para realizar o feito lendário.

### Os primeiros clubes de tiro (1200-1609)
Os primeiros clubes de tiro foram formados por povos de língua alemã nos séculos XIII e XIV. A associação era limitada apenas aos homens. A princípio, arcos e mosquetes com trava foram disparados a partir da posição de pé, mas no século XVI, armas de fogo com canos estriados eram usadas em partidas públicas. As primeiras competições de clubes eram partidas festivas de tiro único, disparadas contra alvos de madeira pintados de forma elaborada. Jogos e festivais de tiro para um ou mais clubes eram realizados rotineiramente no dia de ano novo, feriados religiosos e outras ocasiões especiais. Prêmios de ouro e dinheiro eram frequentemente concedidos.

### O alvo e a Rússia (1700-1900)
O primeiro registo oficial de tiros visando um "alvo", foi feito em 1737, quando a imperatriz Ana da Rússia estabeleceu um campo de tiro ao alvo em sua corte. Os "alvos" naqueles caso eram pássaros vivos, e os atiradores mais precisos recebiam taças cravejadas de ouro e diamantes. Os jogos de tiro reais se tornaram uma tradição na Rússia.
O século XIX testemunhou o surgimento de várias associações, clubes e campos de tiro ao alvo. Em 1897, a Sociedade Imperial de Caça Regimentada publicou regras para competições de tiro com espingarda e, no ano seguinte, realizou dois torneios com mais de 200 atiradores no segundo. Em 1899, a recém-criada Sociedade de Tiro do Sul da Rússia ofereceu distintivos de ouro e prata em duas categorias a atiradores de sucesso.

### O alvo e a Grã-Bretanha (1700-1900)
Historicamente, a caça com arma de fogo e o tiro ao alvo estiveram limitados exclusivamente à classe alta e aos nobres, com severas penalidades por caça furtiva.
O tiro ao alvo já era um esporte popular na Grã-Bretanha antes de 1800. O primeiro livro em inglês sobre tiro ao alvo, Scloppetaria; ou, Considerações sobre a natureza e o uso armas com cano estriado ... por "Cabo fuzileiro" (pseudônimo do capitão Henry Beaufoy), foi publicado em 1808. Os militares ingleses faziam pesquisas em rifles desde 1800, enfatizando especialmente o disparo de longo alcance em alvos a mais de 600 jardas (549 metros).
No início da década de 1850, foram formadas brigadas de voluntários para promover e arrecadar fundos para eventos de tiro de longo alcance, e elas atraíram alguns dos melhores atiradores da Grã-Bretanha.
A National Rifle Association of the United Kingdom (NRA) foi fundada em 1859 para organizar esses esforços e promover do tiro de rifle em todo o Reino Unido".
O tiro de longo alcance se tornou tão popular que, na primeira reunião da NRA a oferecer premiação em 1860, a rainha Victoria inaugurou a competição dando o primeiro tiro.
Em 1873, uma equipe irlandesa de espingardas derrotou a Inglaterra e a Escócia em uma partida e, em seguida, desafiou os atiradores americanos para competir em distâncias de 700 metros (766 jardas), 800 metros (875 jardas) e 900 metros (984 jardas). A partida foi realizada em Long Island, Nova York, em 1874, e embora a equipe americana não tivesse disparado além dos 550 metros de distância, venceu. O interesse no tiro de longo alcance cresceu rapidamente no último terço do século XIX e continuou até o século XX em todos os países de língua inglesa.

### O alvo e a América (1700-1900)
Nesse mesmo período, fábricas de mosquetes, espingardas alemãs e suíças radicadas da Pensilvânia, começaram a produzir mosquetes de pederneira adequados para uso na fronteira americana por volta de 1710. Como a proteção dos índios e a caça de alimentos eram preocupações vitais, o homem da fronteira logo começou a "disparar contra um alvo" para aprimorar suas habilidades. O "alvo" nesse caso, era geralmente um nó em uma árvore ou um "X" marcado em uma prancha de madeira.
As primeiras formas de competição neste país foram recreativas com nomes sugestivos como: "rifle frolics" ou "turkey shoots", com prêmios como carne bovina, peru ou outros itens alimentares (época em que surgiu o "lendário" Daniel Boone). As partidas eram geralmente casos de um tiro disparados a uma distância de 250 pés (76,2 metros) a 300 pés (91,4 metros) das posições de tiro em pé ou apoiado. Entre 1790 e 1800, foram desenvolvidos os primeiros rifles de combate, com canos de 38 polegadas (96,5 centímetros) a 40 polegadas (102 centímetros), gatilhos de duplo disparo e miras similares às usadas nas armas de tiro ao alvo europeias.
A precisão das armas foi melhorando devido à concomitante evolução na tecnologia das armas de fogo ao longo do século XIX e com isso, aumentou também o interesse pelas competições de tiro, incentivando as competições em todas as partes do país que foram bem aceitas por atiradores e espectadores. Um exemplo claro dessa evolução tecnológica foi o advento do Kentucky rifle, um dos primeiros com cano estriado. O tiro ao "alvo" com pombos vivos, começou nos EUA por volta de 1825, com a primeira partida registrada em Cincinnati, Ohio, em 1831, um clube esportivo, realizou uma partida libertando pombos e codornas de gaiolas no solo. As comunidades étnicas alemãs criaram clubes de atletismo e clubes de tiro, especialmente nos estados do Centro-Oeste a partir de 1850.
A retrocarga de espingardas introduzidas na década de 1860, e o conhecimento de rifles pelos soldados da Guerra Civil, tornaram o "tiro ao pombo" popular. No entanto, havia oposição humanitária em matar pássaros, e o pombo-passageiro estava sendo dizimado e entrou em processo de extinção. Com isso, os americanos abriram o caminho no desenvolvimento de alvos artificiais para a competição usando escopetas, primeiro primeiro com bolas de vidro contendo penas, depois alvos de argila.
Preocupados com a falta de atiradores de precisão durante a Guerra Civil Americana, os oficiais veteranos da União, o coronel William C. Church e o general George Wingate formaram a "National Rifle Association of America" em 1871, com o objetivo de promover e incentivar o tiro de longo alcance com rifle em uma "base científica". Em 1872, com a ajuda financeira do estado de Nova York, um local em Long Island, a Creed Farm, foi comprado com o objetivo de construir um campo tiro de rifle. Nomeado Creedmoor, o campo foi aberto em 1872 e tornou-se o local dos primeiros Jogos Nacionais até a política de Nova York forçar a NRA a mudar os jogos para Sea Girt, Nova Jersey. Alguns anos depois surgiram muitos atiradores de precisão fazendo shows por todo o país estabelecendo vários recordes (época em que surgiu o também "lendário" Buffalo Bill). Uma partida em Glendale Park, Nova York, na década de 1880, atraiu mais de 600 atiradores e cerca de 30.000 espectadores em apenas um dia. Um festival de tiro de 1898 naquele mesmo local ofereceu US$ 25.000 em prêmios em dinheiro.
Não por acaso, um praticante de esporte de tiro muito bem sucedido, tendo participado de muitas das primeiras competições, o campeão de pistola Barão de Coubertin, foi o responsável pelo ressurgimento dos Jogos Olímpicos na sua versão moderna, o que certamente contribuiu para a inclusão de cinco eventos de tiro nos Jogos Olímpicos de 1896.
O primeiro Campeonato Mundial de Tiro ocorreu em 1897, quando o clube de tiro de Lyon na França, organizou uma partida de internacional de rifles a 300 metros para comemorar seu 25º aniversário.

### O século XX
No início do século XX as tradições já estabelecidas no Reino Unido, na Rússia (URSS) e nos Estados Unidos estavam em amplo crescimento. Em 1903, o Congresso dos EUA criou o "National Board for the Promotion of Rifle Practice" (NBPRP), um conselho consultivo do Secretário do Exército, com uma missão quase idêntica à da NRA em relação à formação de atiradores de precisão. O NBPRP, agora conhecido como "Civilian Marksmanship Program", também participa dos Jogos Nacionais em Camp Perry.
O primeiro campeonato russo de tiro ao alvo, foi realizado em Kiev em 1913 e o segundo em Riga em 1914. O sucesso dos atiradores soviéticos nos Jogos Olímpicos e nos campeonatos mundiais refletia o interesse dos russos no esporte. O tiro ao prato ("skeet shooting") se originou nos EUA entre 1910 e 1915 como uma tentativa de simular a caça em terras altas ("upland hunting"). A princípio, os competidores disparavam contra o relógio usando um círculo completo de estações de tiro. Este formato foi posteriormente modificado para o semicírculo atual, com alvos lançados de guaritas altas e baixas de ambos os lados do campo.
Os eventos femininos só foram instituídos pela primeira vez no Campeonato de 1958, e hoje o Campeonato Mundial de homens e mulheres em todas as disciplinas ocorre a cada quatro anos. No Campeonato de 1994, em Milão, foram disputados 102 eventos de pistola, rifle, alvo em movimento e espingarda por equipe.

## Esportes de tiro com armas de fogo

### Olímpicos
Os jogos olímpicos suas modalidades e disciplinas estão em constante evolução, e os esporte de tiro não são exceção. A cada edição, modalidades e disciplinas são modificadas, adicionadas e excluídas.
Rifle
- Rifle a 50 metros três posições (masculino e feminino)
- Rifle a 50 metros pronado (masculino)[24]
- Rifle de ar a 10 metros (masculino e feminino)

Pistola
- Pistola a 50 metros (masculino)[24]
- Pistola de fogo rápido a 25 metros (masculino) e Pistola a 25 metros (feminino)
- Pistola de ar a 10 metros (masculino e feminino)

Escopeta
- Skeet (masculino e feminino)
- Trap (masculino e feminino)
- Trap duplo (masculino)[24]

### Tiro ao alvo
O tiro ao alvo é uma competição de tiro com pistola e rifle, em que o objetivo é obter o máximo de pontos possível, atingindo um alvo redondo o mais próximo possível do centro, com fogo de precisão lento. Essa disciplina coloca uma grande ênfase na precisão e exatidão através da visão, respiração e controle do gatilho. Limites de tempo fixos e relativamente longos dão aos competidores tempo para se concentrarem em um tiro perfeito. Um exemplo de tiro ao alvo são as disciplinas ISSF de pistola e fuzil, mas também existem muitas outras disciplinas nacionais e internacionais que podem ser classificadas como tiro ao alvo. As distâncias de tiro são tipicamente dadas em números redondos, como 10 15, 25, 50, 100, 200 ou 300 metros, dependendo do tipo e disciplina da arma de fogo. As competições geralmente são disputadas em campos de tiro permanentes e com o mesmo arranjo de alvo e distância de partida para partida. Geralmente, os competidores têm seu próprio alvo e disparam ao lado um do outro simultaneamente. Por causa do formato de partida relativamente simples, os iniciantes em competições de tiro, são frequentemente recomendados a praticar o tiro ao alvo, a fim de aprender os fundamentos da pontaria. O tiro ao alvo faz parte dos Jogos Olímpicos de Verão, e uma quantidade considerável de treinamento é necessária para se tornar proficiente.

#### Tiro ao alvo com arma curta
Consiste dos seis eventos de tiro da ISSF com pistolas (quatro eventos olímpicos mais dois eventos não incluídos no programa das Olimpíadas, mas são disputados nas Copas e Campeonatos do Mundo), suas raízes remontam aos primeiros Jogos Olímpicos modernos em 1896, consistem em dois tipos: tiro lento e tiro rápido a distâncias de 10, 25 e 50 metros. As pistolas têm uma aparência única em comparação com armas normais e cada evento tem suas próprias pistolas projetadas especificamente para o trabalho. Os atiradores devem usar apenas uma das mãos para atirar no alvo. No Reino Unido (exceto na Irlanda do Norte), não é mais possível praticar alguns dos eventos olímpicos após a Lei sobre Armas de Fogo (Emenda) (Nº 2) de 1997, legislação trazida após o Massacre de Dunblane.
- A partida CISM de fogo rápido é semelhante ao evento Pistola de fogo rápido a 25 metros da ISSF.
- A NRA Precision Pistol, também chamada de NRA Conventional Pistol, é uma tiro de tiro ao alvo onde são usadas até 3 pistolas de calibres diferentes. Sua história é quase tão antiga quanto os eventos da ISSF. Os atiradores devem disparar a pistola com uma das mãos nos alvos de 6 polegadas (15,2 centímetros) e 8 polegadas (20,3 centímetros), colocados a 25 jardas (22,9 metros) e 50 jardas (45,7 metros) de distância, respectivamente.
- A Precision Pistol Competition (PPC), originalmente era um programa de tiro policial iniciado em 1960 pela National Rifle Association of America.[25]

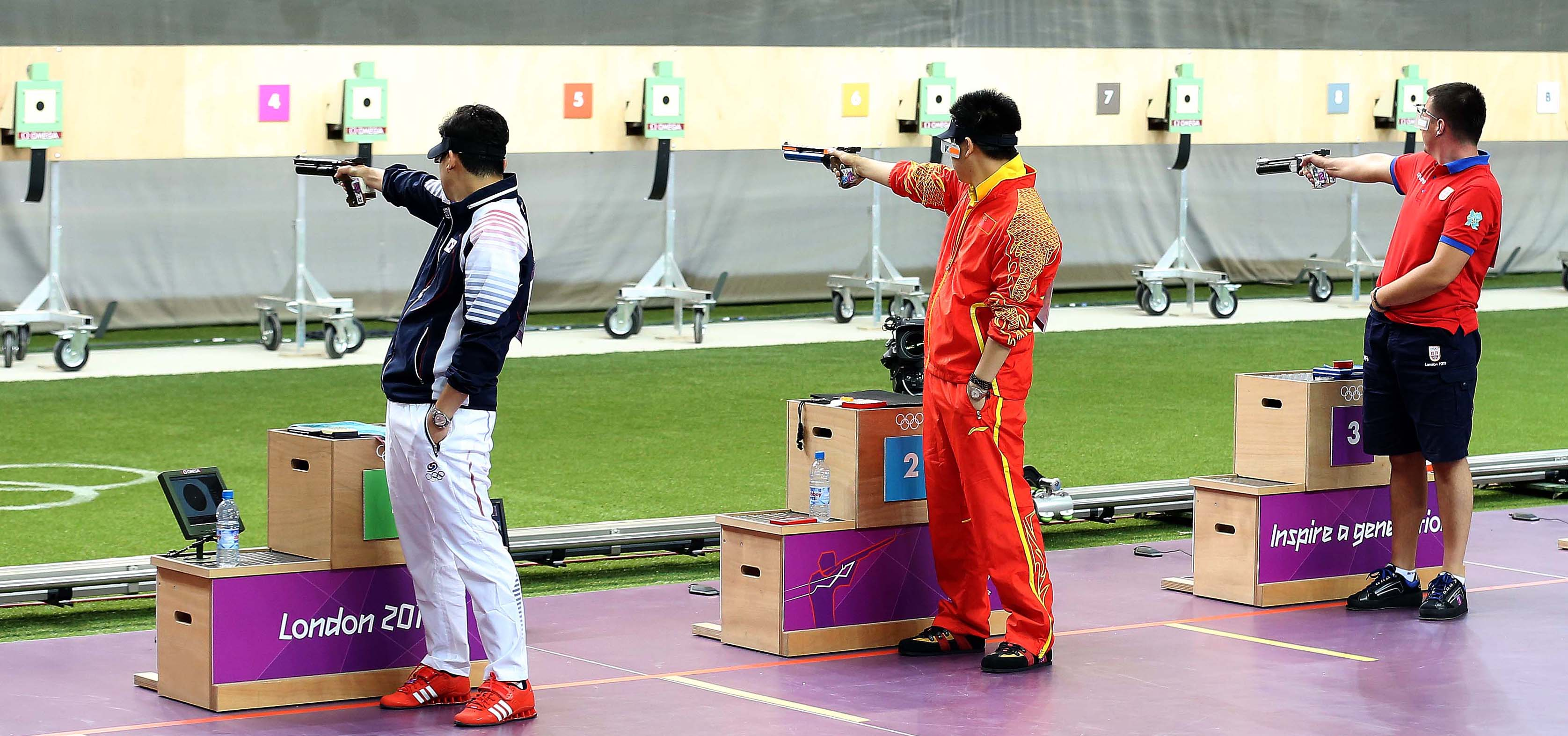
A final da prova de Pistola de ar a 10 metros (ISSF) dos Jogos Olímpicos de Verão de 2012.
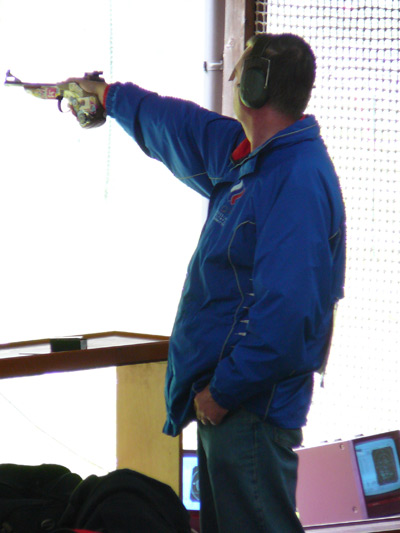
Boris Kokorev da Rússia durante a prova de Pistola a 50 metros (ISSF) no Campeonato Mundial de 2007 em Munique.

#### Tiro ao alvo com arma longa
- "Pequeno calibre quatro posições" é uma disciplina popular para rifles nos EUA.[26]
- Os seis eventos de tiro de rifle da ISSF (incluindo dois eventos olímpicos: rifle de ar a 10 metros e rifle a 50 metros em três posições) consistem em tiro ao alvo de longa data a distâncias de 10 ou 50 ou 300 metros (33 ou 164 ou 984 pés).[19]
- O Gallery Rifle Shooting é popular no Reino Unido e foi introduzido como um substituto para muitas disciplinas de tiro de pistola após a proibição de armas de mão em 1997.
- O High Power Rifle (também conhecido como "Across the Course" ou "Traditional High power") nos Estados Unidos é um formato no qual se dispara em 3 posições (em pé, ajoelhado ou sentado e pronado) a 200 jardas (183 metros), 300 jardas (274 metros) e 600 jardas (549 metros). O termo "Across the Course" é usado porque o formato da partida exige que os competidores atiram em distâncias diferentes para completar o percurso de tiro.
- O Military Service Rifle é uma disciplina de tiro que envolve o uso de fuzis usadas por forças militares e agências policiais, tanto no passado quanto no presente. Fuzis ex-militares, fuzis de precisão (passados e presentes) e versões civis de fuzis de serviço de uso atual são comumente usados nas competições de "Military Service Rifle". É popular nos Estados Unidos e culmina todos os anos com os Jogos Nacionais em Camp Perry, Ohio. Alguns países proibiram o disparo de civis contra alvos de silhueta humana; alvos de silhueta humana não são usados no "National Match Course of Fire". Em seu lugar são usados alvos circulares tradicionais. A competição de High Power Rifle geralmente é realizada nos mesmos eventos que o Service Rifle, como nos campeonatos nacionais dos EUA a cada ano em Camp Perry. Os concorrentes de High Power Rifle geralmente são civis usando os rifles que preferirem dentro das regras, enquanto os participantes do Service Rifle estão limitados a armas atuais ou anteriores das forças armadas dos EUA. Embora, de acordo com as regras da NRA, apenas determinadas partidas permitam mira óptica, normalmente aquelas realizadas em faixas acima de 600 jardas (549 metros).
- Projeto Appleseed é um programa de tiro ao alvo da "The Revolucionary War Veterans Association" que ensina tiro ao alvo de precisão e história da Guerra Civil Americana. Nesse curso os disparos são feitos em 3 posições (em pé, sentado e pronado) a 25 metros em alvos de escala reduzida, simulando tiros em 100 jardas (91,4 metros), 200 jardas (183 metros), 300 jardas (274 metros) e 400 jardas (366 metros). As técnicas ensinadas se aplicam facilmente à transição para o High Power Rifle.
- Tiro ao alvo com rifles de grosso calibre de pequeno calibre no Reino Unido.
- Competições de carabina de ar em três posições, são populares nos Estados Unidos.

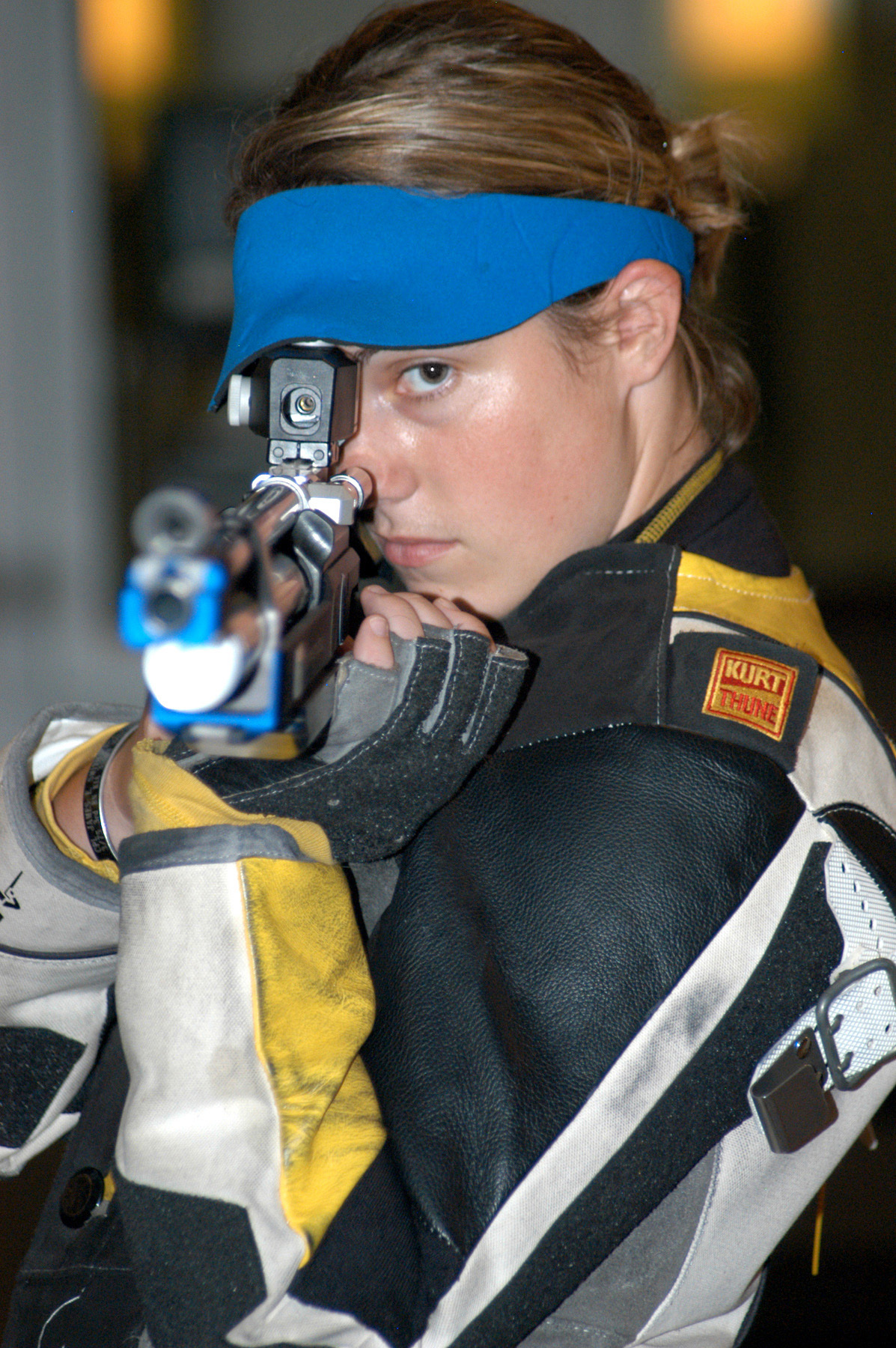
O rifle de ar a 10 metros faz parte dos Jogos Olímpicos.
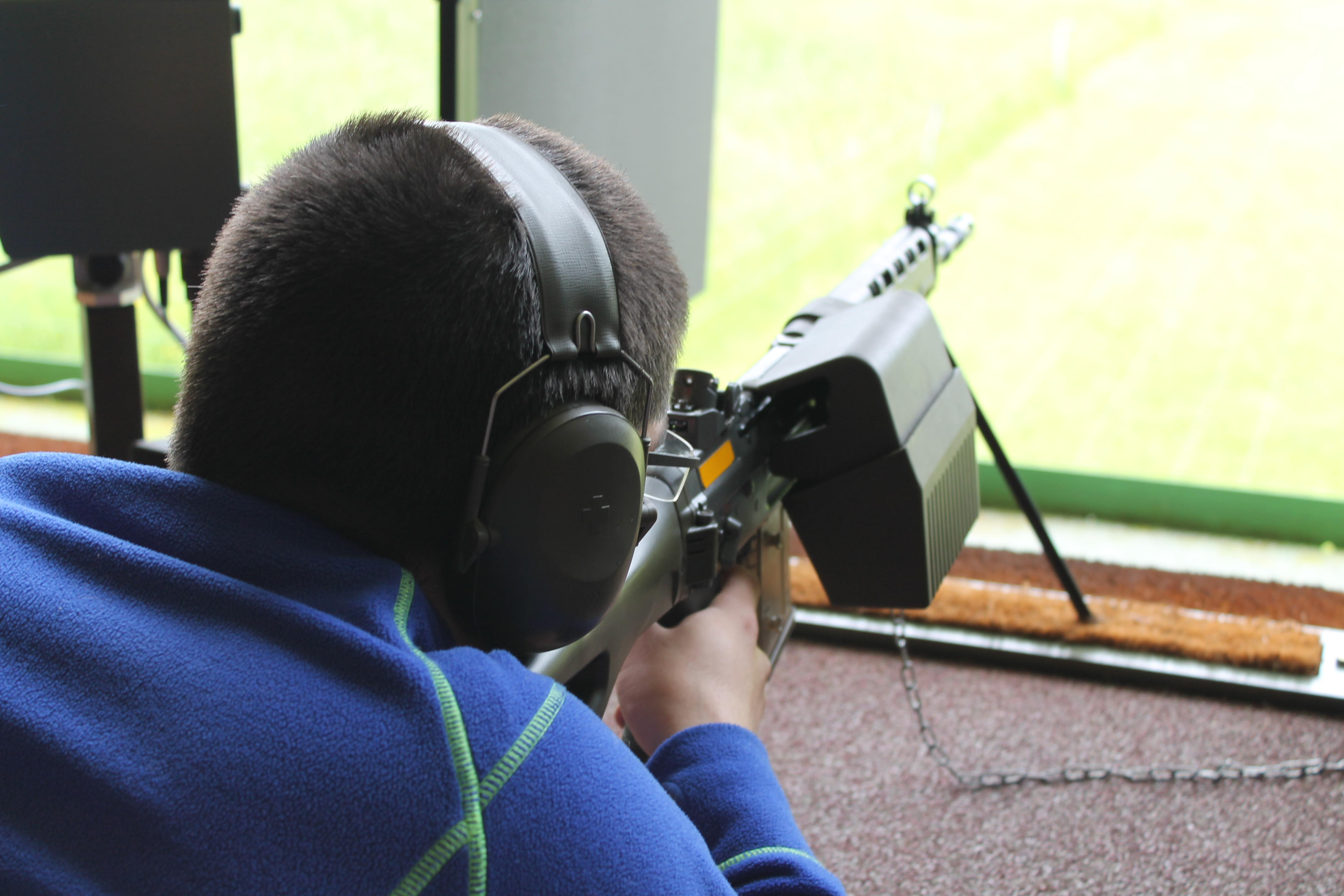
Um atirador júnior na Suíça exercitando tiro ao alvo com uma SIG SG 550. O rifle está equipado com um apanhador de cartuchos para evitar perturbar outros atiradores com a ejeção.
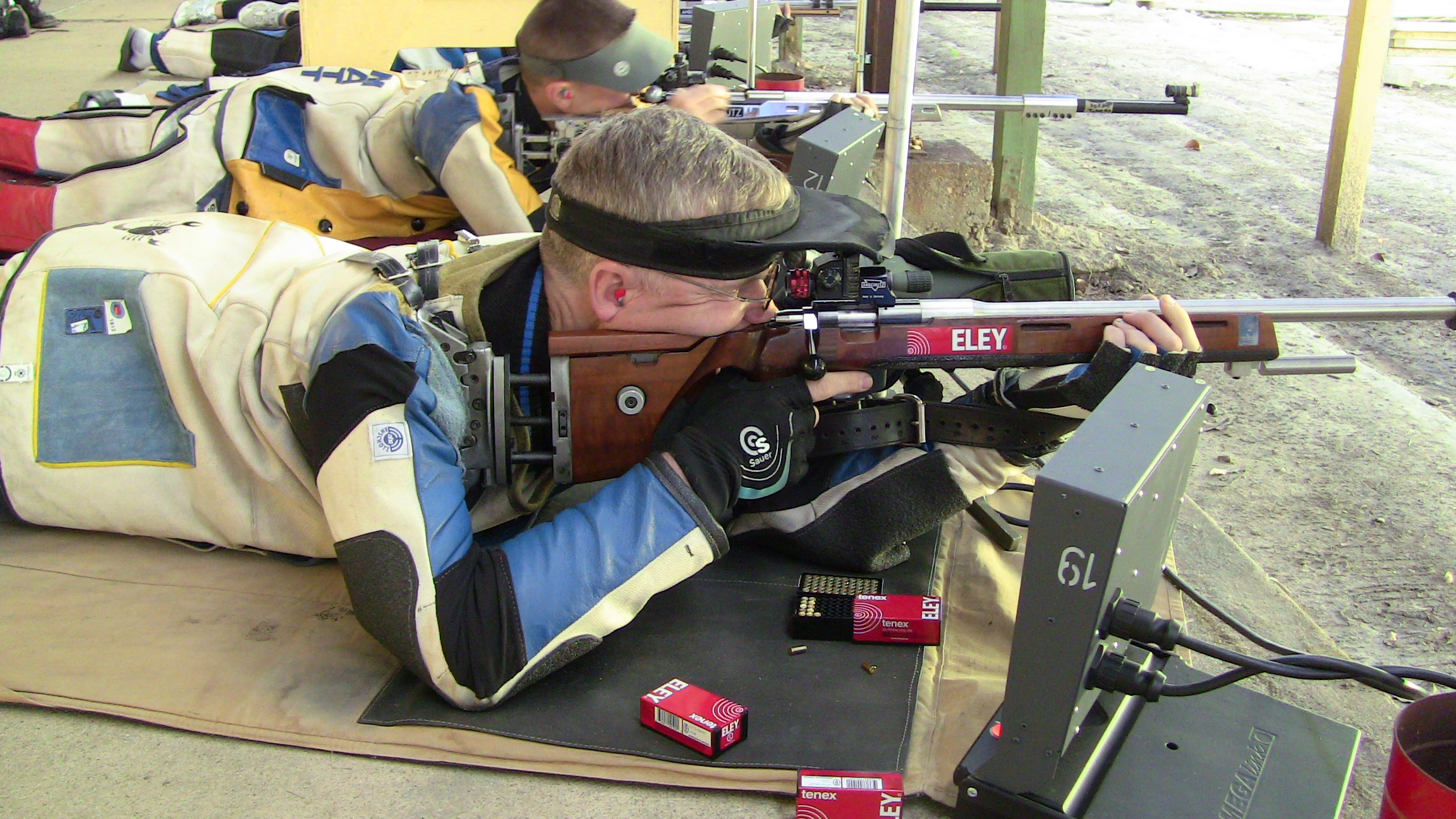
Uma competição de rifle a 50 metros pronado da ISSF em Los Angeles, EUA em 2012.
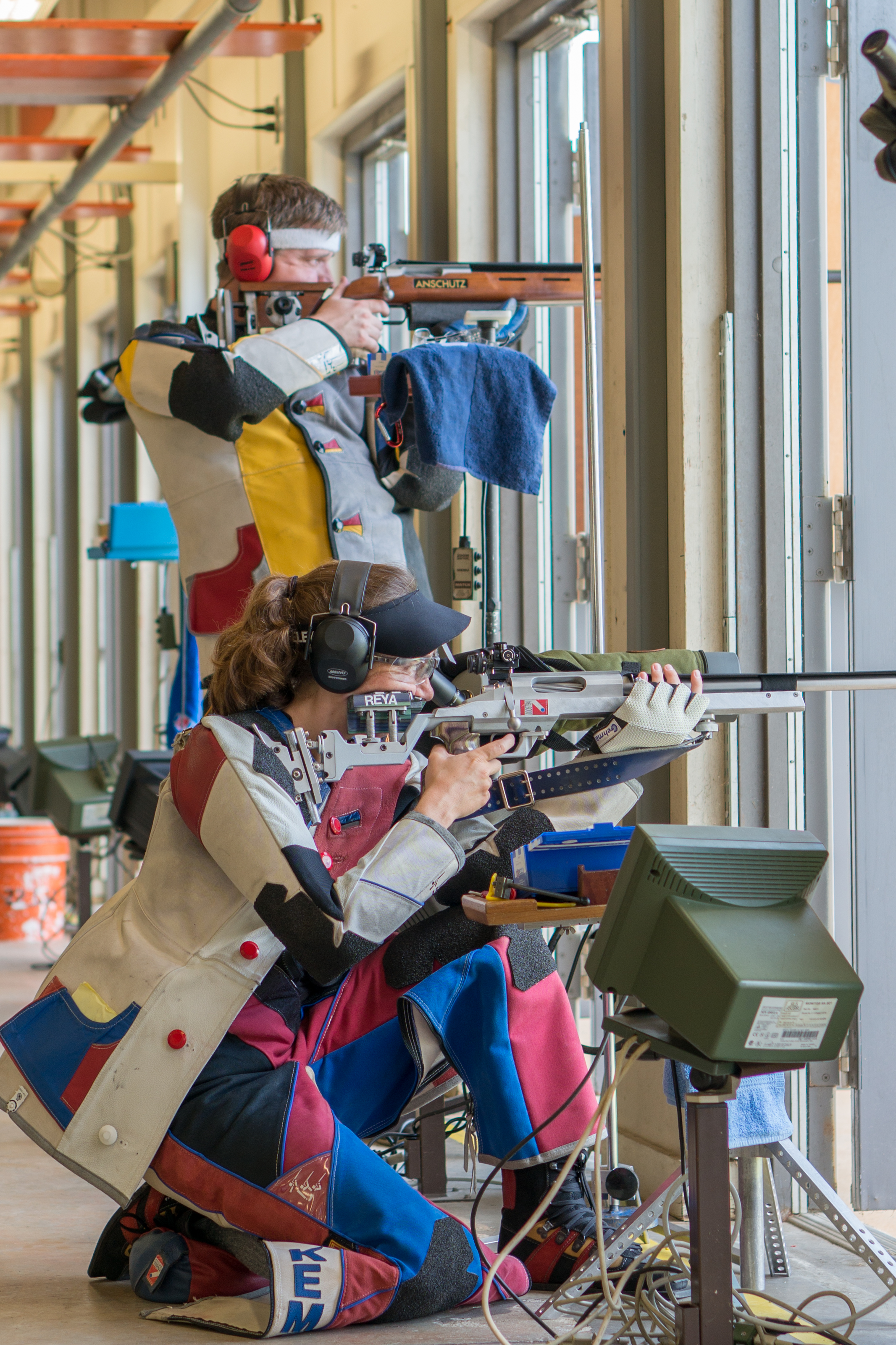
Dois atiradores durante uma competição de rifle a 300 metros três posições (pronado, ajoelhado e de pé).

### Tiro de campo
O tiro de campo, ou tiro no terreno se referem a um conjunto de disciplinas de tiro com pistola e fuzil que geralmente são disparadas de campos de tiro temporários ao ar livre em terrenos irregulares e a distâncias variadas (às vezes desconhecidas), em vez de a tiro em local permanente permanente e distâncias fixas. Em geral, é uma prática mais difundida nos países nórdicos.

#### Tiro de campo com arma curta
- As competições de tiro com pistola nórdica são disparadas com pistola e revólver em diferentes classes, dependendo do equipamento,[29] com classes que variam de pequeno calibre .22LR a grosso calibre .500 S&W Magnum.[30] As partidas são realizadas ao ar livre durante todo o ano, com alvos e distâncias variadas, e são organizadas pela Associação Norueguesa de Tiro (NSF), pela Associação Dinamarquesa de Ginástica e Esportes (DGI Shooting) e pela Associação Sueca de Tiro com Pistola (SPSF).
- O tiro de campo suíço com armas de fogo é uma disciplina da Federação Suíça de Esportes de Tiro, organizada sob um conjunto de regras suíço comum, e faz parte do campeonato anual de tiro em campo desde 1919, ao lado de tiro de campo com rifles, organizado desde 1899.

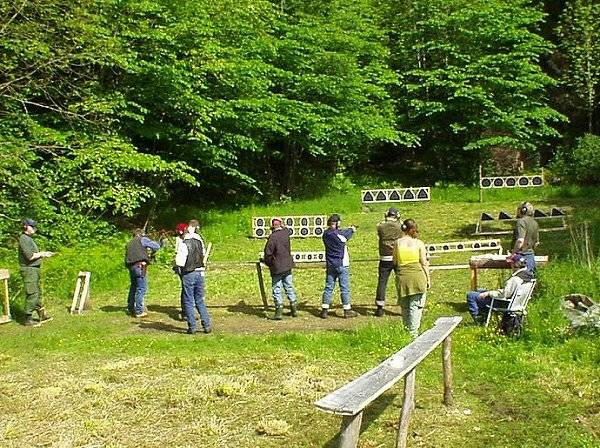
Tiro de campo nórdico em Arendal, Noruega em 2007.

#### Tiro de campo com arma longa
- O Tiro de campo nórdico com rifle[31] é feito com cartucho pequeno .22LR a 100 metros, ou intermediário (como .223 Remington ou 6 mm BR) ou cartuchos de espingarda de combate (como 6,5 × 55 mm, .308 Winchester ou o .30-06 Springfield) a distâncias de 100 a 650 metros. Com 200 e 300 metros a uma distância de tiro comum no Tiro de Campo Nórdico, esses alvos situados além de 300 metros no tiro de campo com rifle significam que o formato da competição também pode ser classificado como uma disciplina de tiro de longo alcance. As partidas são geralmente realizadas no inverno com objetivos variados e são organizadas pela Associação Nacional de Rifles da Noruega (DFS), pela Associações Dinamarquesa de Ginástica e Esportes (DGI Shooting) e pela Associação Sueca de Esportes de Tiro (SvSF).
- O tiro de campo suíço com rifle é uma disciplina da Federação de Esportes de Tiro da Suíça, organizada sob um conjunto de regras suíço comum. O campeonato anual de tiro em campo suíço é realizado desde 1899. Desde 1919, o tiro suíço com armas também faz parte do campeonato suíço de tiro em campo.
- As competições de rifle de precisão, como a Precision Rifle Series (PRS), são uma disciplina de tiro de campo e de longo alcance, onde rifles com cartuchos de rifle intermediário ou de batalha são disparados no terreno a distâncias variadas de 10 a 1000 metros, onde se busca um equilíbrio entre precisão e velocidade.
- O Field Target é uma disciplina de pistola pneumática ao ar livre, originária do Reino Unido, mas ganhando popularidade em todo o mundo. O Field Target Hunter é uma variação do Field Target.

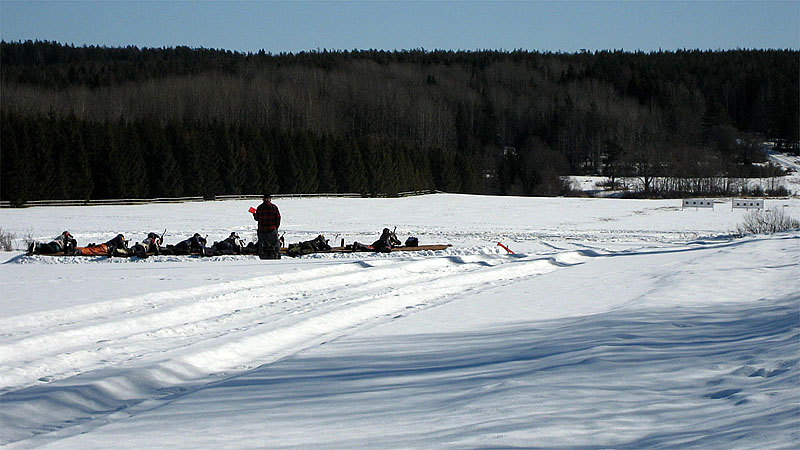
Tiro de campo nórdico com rifle na Suécia durante o inverno em 2012.
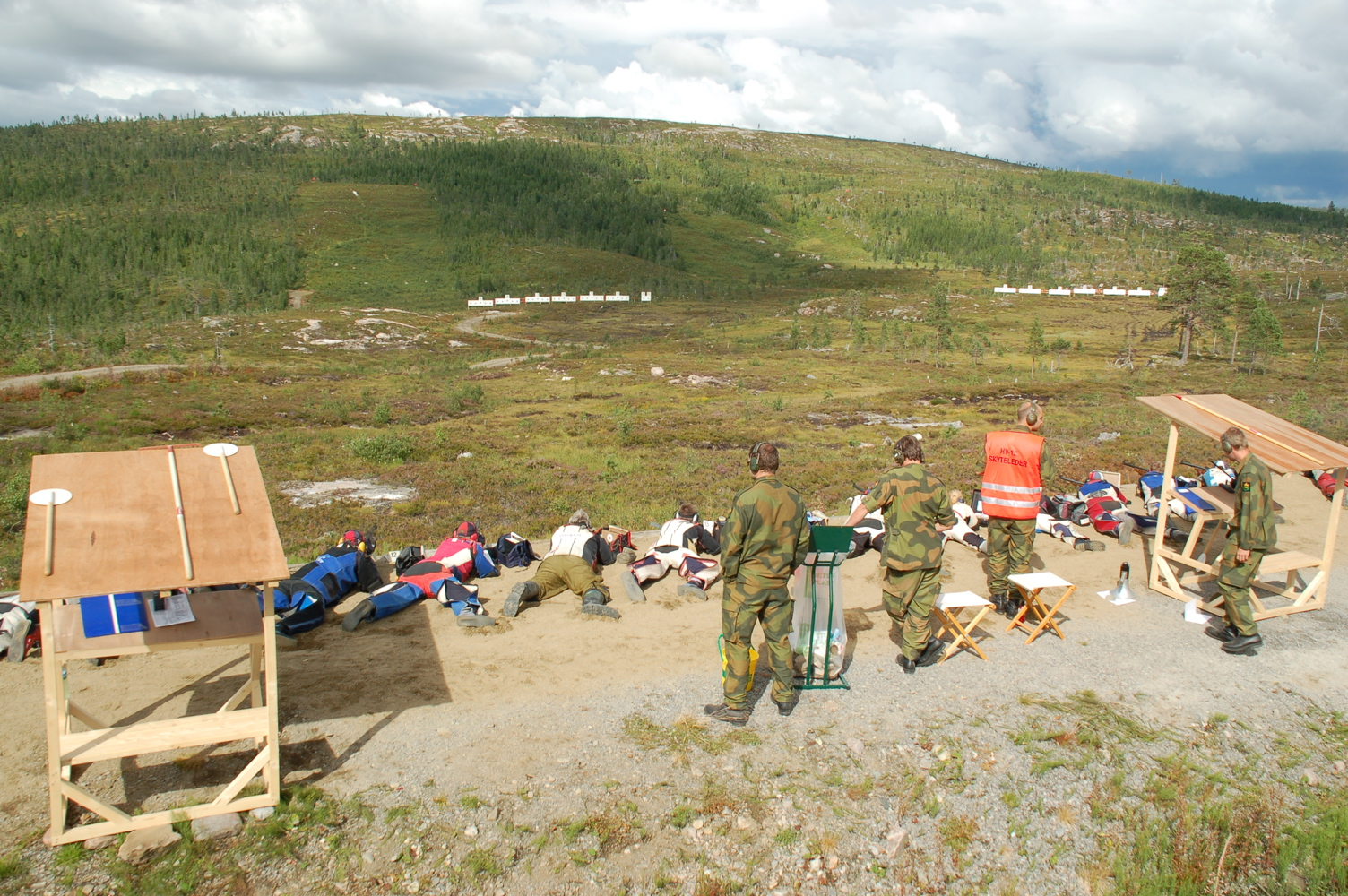
O Campeonato norueguês de tiro de campo com rifle em 2007, Landsskytterstevnet.
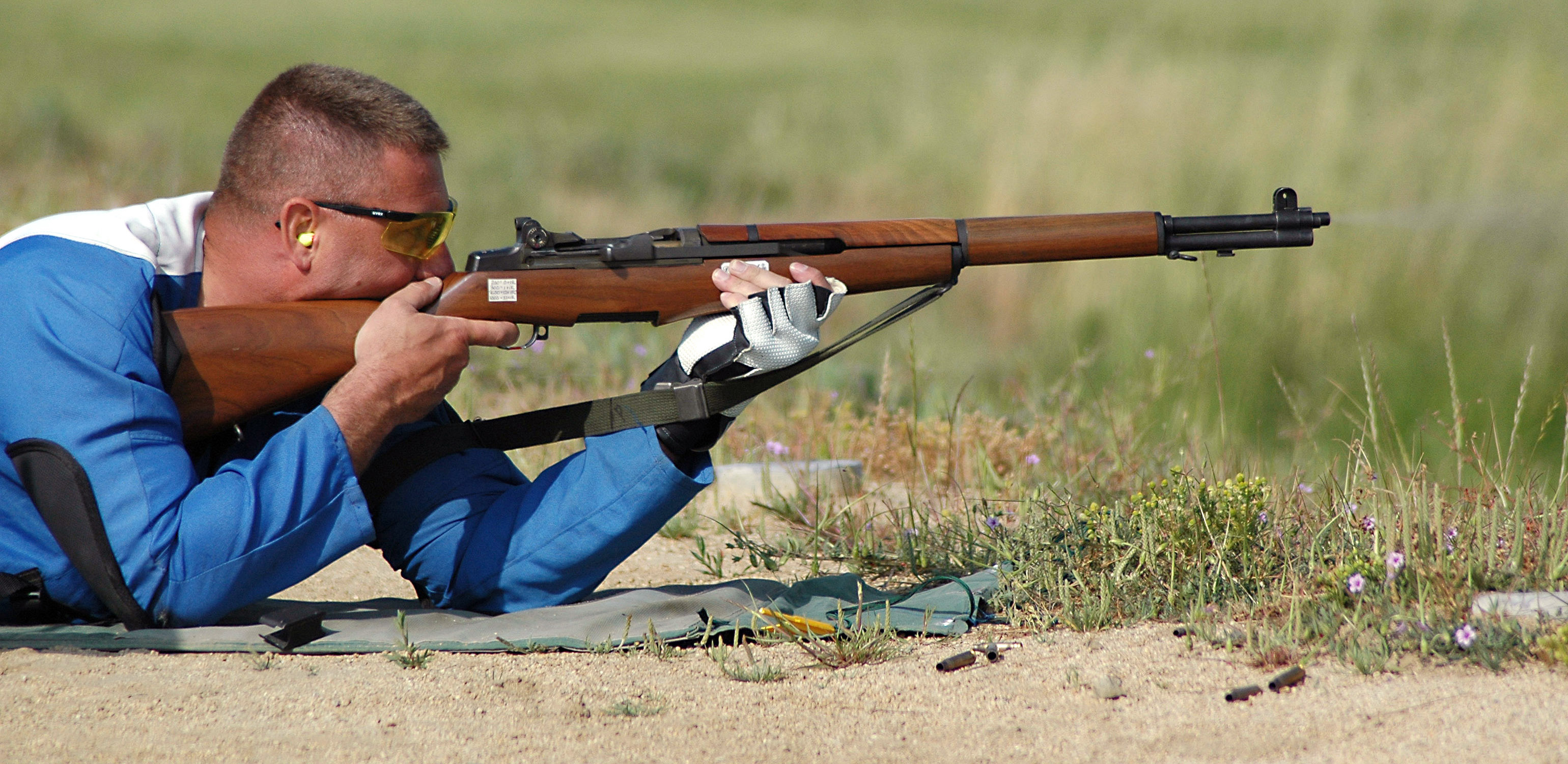
Competição de tiro de campo nos EUA usando um National Match M1.
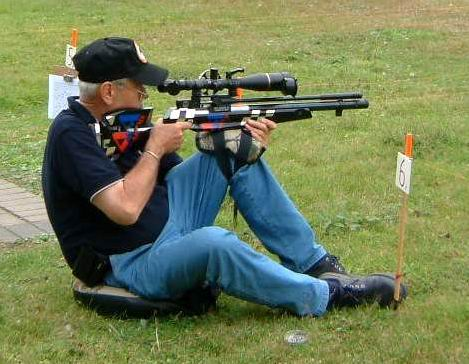
Tiro de campo na Alemanha.

### Tiro de fogo rápido

#### Com arma curta
- A Bianchi Cup, uma fusão do IPSC (sem o elemento "correr e disparar") e tiro ao alvo (exceto tiros com as duas mãos e pronar sempre que as regras o permitirem), onde a precisão sob prazos apertados em quatro cenários simulados, conhecidos como "Evento(s)", é a base desta competição. Os atiradores devem começar com a arma no coldre em todas as passagens e as distâncias variam de 10 jardas (9,14 metros) a 50 jardas (45,7 metros).
- O Fast draw, também conhecido como "quick draw" (saque rápido), é uma forma de tiro com pistola da América do Norte, baseada na arte romantizada dos pistoleiros no Velho Oeste americano, usando revólveres tradicionais de ação única. Mas, ao contrário do Cowboy action shooting, o Fast Draw é feito com cartuchos de festim ou balas de cera. Enquanto algumas competições são estritamente contra o relógio, com a vitória mais rápida, muitas são organizadas como partidas de eliminação simples ou dupla.

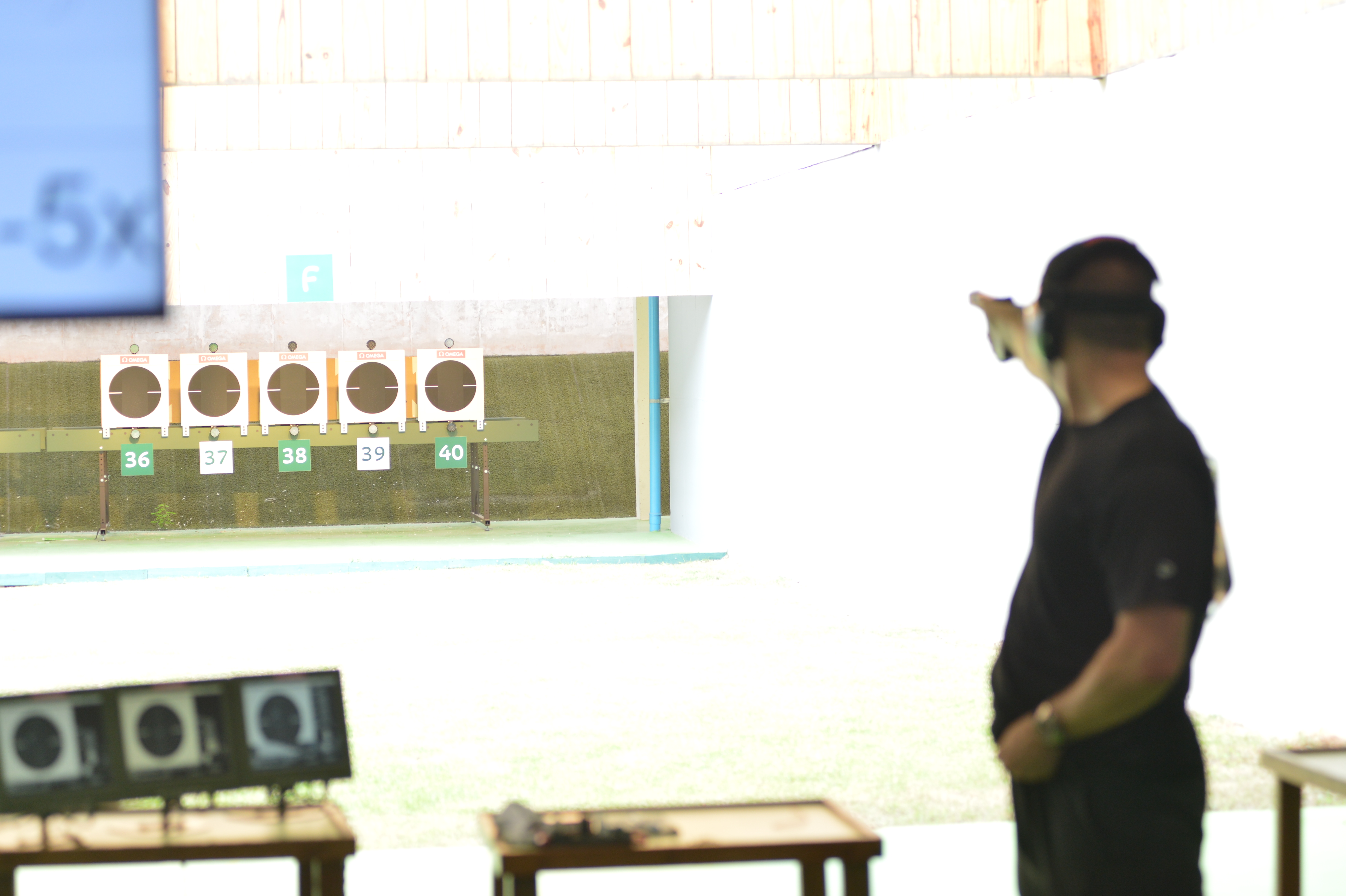
Keith Sanderson, dos EUA, durante o evento pistola de fogo rápido a 25 metros (ISSF) nos Jogos Olímpicos do Rio em 2016.
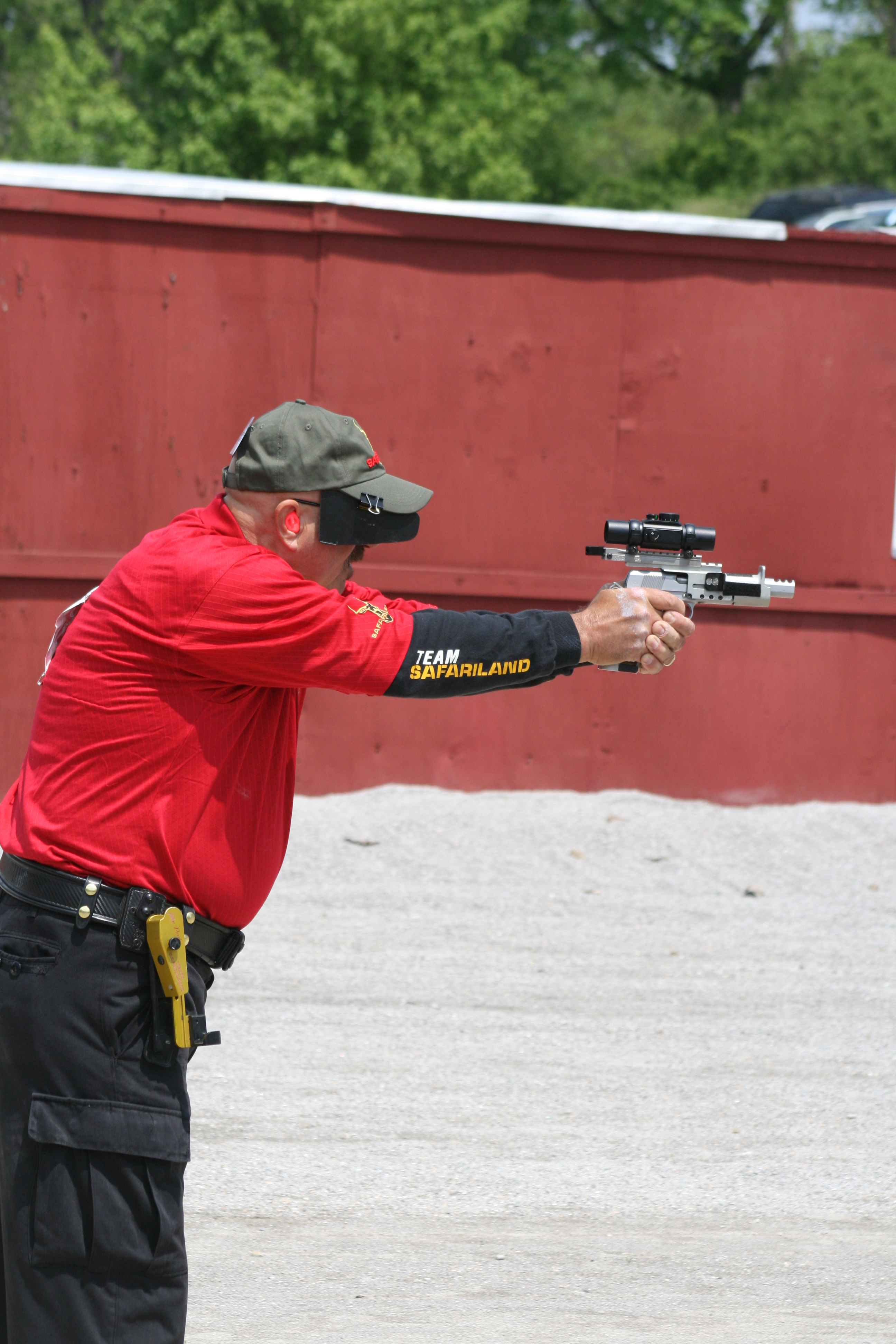
John Pride na Bianchi Cup em 2008.

#### Com arma longa
- A CISM Rapid Fire é uma versão acelerada do evento rifle padrão a 300 metros da ISSF.
- Felthurtigskyting (literalmente "Tiro rápido de campo") ou Stangskyting (literalmente "Tiro Stang") são um tipo de competição de rifle de tiro rápido variável popular na Escandinávia.

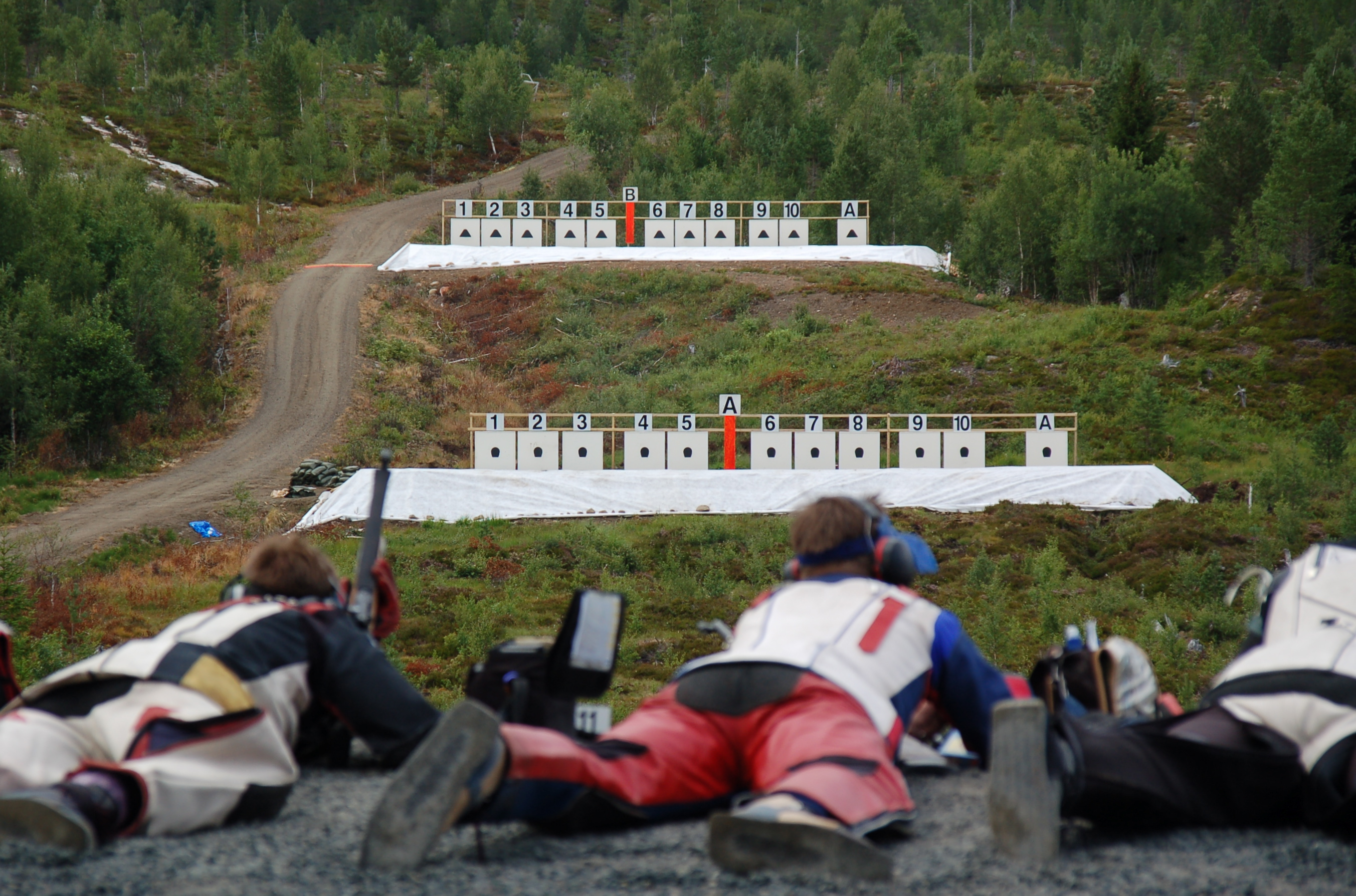
Competição de Tiro Stang na Landsskytterstevnet de 2007 na Noruega. O alvo mais próximo está a 155 metros, o mais distante a 221 metros.
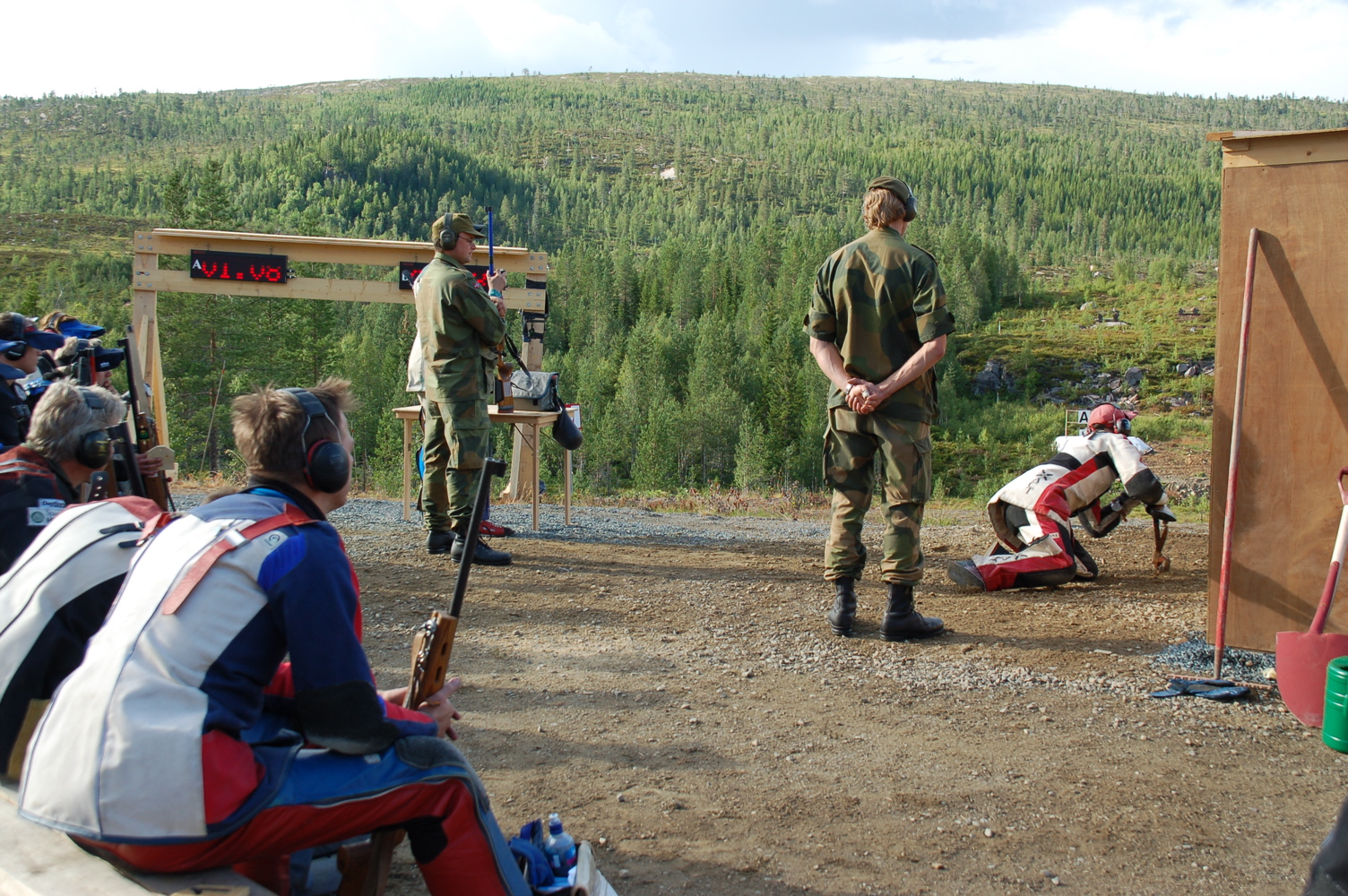
Competição de Tiro rápido de campo na Landsskytterstevnet de 2007 na Noruega.

### Tiro ao prato
Tiro ao prato é uma modalidade do tiro onde em geral, se usam escopetas para atingir alvos em forma de discos, que hoje em dia são feitos com material semelhante à argila, e são lançados em voo através de máquinas (catapultas). As vezes chamado de "tiro ao voo", suas competições possuem algumas disciplinas com regras diferenciadas baseadas primeiramente no formato da "pedana" (quadra) de onde os participantes atiram.
- Os três eventos olímpicos de tiro ao prato da ISSF, preconizam uma reação rápida a alvos de argila lançados por máquinas localizadas em guaritas chamadas "Trap house",[32] nome que remonta aos primórdios quando o essa modalidade se chamava "tiro ao pombo".
  - Skeet: os alvos são lançados em um por vez ou aos pares de duas "Traps" distintas colocadas a 40 metros de distância uma da outra.[33]
  - Trap e Trap duplo: um ou dois alvos de tiro ao prato são lançados de "Traps" situadas 15 metros à frente do atirador.[33]
- Compak Sporting é uma modalidade muito semelhante às demais do tiro ao prato como Trap e Skeet, só que praticada em uma área menor, e é organizada e conduzida pela FITASC.
- Outras modalidades de tiro ao prato com reconhecimento internacional (pelo menos parcial) incluem: Sporting Clays,[34] Down-The-Line/ATA[35] e Five Stand.[36]

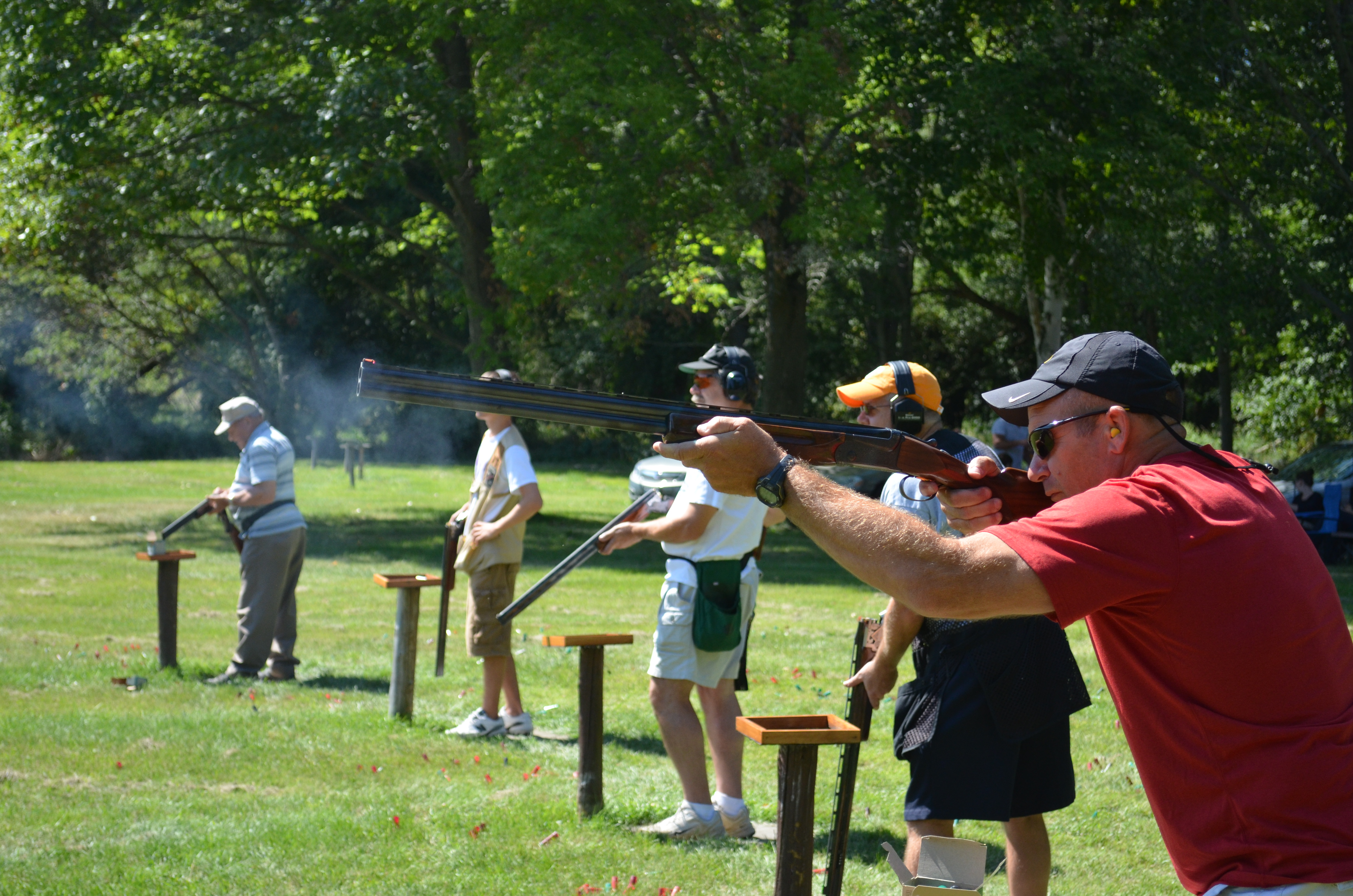
Trap shooting nos EUA.
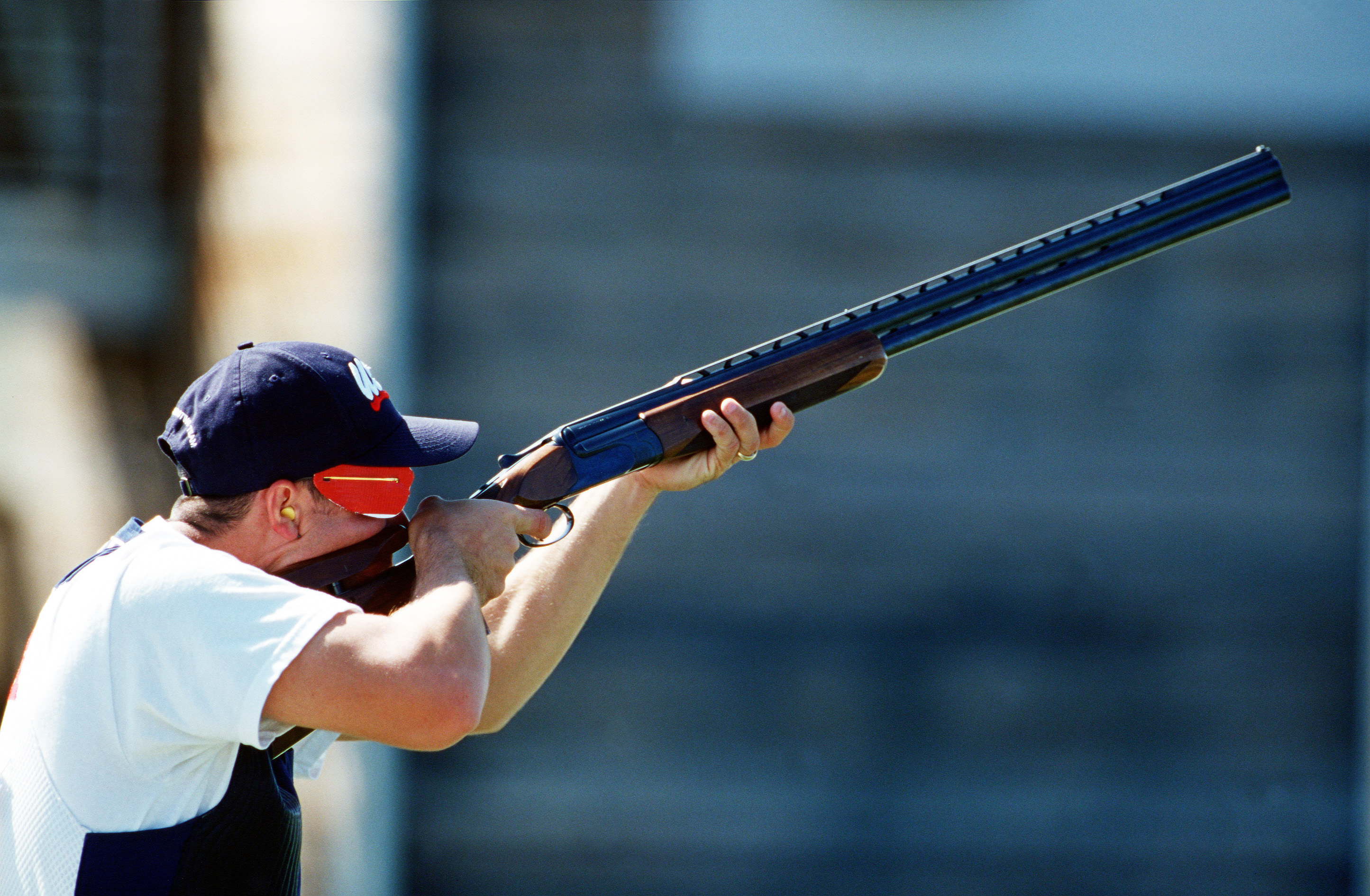
Skeet shooting nos EUA.
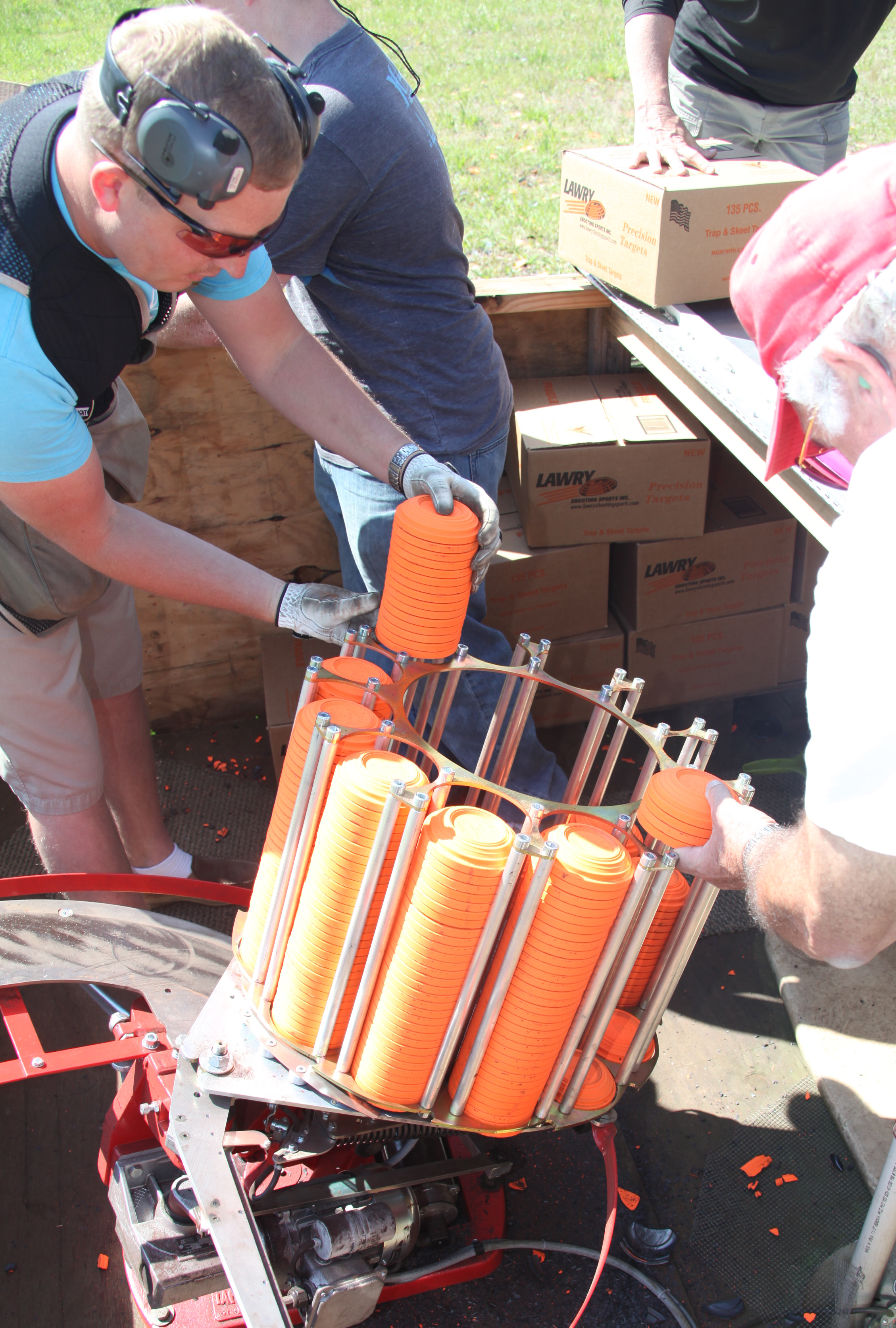
Alvos de tiro ao prato sendo colocados na máquina lançadora.
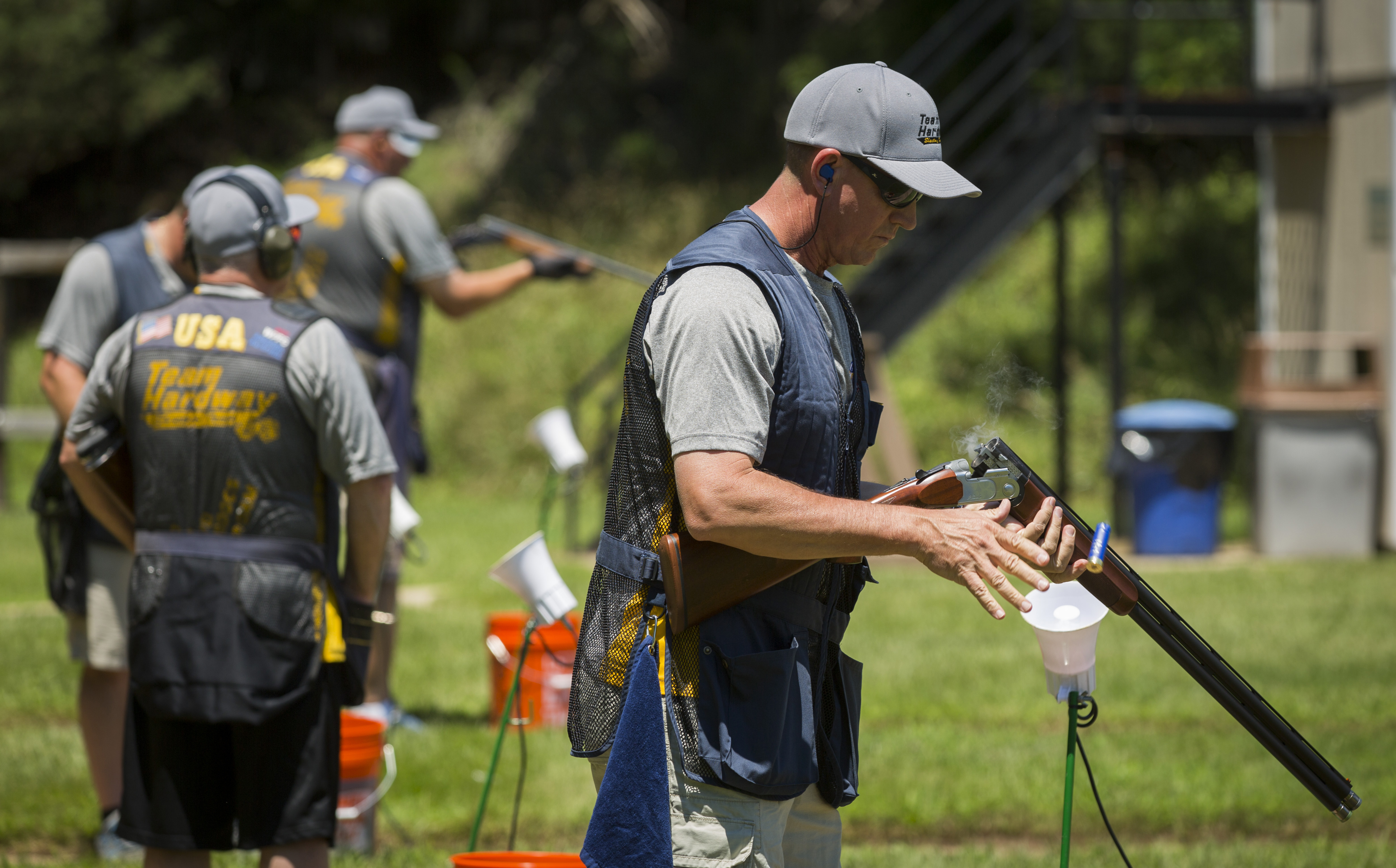
Trap shooting no World Police and Fire Games nos EUA em 2015.
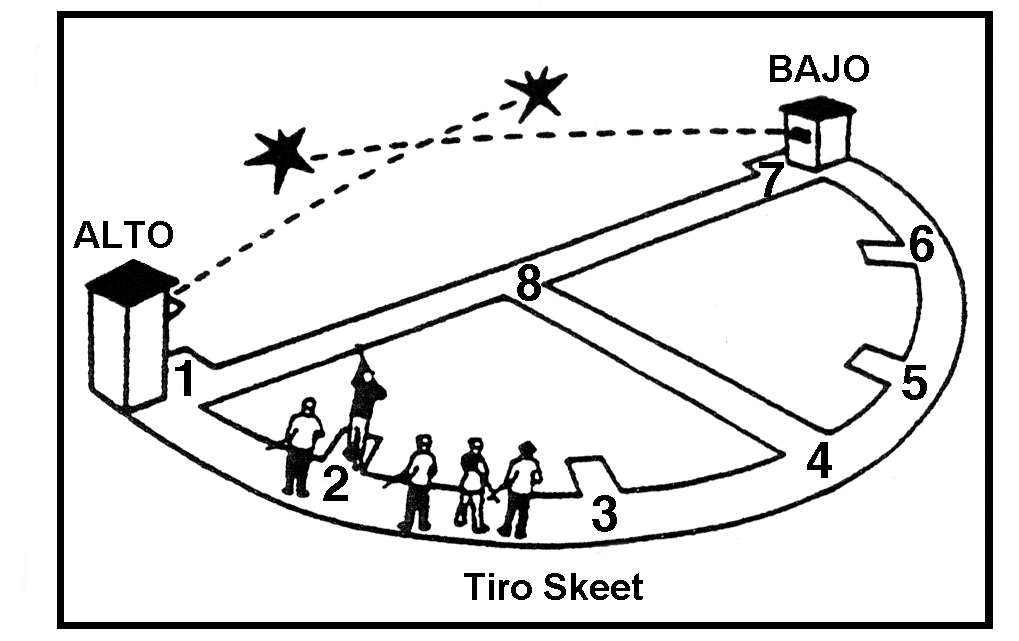
Layout de uma "pedana" para tiro ao prato.

### Alvo móvel
Tiro em alvo móvel refere-se a várias disciplinas que envolvem um alvo que se movimenta - às vezes chamado de javali, alce ou veado - que é feito para se mover como se fosse um animal em movimento.Registre-se que nessa modalidade de competição os alvos sempre foram inanimados. Nos primórdios eram pranchas de madeira cortadas no formato e tamanho aproximados dos animais e eram movimentadas manualmente sobre trilhos.
Eventos deste tipo incluem:
- Alvo móvel a 10 metros da ISSF
- Alvo móvel a 10 metros misto da ISSF
- Alvo móvel a 50 metros da ISSF
- Alvo móvel a 50 metros misto da ISSF
- Veado correndo a 100 metros
- Alce correndo, popular na Escandinávia como esporte e exercício de caça. As competições na Suécia são realizadas a 80 metros.[38]
- Veado correndo, também um pouco popular na Escandinávia e na Grã-Bretanha.

Nota:
- Houve dois eventos de alvo móvel que só ocorreram uma vez nos Jogos Olímpicos de Verão de 1908:
  - Carabina 25 yd - móvel masculino
  - Carabina 25 yd - ponto cego masculino

### Tiro prático
O Tiro prático, também conhecido como tiro de ação ou tiro dinâmico, é um termo genérico aplicável ao esporte de tiro em que potência e velocidade têm a mesma importância que a precisão. Muitas das disciplinas envolvem movimento e, ao usar armas de mão, elas geralmente são retiradas de um coldre.
- A International Practical Shooting Confederation (IPSC) é o maior e mais antigo órgão sancionador do setor de tiro prático. A IPSC às vezes é considerada a "Fórmula 1" do esporte de tiro utilizando revólveres, rifles e espingardas. Embora a United States Practical Shooting Association (USPSA) seja a afiliada regional da IPSC nos EUA, muitas das regras da USPSA diferem ligeiramente daquelas usadas internacionalmente. O IPSC foi desenvolvido por ex-atiradores policiais e civis e mais tarde usado como base para exercícios militares e policiais modernos. É uma variação em que o atirador geralmente se move durante o disparo, e os acertos e o tempo de disparo são igualmente importantes. O procedimento de palco geralmente não é ditado (estilo livre) e o atirador tem permissão para determinar a ordem e a maneira pela qual ele ou ela engaja os alvos.
- A International Defensive Pistol Association (IDPA) é um esporte de tiro de ação que usa pistolas e revólveres semi-automáticos com forte ênfase no tiro oculto. Muitos aspectos do envolvimento no palco são ditados aos competidores e penalidades são dadas aos competidores que o oficial de segurança determinar que tentaram obter uma vantagem competitiva ou se envolveram em uma ação proibida com uma "mente culpada" - que ele conscientemente falhou em fazer o que é certo.
- Multigun são eventos de tiro prático onde cada um dos estágios geralmente exige que o competidor use e faça a transição entre uma combinação de rifles, armas de mão e / ou espingardas[40] ou outros tipos de armas de fogo. O 3-Gun tem muito em comum com as partidas comuns da IPSC / USPSA, com pistas de tiro em que o atirador deve passar por diferentes estágios e atingir alvos em várias posições diferentes.
- O Steel Challenge é um campeonato de tiro em velocidade, exclusivamente sobre atirar em alvos de aço o mais rápido possível e é governado pela Steel Challenge Shooting Association (SCSA). Existem oito cursos de tiro padronizados, e uma "placa de parada" especial deve ser disparada por último para parar o cronômetro.
- A International Confederation of Revolver Enthusiasts (ICORE) é uma comunidade internacional que promove competições de tiro com revólveres. Fundado em 1991, o esporte tem elementos da Copa Bianchi, IPSC e do Steel Challenge.[41]
- O IPSC Action Air segue o mesmo princípio do IPSC, usando airsoft em vez de armas de fogo reais. As faixas, alvos de papel e poppers são reduzidos para se adequar ao airsoft, e o esporte goza de popularidade em países como Taiwan, Hong Kong e Japão, onde a posse civil de armas de fogo reais é ilegal ou extremamente difícil de obter.
- O Tiro em pinos de boliche (geralmente usando armas curtas) faz com que os competidores corram uns contra os outros para derrubar pinos de boliche padrão de uma mesa no menor tempo decorrido.
- O ActionAirgun é um esporte de tiro em ação indoor que utiliza pistolas de airsoft semi-automáticas e pistas de tiro baixadas de um hub central. Os atiradores enviam os horários das filmagens para um site para resolver competições.

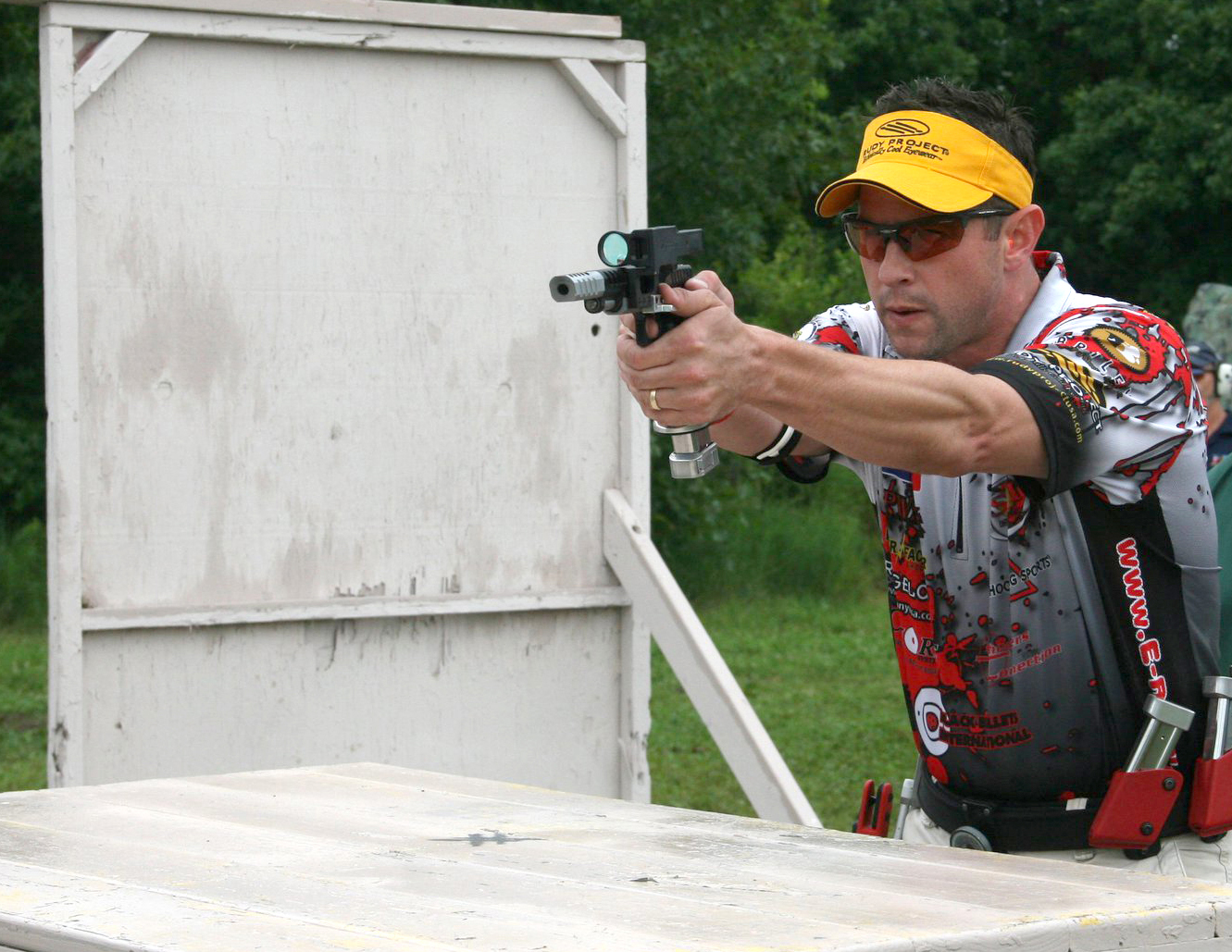
Um competidor de tiro prático da divisão aberta durante uma fase.
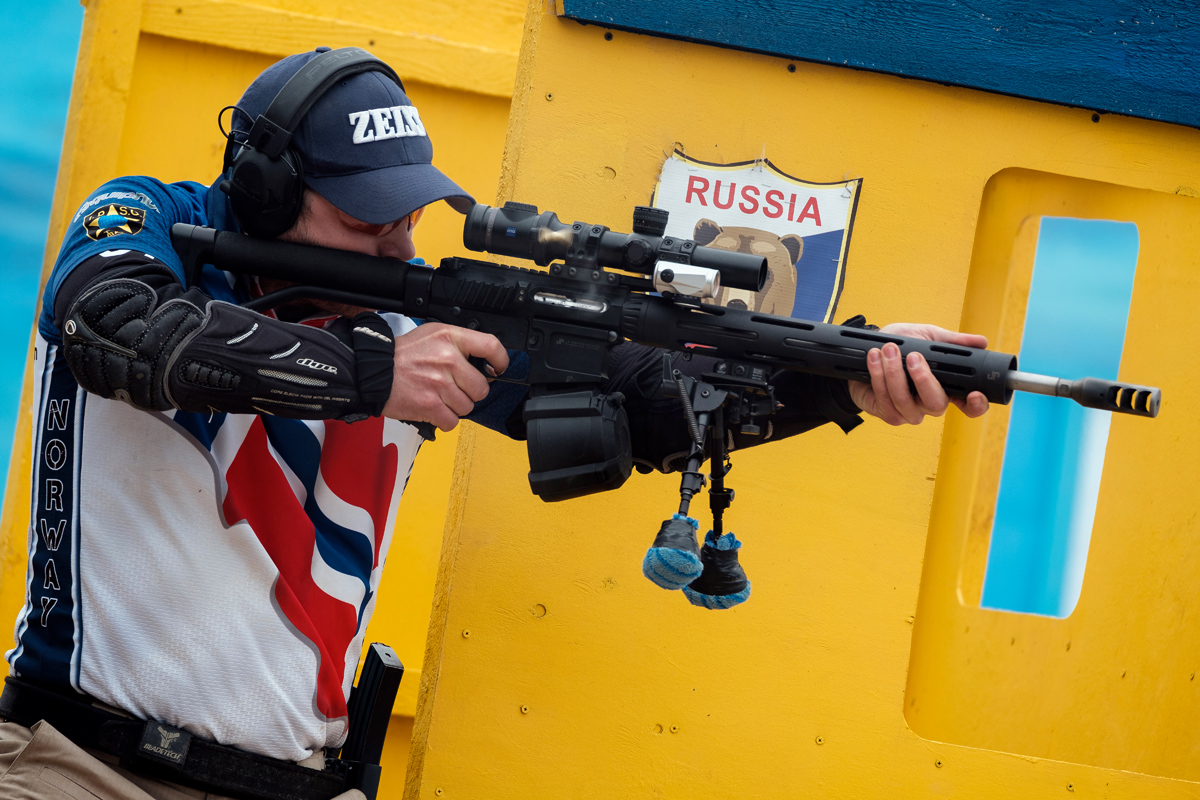
Um competidor de tiro prático com rifle norueguês no Rifle World Shoot da IPSC em 2017 na Rússia.
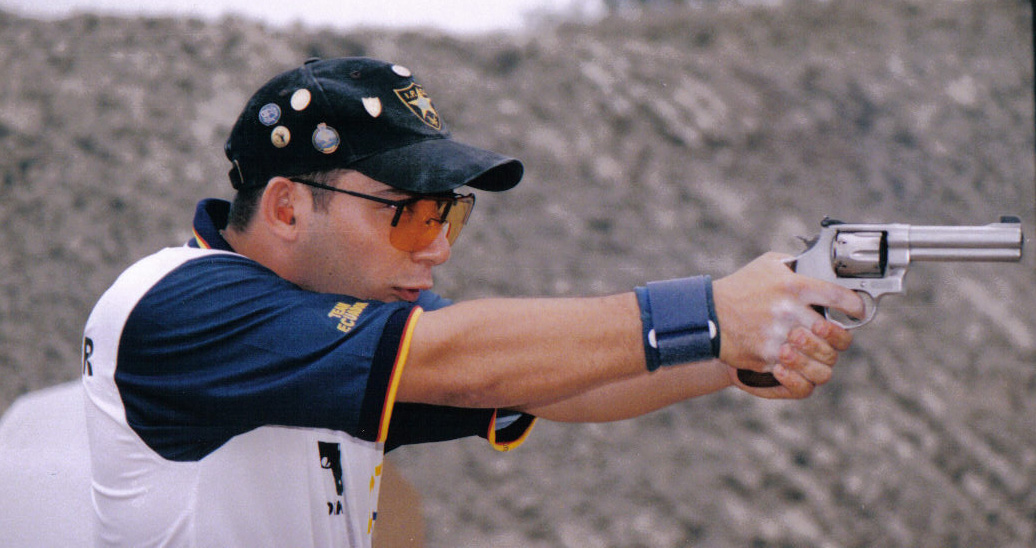
Três vezes campeão mundial de tiro prático com revólveres Ricardo López Tugendhat do Equador.

### Longo alcance
O Tiro de longo alcance é realizado a grandes distâncias envolvendo cálculos e ajustes da mira complexos que envolve vários aspectos críticos como as condições atmosféricas.
- O Fullbore target rifle se ocupa de atirar em alvos de 300 jardas (274 metros) a 1 200 jardas (1 100 metros) de distância. O esporte é governado internacionalmente pela ICFRA e é popular no Reino Unido, EUA, Alemanha e países da Commonwealth. Disciplinas semelhantes, chamadas de "tiro ao alvo" e "tiro de campo", são populares na Escandinávia, embora disparadas a distâncias mais curtas.
  - Palma é um formato de competição ICFRA que data de 1876, apresentando tiro de rifle de longo alcance, a até 1 000 jardas (914 metros). A primeira partida do Palma foi contestada por equipes dos EUA, Austrália, Canadá, Escócia e Irlanda (com rifles de cano na época). As partidas continuaram até o final da década de 1920, e o troféu acabou sendo perdido em Washington DC, por volta do início da Segunda Guerra Mundial. A partida foi revivida na era moderna em 1966 no Canadá e continua entre equipes de todo o mundo. Os rifles de ação dos parafusos PALMA são de calibre NATO de 7,62 mm (Winchester .308) e munição Match Grade de fogo usando uma bala de 155 grãos usando mira de aperto de micrômetro (ferro). [31] As duas últimas partidas internacionais de rifle de longo alcance foram realizadas na Austrália em 2011 e nos EUA em 2015, foram vencidas pela Grã-Bretanha. [32]
  - A F-Class é outro formato de competição ICFRA, apresentando tiro de rifle de longo alcance, a distâncias de até 1 000 jardas (914 metros), os rifles são equipados com miras telescópicas e o uso de descanso dianteiro e traseiro é permitido. Esta é uma variante de rápido crescimento do Fullbore Target Rifle. O 'F' homenageia George Farquharson, o inventor canadense da Classe F.
- Competições de fuzil de precisão, um formato relativamente novo de competição de longo alcance que busca encontrar um equilíbrio entre velocidade e precisão, geralmente envolvendo movimento e tiro de posições incomuns com um limite de tempo, a distâncias conhecidas e desconhecidas.
  - A National Rifle League (NRL) é uma organização sem fins lucrativos 501 (c) (3) dedicada ao crescimento e à educação do tiro de fuzil de precisão nos Estados Unidos. Seu formato de disputa permite que qualquer calibre entre .254 a .308 e não exceda 980 m/s, envolvendo pelo menos 50 atiradores, cada um disparando o mínimo de 140 tiros em pelo menos 12 etapas individuais, ao longo de pelo menos menos dois dias. Desde a sua estreia em 2017, atualmente 11 clubes de oito estados estão envolvidos na liga.[42]
- A National Rifle League 22 (NRL22) é uma sub-liga da National Rifle League dedicada a rifles .22 de longo alcance. Foi estabelecida para abordar o fato de que a maioria das localidades não tem acesso a campos de 1 000 jardas (914 metros), mas quase todas as localidades têm campos de 100 jardas (91,4 metros) e a maioria dos atiradores possui rifles .22. A partida do campeonato consiste em no mínimo 170 rodadas disputadas em pelo menos 15 etapas individuais. Atualmente, 68 clubes de 31 estados dos EUA participam de partidas da NRL22, além de dois clubes estrangeiros do Reino Unido e da Austrália.[43]
- A Classe-T de tiro de longo alcance está dedicada ao tiro prático de precisão com rifle, que ganha enorme popularidade em todo o mundo em um curto período de tempo. Concentra-se em disparar contra alvos estáticos ou dinâmicos de várias distâncias (conhecidas e desconhecidas), de diferentes posições, sob circunstâncias estressantes criadas artificialmente, mas realistas. Isso se mostra extremamente interessante tanto para implementação quanto para observação, devido ao seu nível de dificuldade exigente. A [International T-Class Confederation https://t-class.org/] (ITCC) é uma organização sem fins lucrativos, fundada em 2014 com o objetivo de promover o esporte de tiro da Classe T internacionalmente, com sede na Bulgária. Ela oferece um conjunto de regras para projetar e gerenciar competições da classe T.

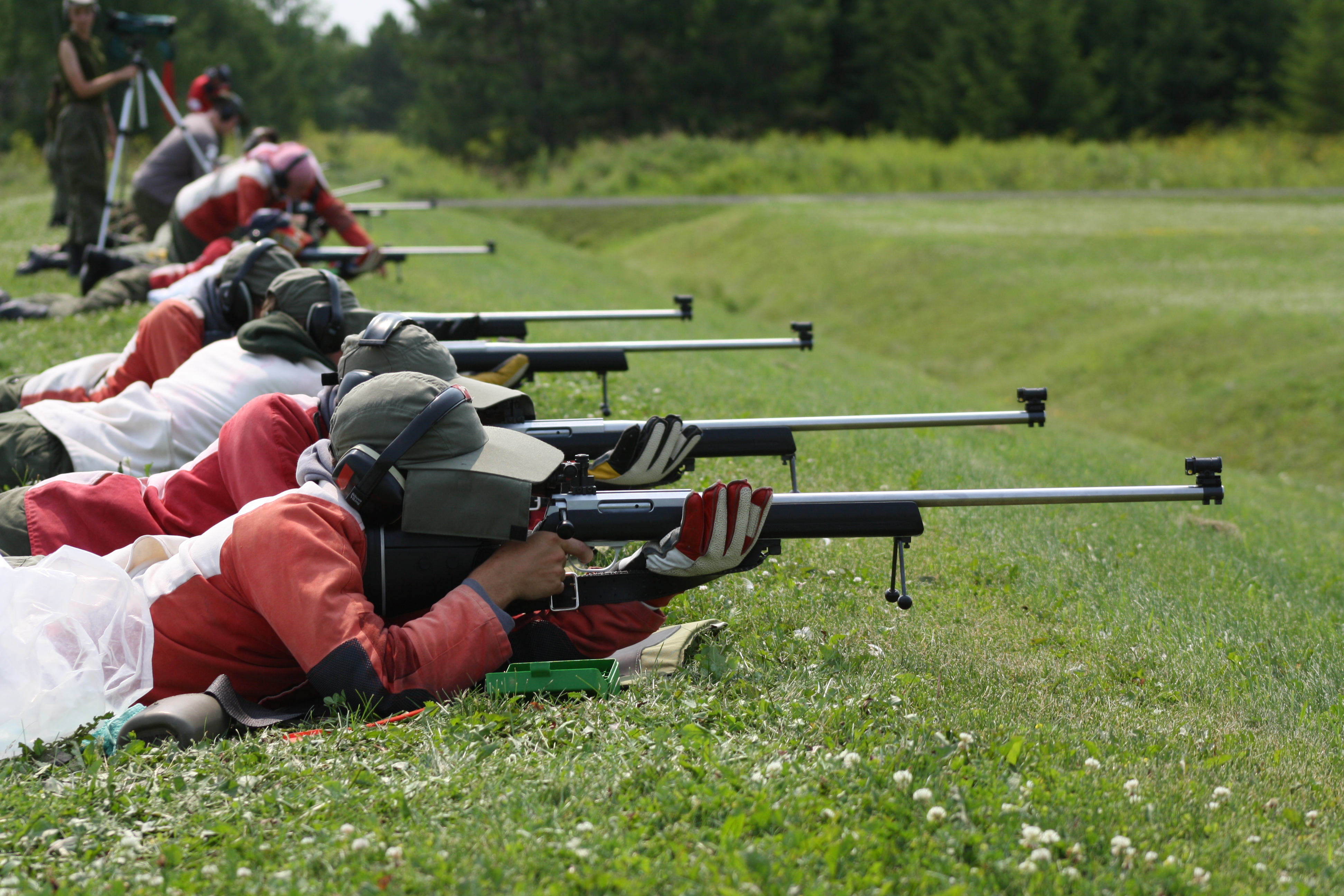
Competição de Palma no Canadá em 2011.
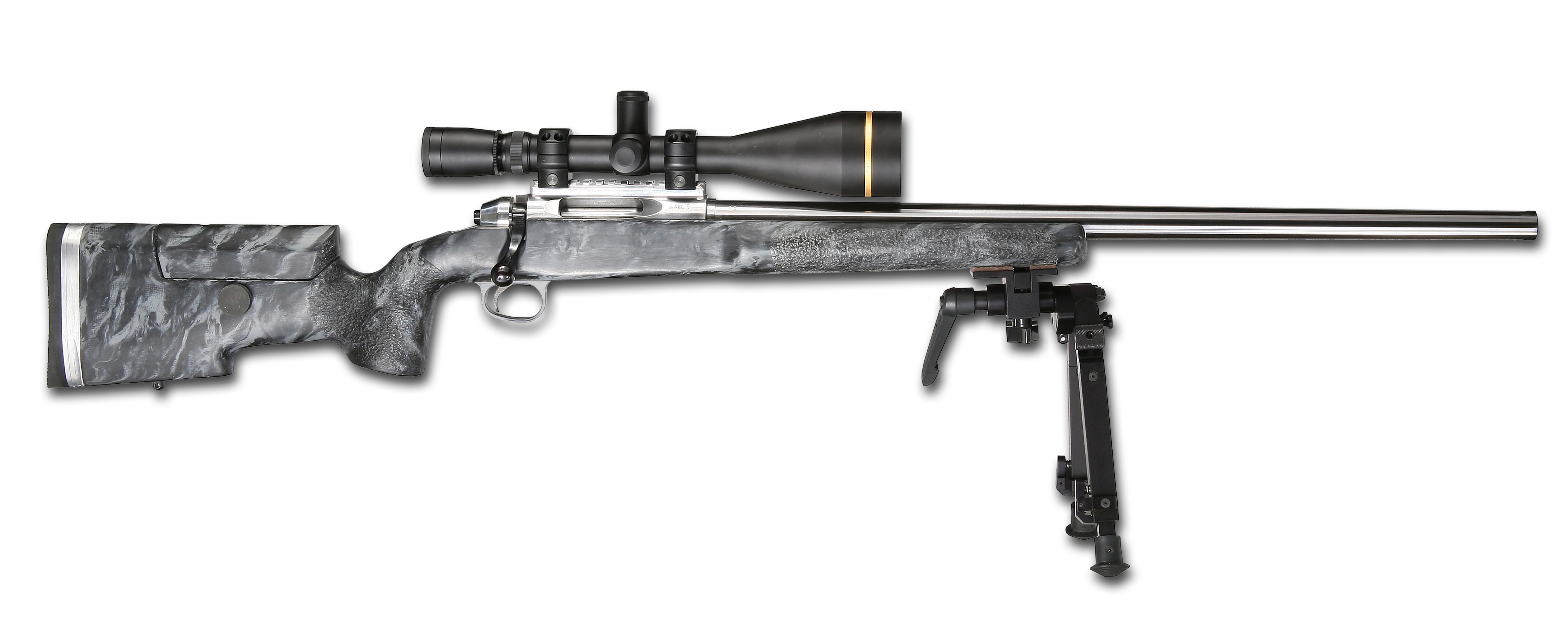
Um rifle da F-Class equipado com mira telescópica e bi-pé.

### Benchrest
Tiro de Benchrest (ou apoio de bancada) se preocupa em conseguir agrupamentos pequenos com o atirador sentado em uma cadeira (banco) e o rifle apoiado em uma mesa. De todas as disciplinas de tiro, este é o equipamento mais exigente. Dependendo da classe do equipamento, as competições internacionais de apoio de bancada são governadas pela World Benchrest Shooting Federation ou pela World Rimfire and Air Rifle Benchrest Federation.

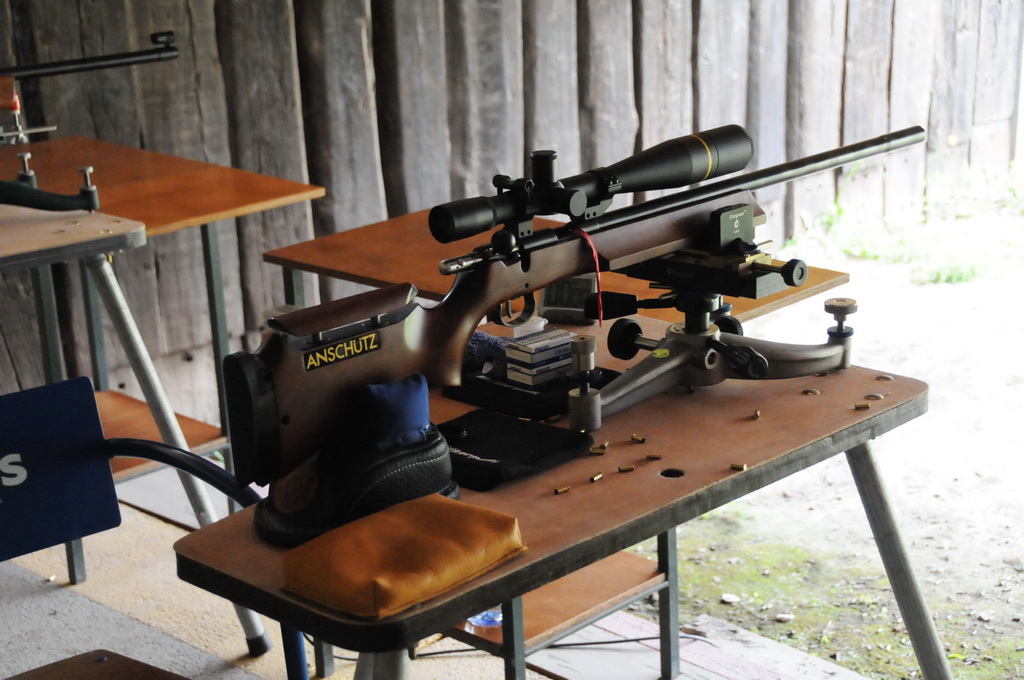
Um rifle Anschütz 1903 .22LR usado em tiro de Benchrest a 50 metros.
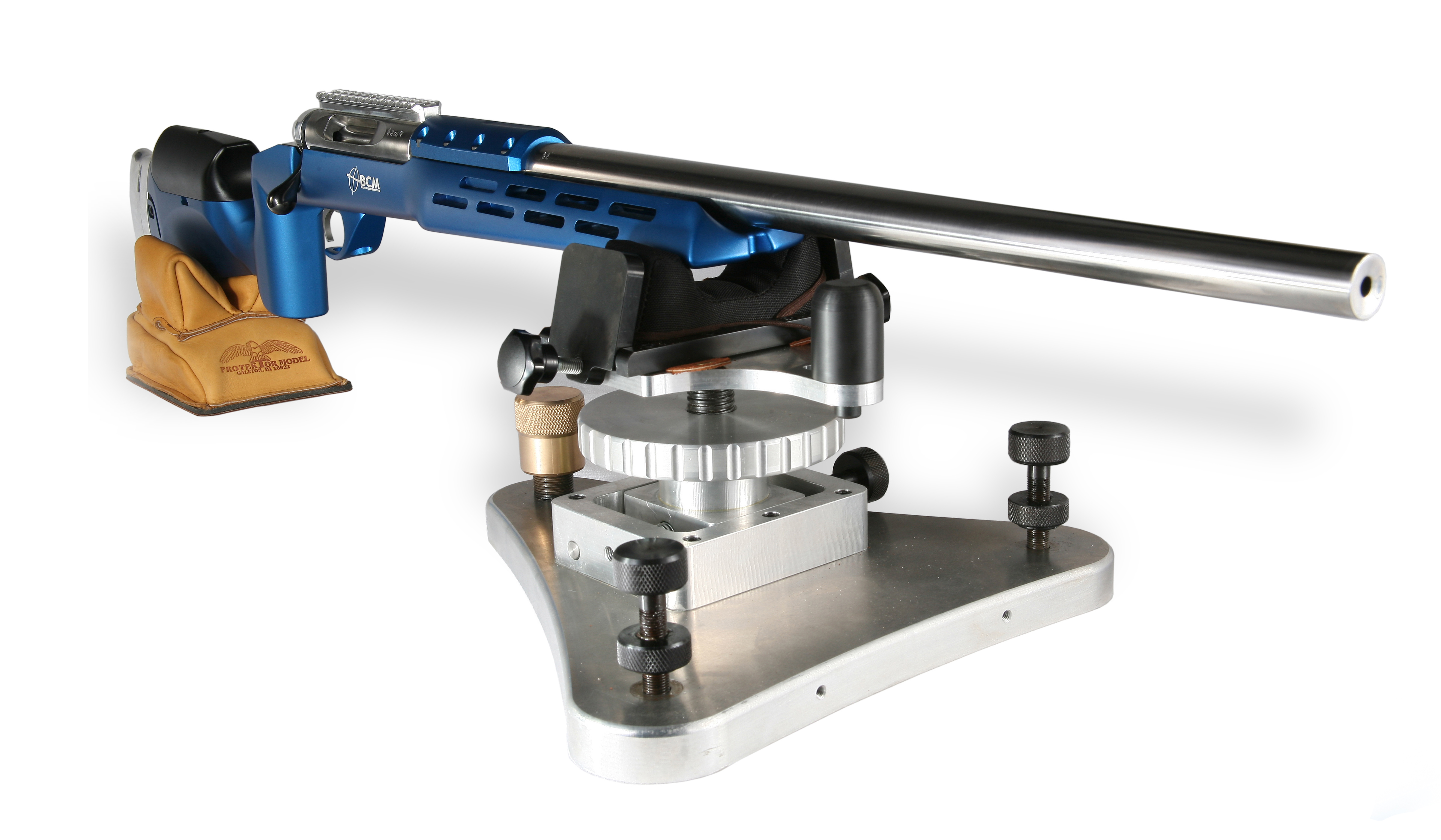
Um rifle de tiro único da BCM Europearms para tiro de Benchrest.

### Silhueta metálica
Na silhueta metálica, os competidores atiram em silhuetas de aço em forma de animal (galinhas, porcos, perus e carneiros) que devem ser derrubadas para marcar pontos. Bancos de 5 alvos são colocados a até 500 metros, sendo a distância e o tamanho do alvo determinados pela classe de armas de fogo. As disciplinas incluem revólveres, rifle de pequeno calibre (Hunter, Silhouette), rifle de alta potência (Hunter, Silhouette), rifle de ar e rifle de pólvora negra. As armas usadas nas categorias ilimitadas têm aparência de rifle; a Thompson/Center Contender, a Remington XP-100 e outras pistolas são adaptadas para calibres de fuzil com potência, eficiência aerodinâmica e balística externa necessárias para disparos precisos a 200 metros. Existem categorias de silhuetas apropriadas para praticamente todos os tipos de pistolas e espingardas ajustáveis, excluindo apenas balas perfurantes de alta velocidade que danifiquem os alvos. Os alvos para armas de mira aberta são colocados entre 25 e 200 metros e são projetados para fornecer um tamanho utilizável da zona de impacto de cerca de 1,5 miliradianos (ou 5 minutos de arco).

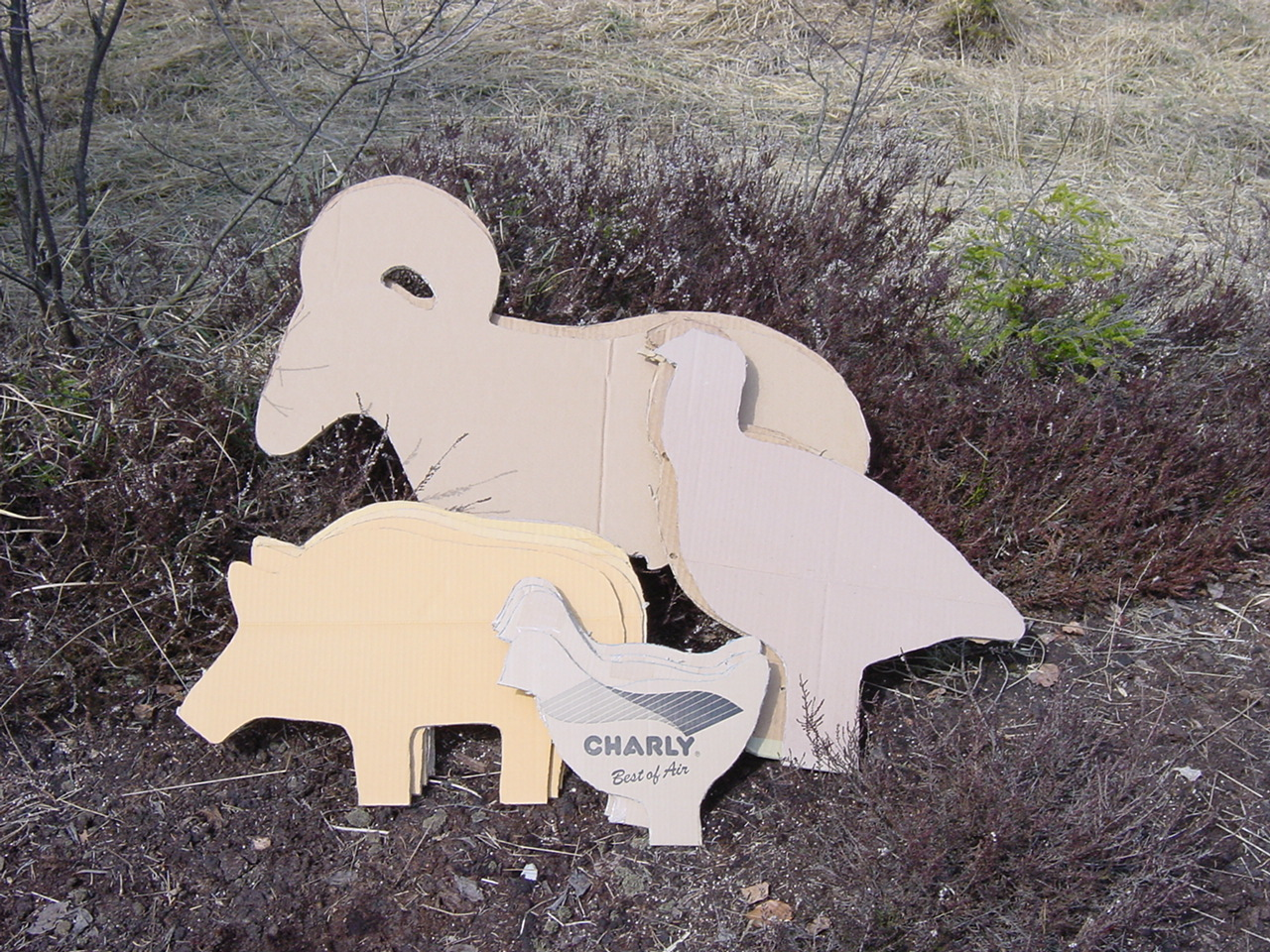
Alvos em papel cartão do mesmo formato e tamanho das silhuetas metálicas usados pela IHMSA nas competições de silhueta metálica.
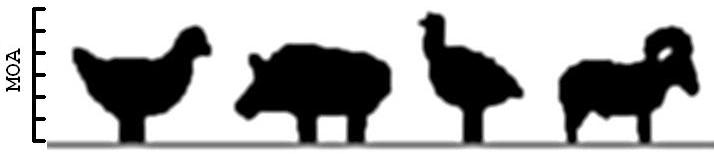
Frango, porco, peru e carneiro. Os diferentes alvos são posicionados a diferentes distâncias e, nesta imagem, os alvos são redimensionados para a aparência do atirador em tamanhos angulares (mil ou moa).

### Western
- O Cowboy action shooting (CAS) é quase idêntico ao cenário USPSA e IDPA, mas com adereços temáticos de caubói ocidentais, utilizando armas longas e revólveres da mesma época. O simples ato de atirar em si não é suficiente. Os competidores devem escolher e usar um apelido ou pseudônimo de vaqueiro e devem participar, vestindo roupas autênticas de vaqueiro e vaqueira.
- O Cowboy mounted shooting, também chamado de "Western Mounted Shooting" ou simplesmente "Mounted Shooting", é um esporte equestre competitivo que envolve a equitação de um cavalo para negociar um padrão de tiro. Os conjuntos de regras variam entre as organizações esportivas de tiro; ele pode se basear na reconstituição histórica de eventos de tiro realizados em shows do Velho Oeste no final do século XIX. Eventos modernos usam munição de festim em vez de munição real, certificadas para estourar um balão alvo em um raio de 20 pés (6,10 metros).[44]

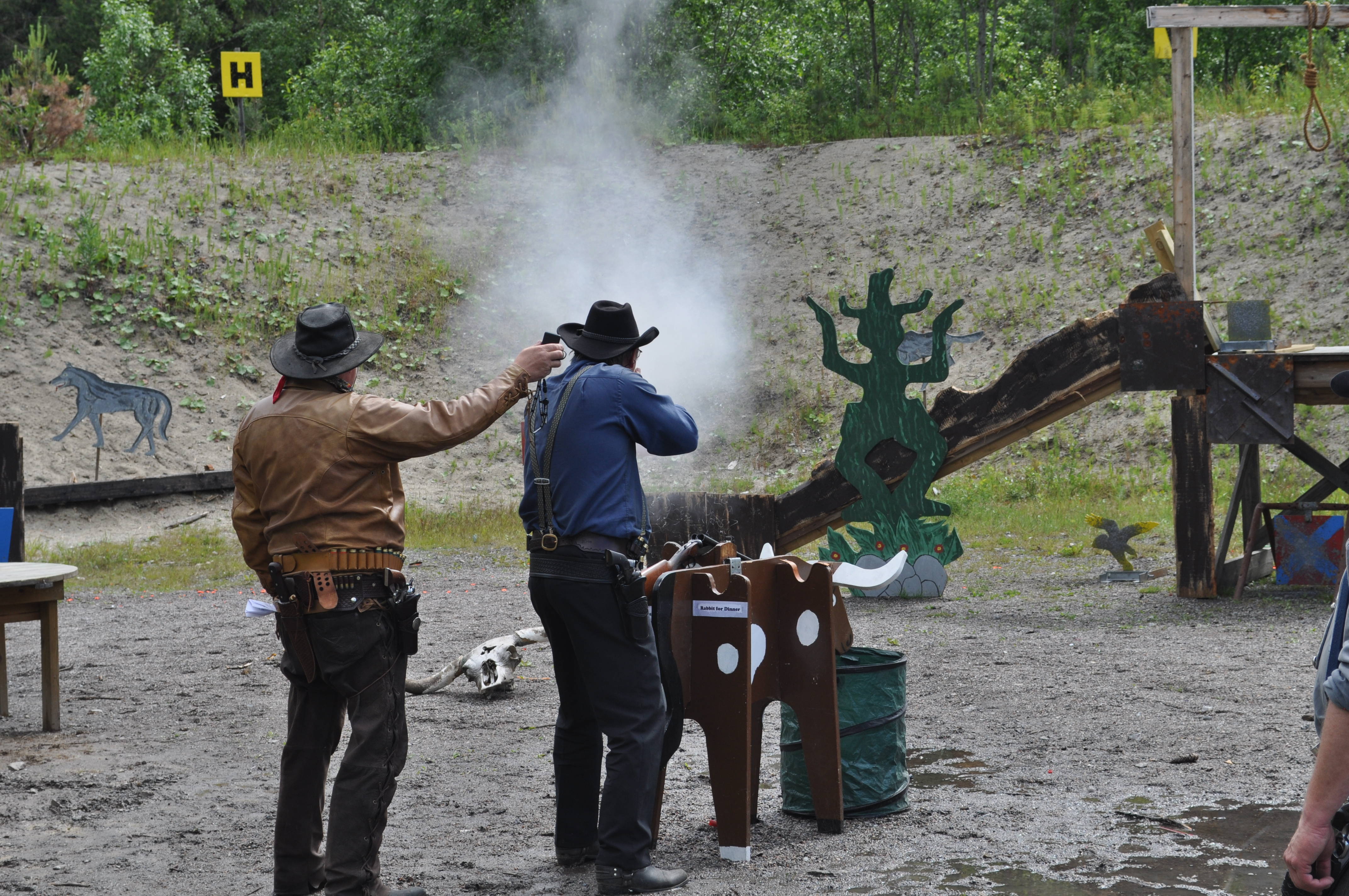
Um atirador de CAS disparando um rifle de alavanca em alvos de aço. O Range Officer à esquerda está segurando um cronômetro para medir o tempo.
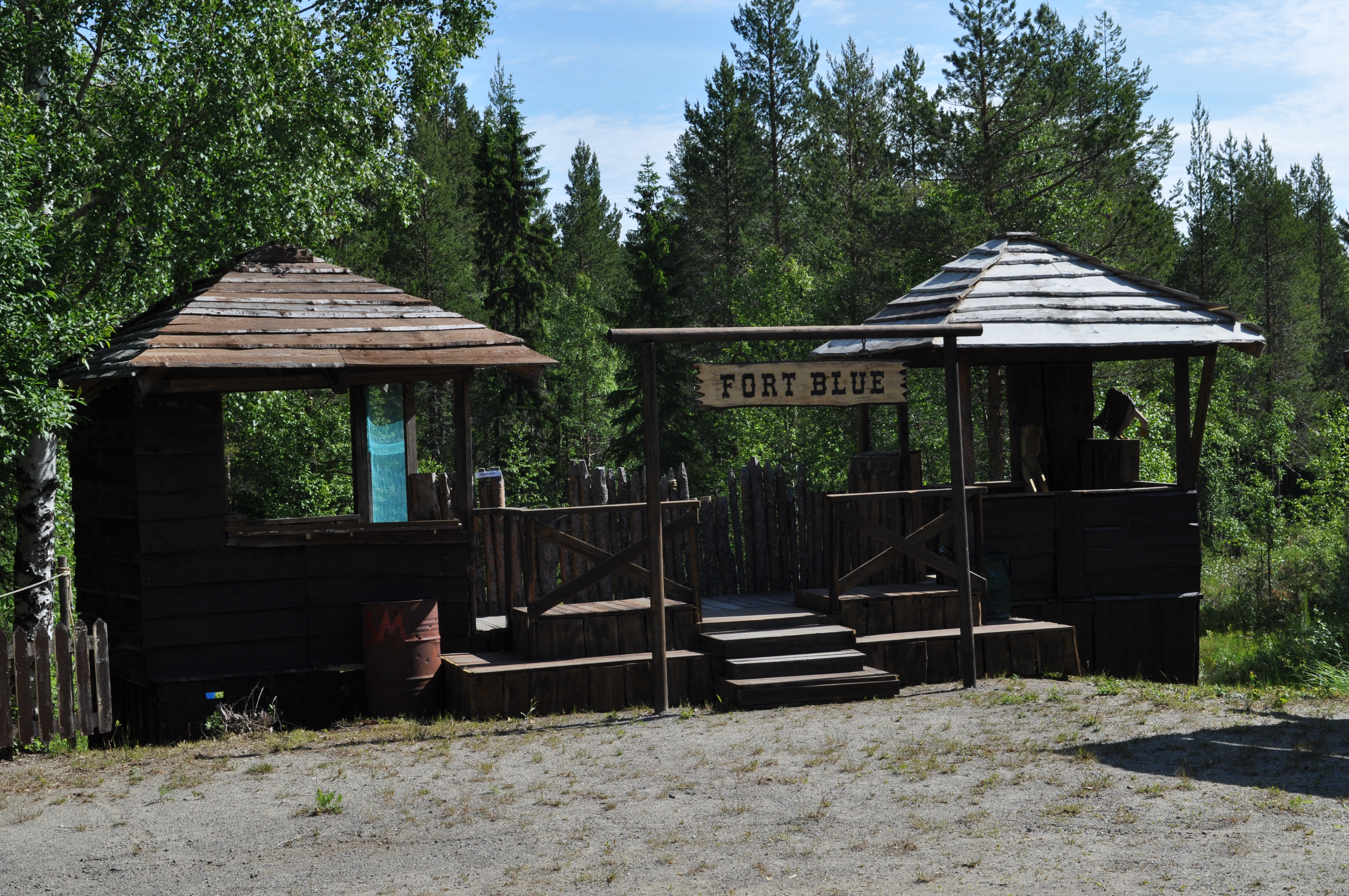
Cenário de Western.
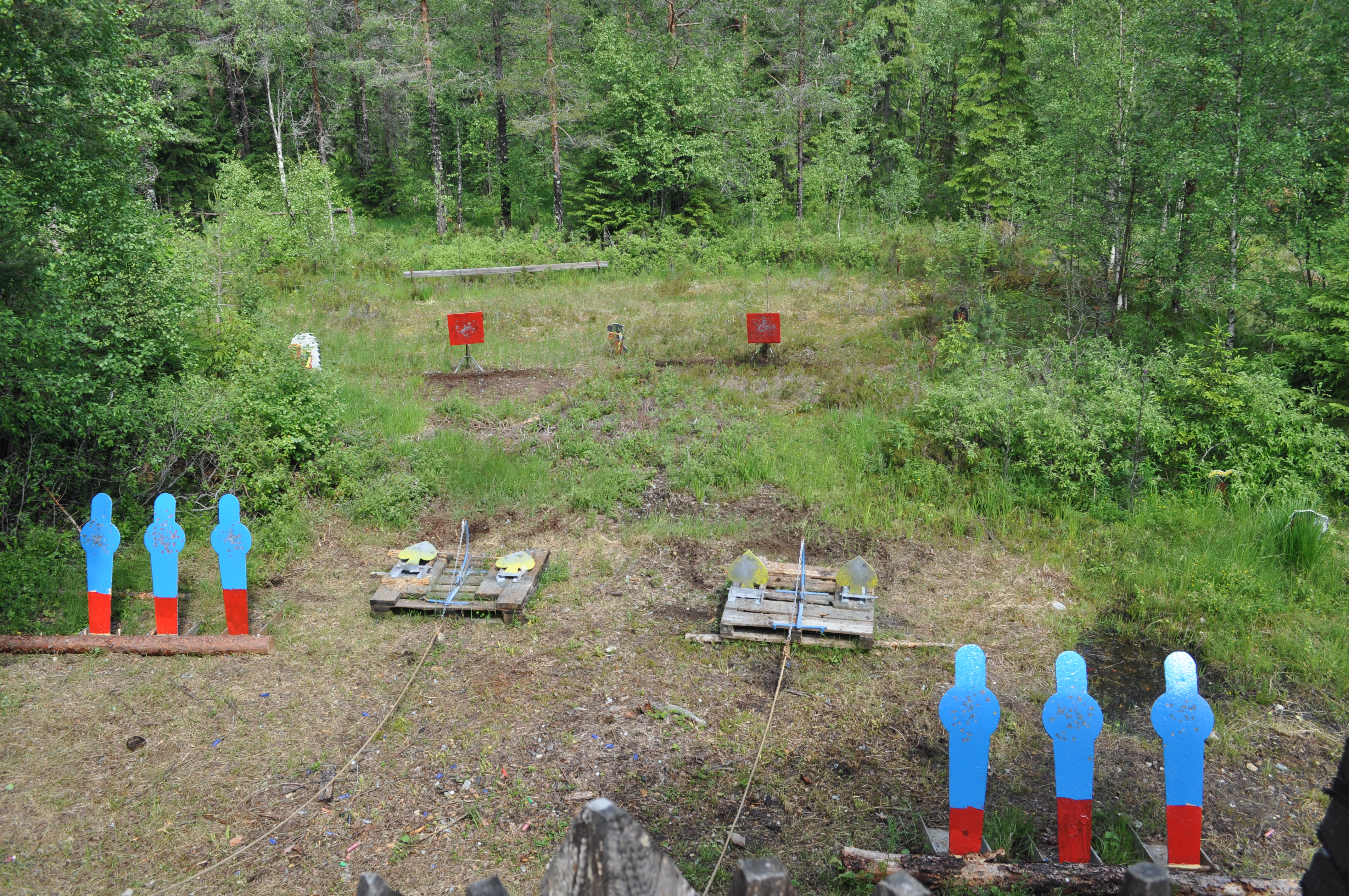
Nessa competição, o atirador usa armas de fogo diferentes durante um estágio. Nesta etapa, os revólveres foram usados nos alvos azuis mais próximos e um rifle de ação de alavanca nos alvos vermelhos mais distantes.
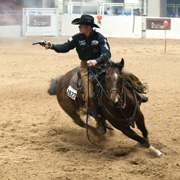
Tiro de cowboy montado no Campeonato Mundial de Tiro AQHA 2012..

### Antecarga
Antecarga é o ato de se carregar a arma pela parte frontal (boca) do cano, e hoje em dia, está relacionado ao disparo de armas antigas originais ou réplicas.

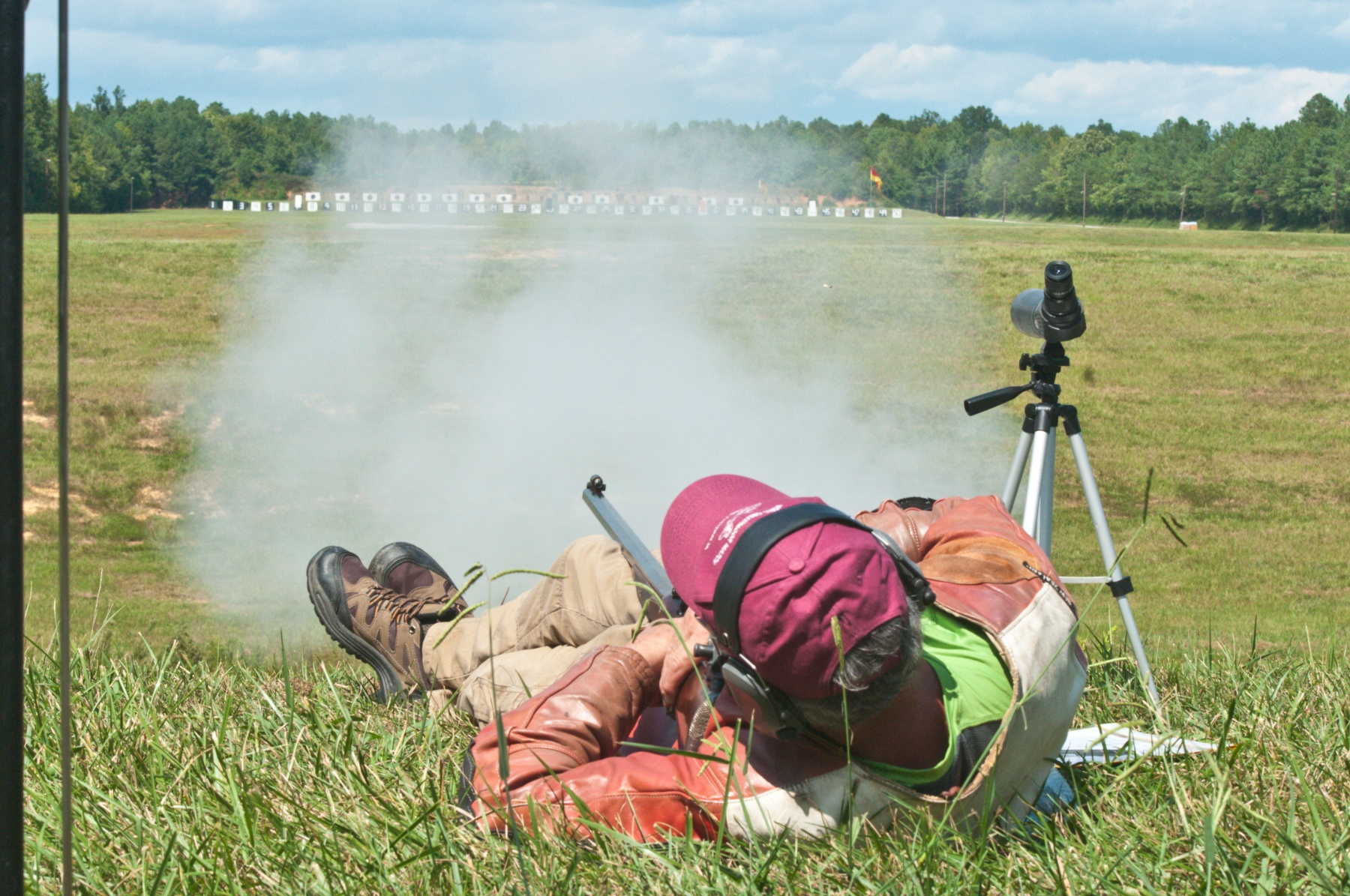
Competidor disparando a 1 000 jardas (914 metros) deitado de costas.
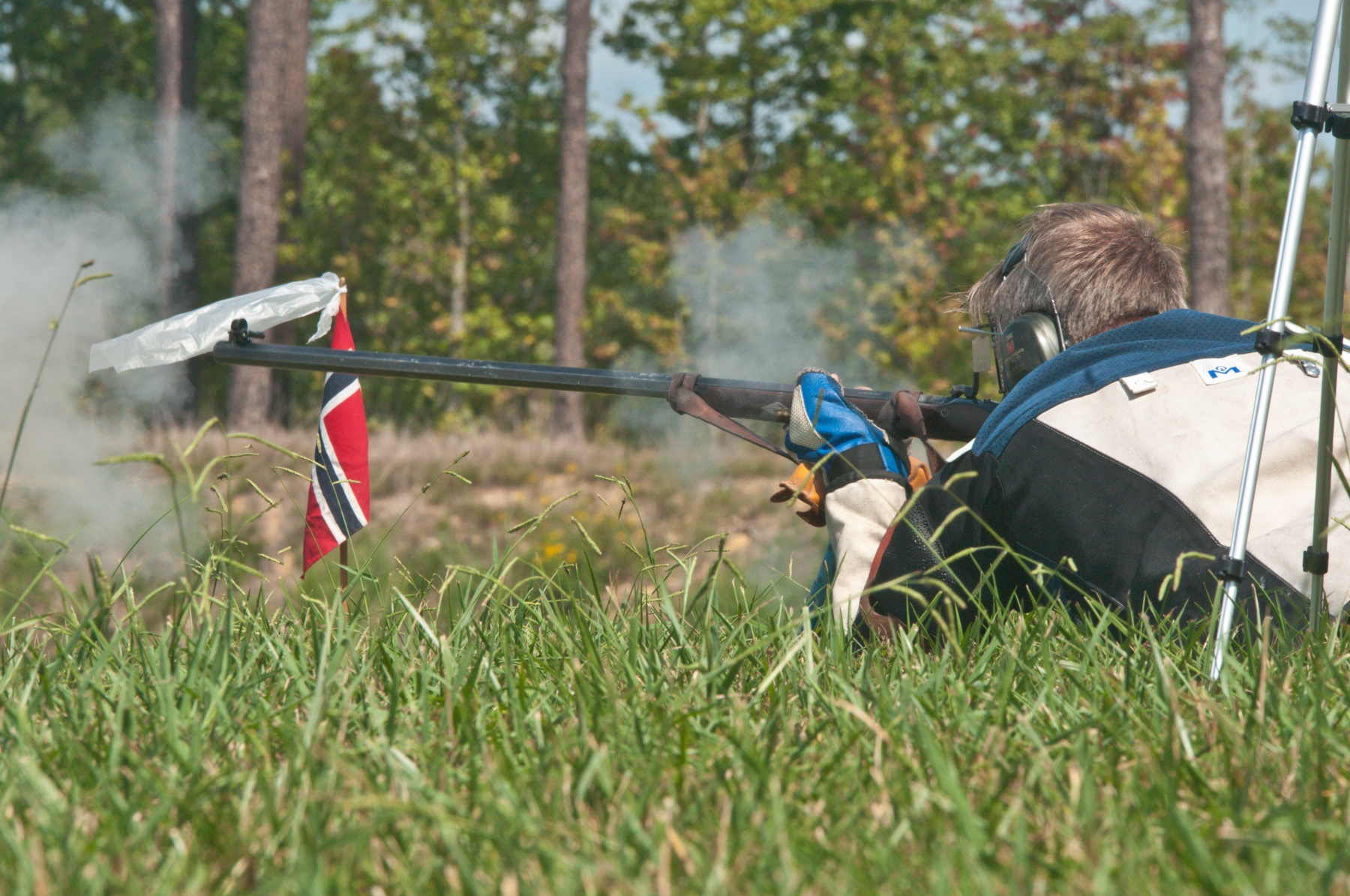
Competidor da equipe da Noruega disparando a  1 000 jardas (914 metros).
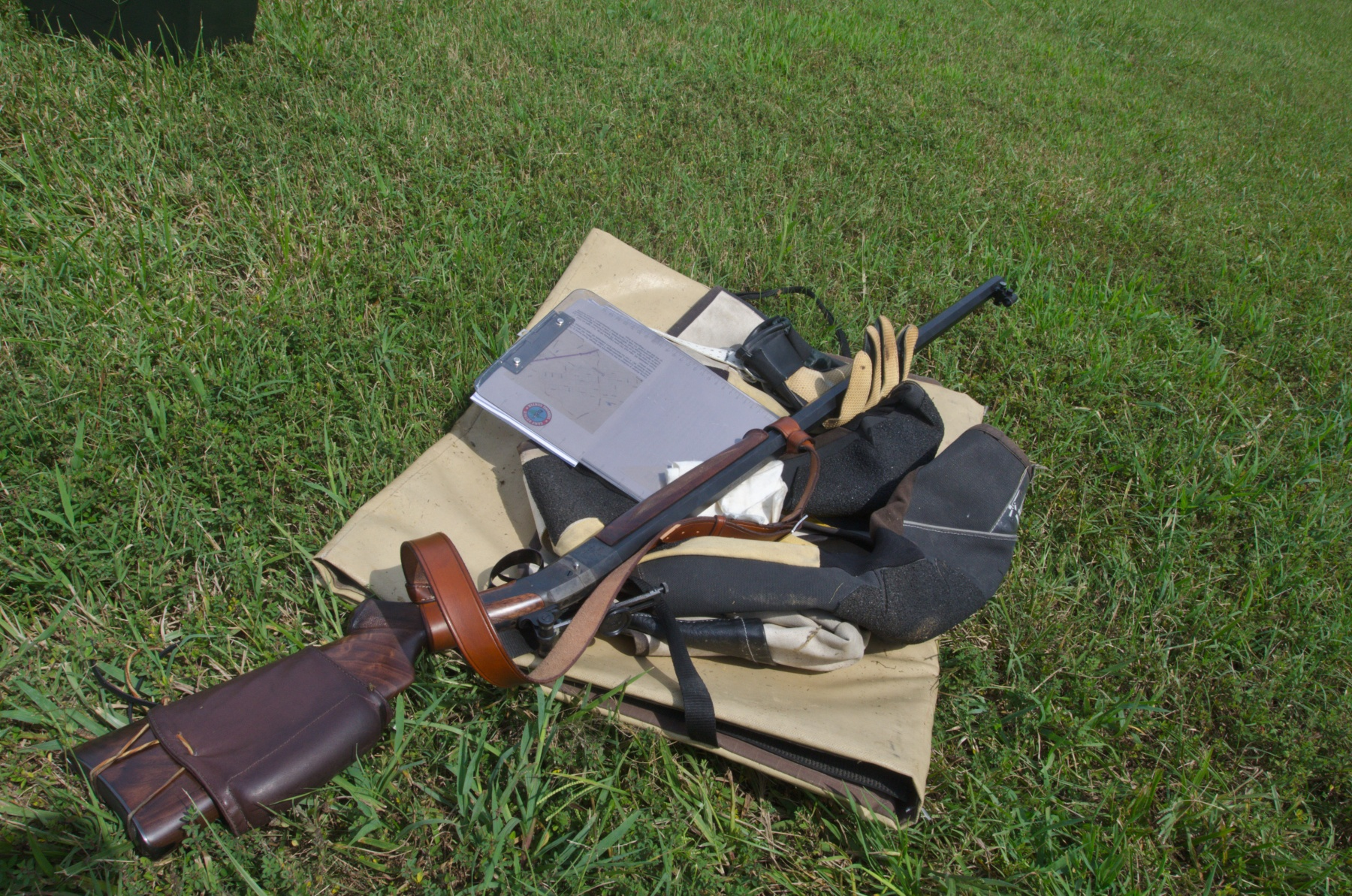
Réplica do rifle Rigby usado no MLAIC Muzzleloading 2015 Championship (longo alcance).
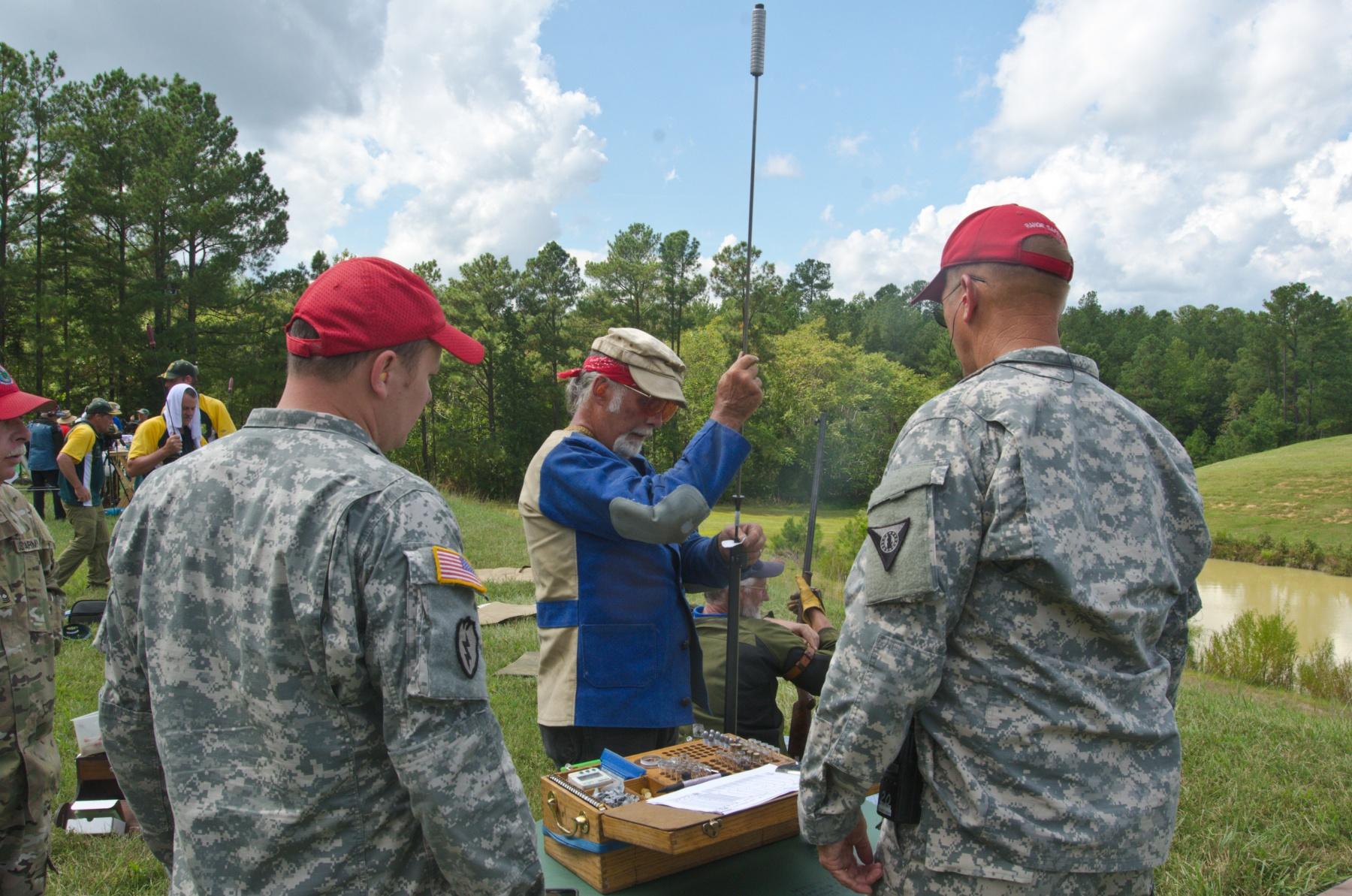
Um membro da equipe EUA carregando seu rifle de pólvora negra.

### Tiro paralímpico
O tiro paralímpico, é uma adaptação do esporte do tiro para competidores com deficiência. O tiro paralímpico apareceu pela primeira vez nos Jogos Paralímpicos de Verão de 1976. O tiro paralímpico é governado internacionalmente pelo Comitê Paralímpico Internacional. Para ajudar a estabelecer uma concorrência justa, foi estabelecido um critério chamado classificação de tiro paralímpico nos Jogos Paralímpicos.

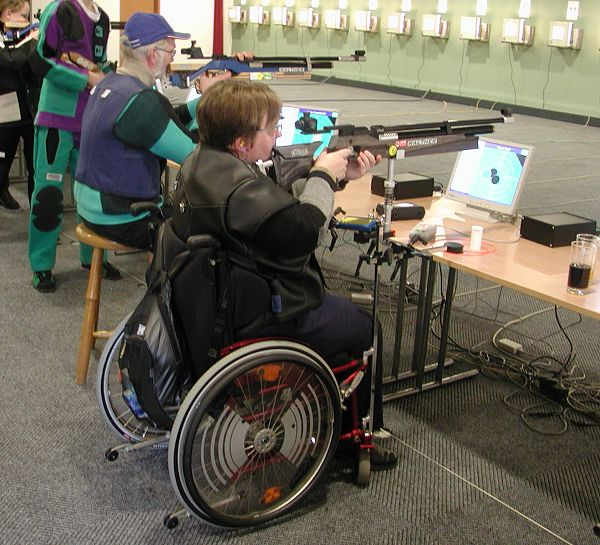
Tiro paralímpico co rifle em cadeira de rodas.
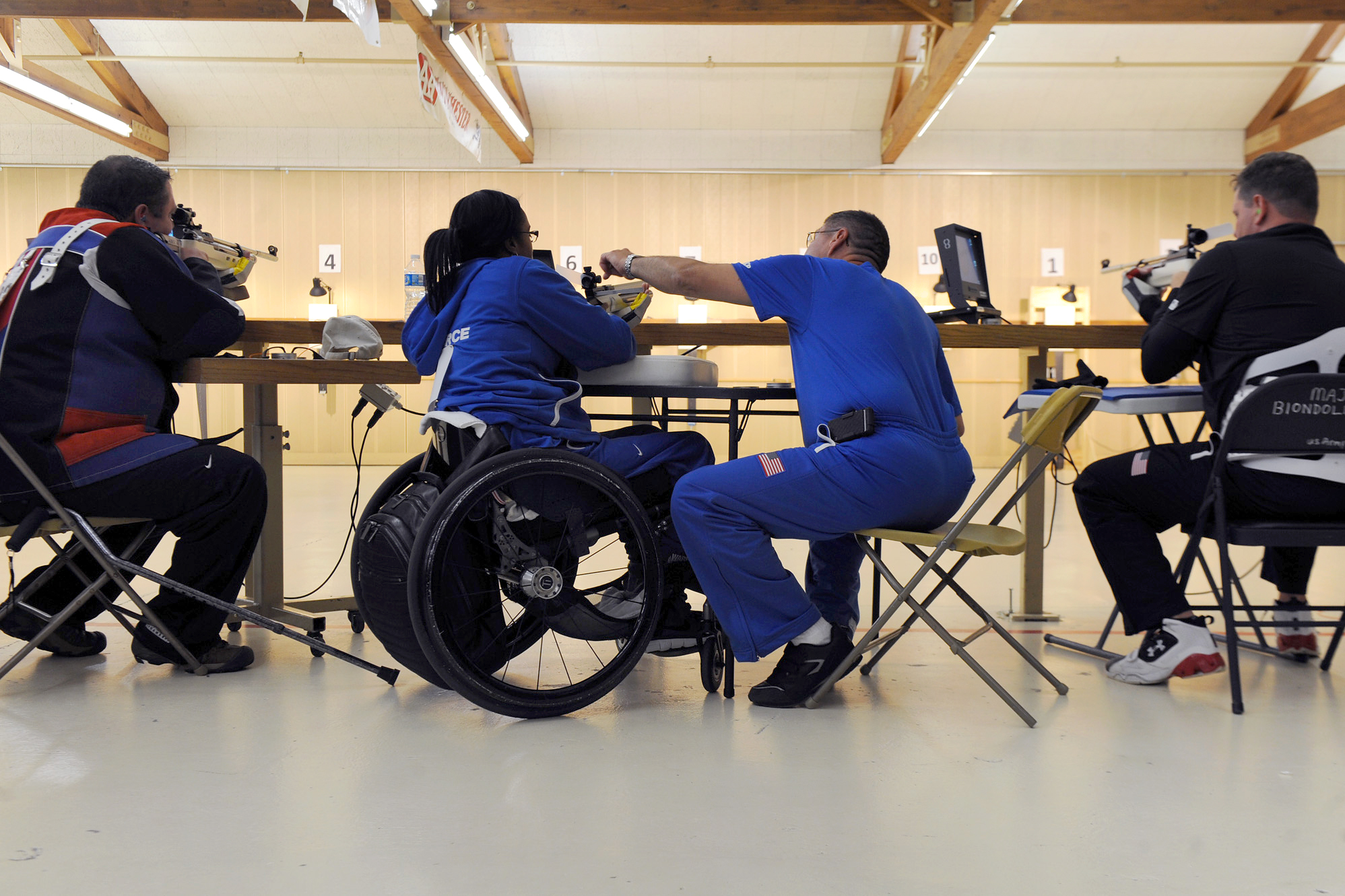
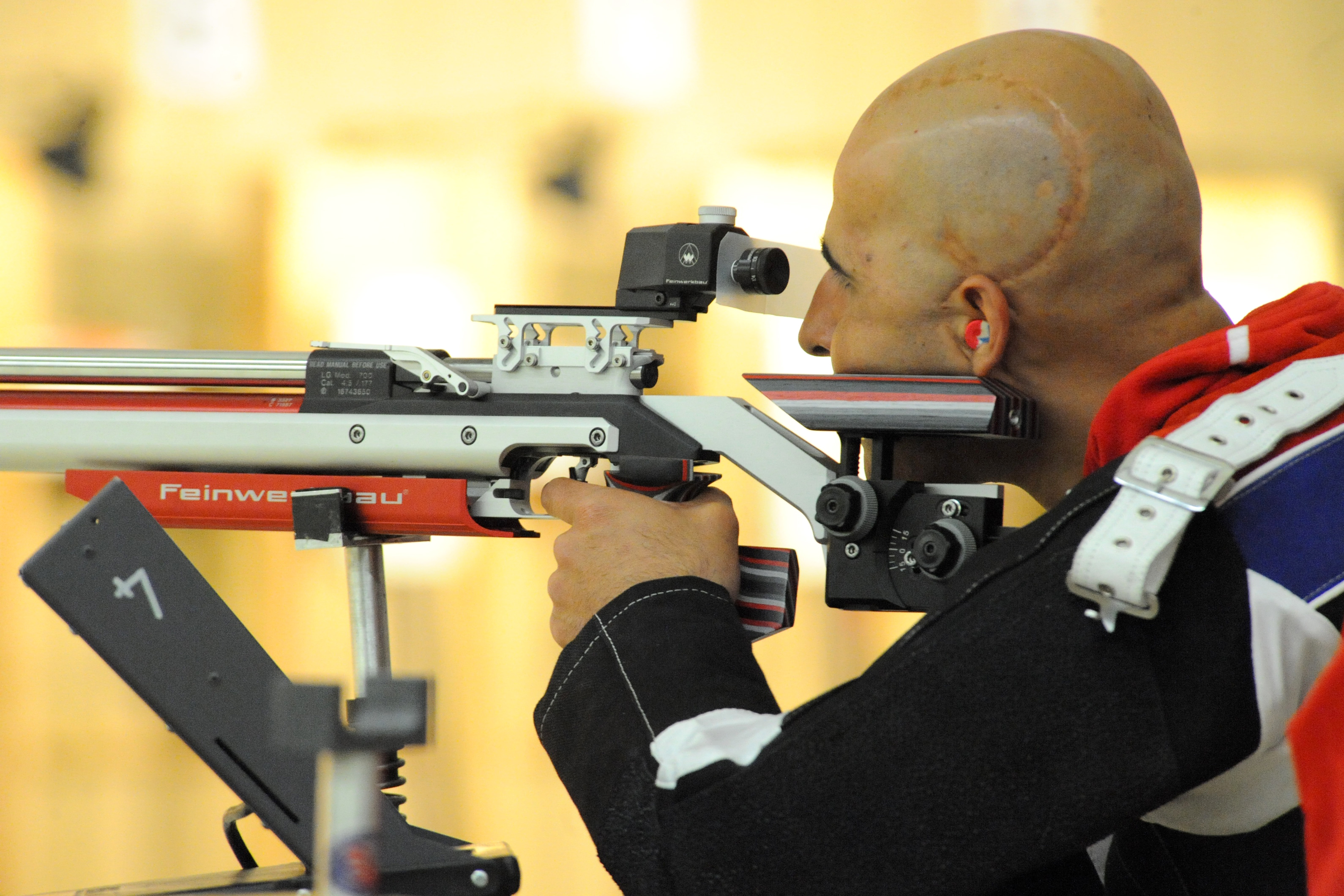
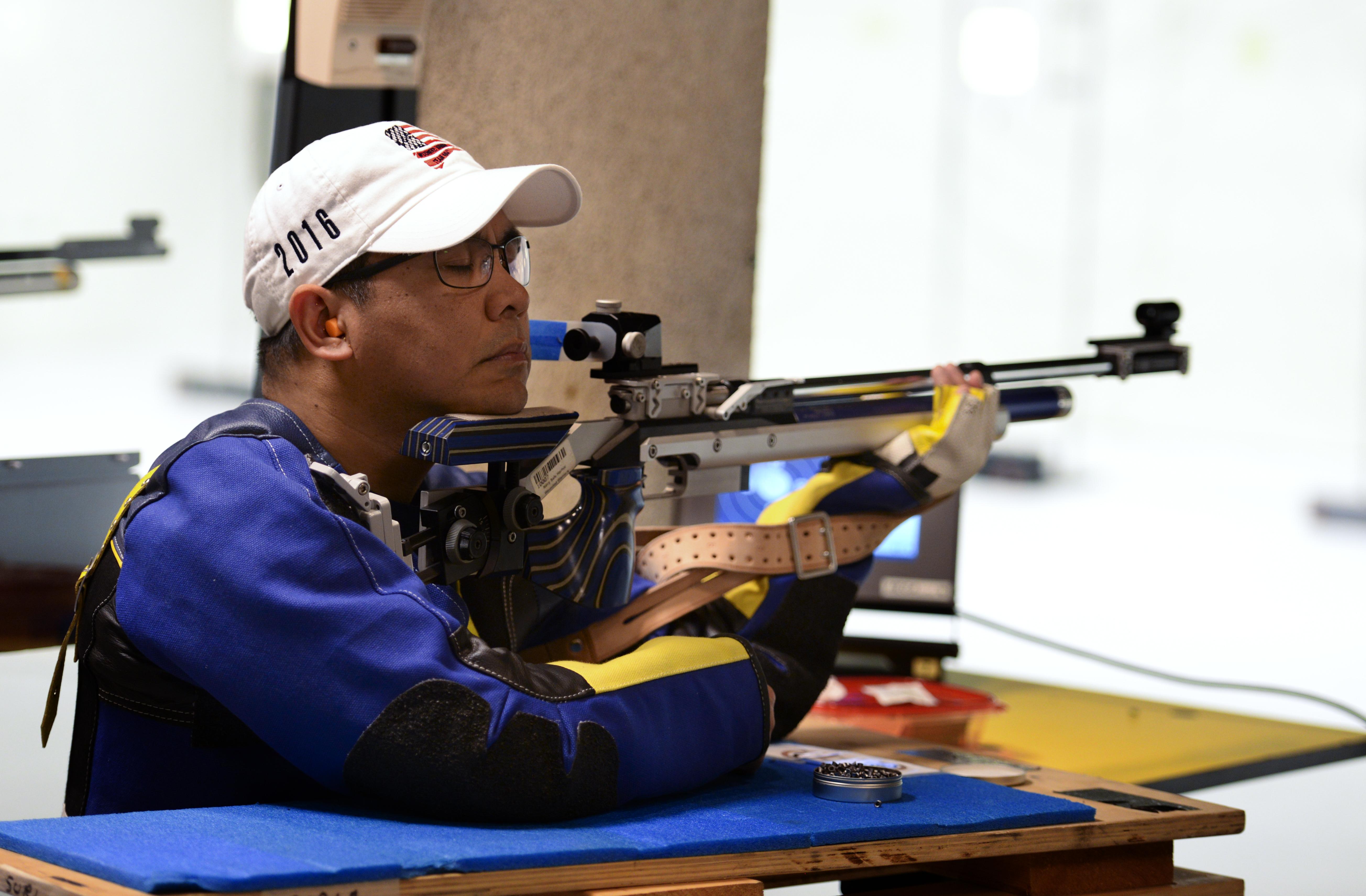

### Competições usando armas de fogo de fábrica e de serviço
As Competições de tiro para armas de fogo de fábrica e de serviço, geralmente chamadas de Rifle de Serviço, Pistola de Serviço, Produção, Fábrica ou Estoque, descrevem um conjunto de disciplinas ou classes de equipamento em que os tipos de armas de fogo permitidos estão sujeitos à aprovação prévia e são permitidas poucas modificações no mercado de reposição. Portanto, os termos se referem ao equipamento e modificações permitidos, e não ao tipo de formato de tiro propriamente dito. Os nomes Service Rifle e Service Pistol derivam do fato de que o equipamento permitido para esses tipos de competições era tradicionalmente baseado em armas de fogo de uso padrão usadas por uma ou várias forças armadas e versões civis delas, enquanto os termos Produção, Fábrica e Estoque geralmente são aplicados a disciplinas mais modernas com restrições semelhantes nas classes de equipamentos. As classes de fábrica e de serviço geralmente são de natureza restritiva, e os tipos de armas de fogo permitidos geralmente são robustos, versáteis e acessíveis. Em comparação, equipamentos de competição personalizados mais caros são populares em classes de equipamentos mais permissivas. Ambos os tipos de classes de equipamentos podem ser encontrados em muitas disciplinas, como tiro ao alvo, campo, tiro prático e de longo alcance.

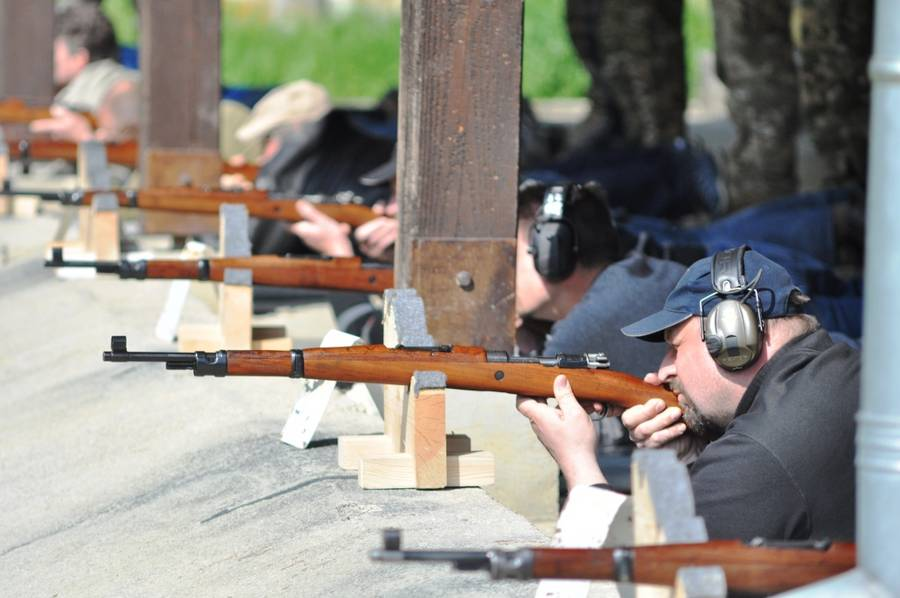
Um rifle Zastava M48 em competição Service rifle na Eslovênia.
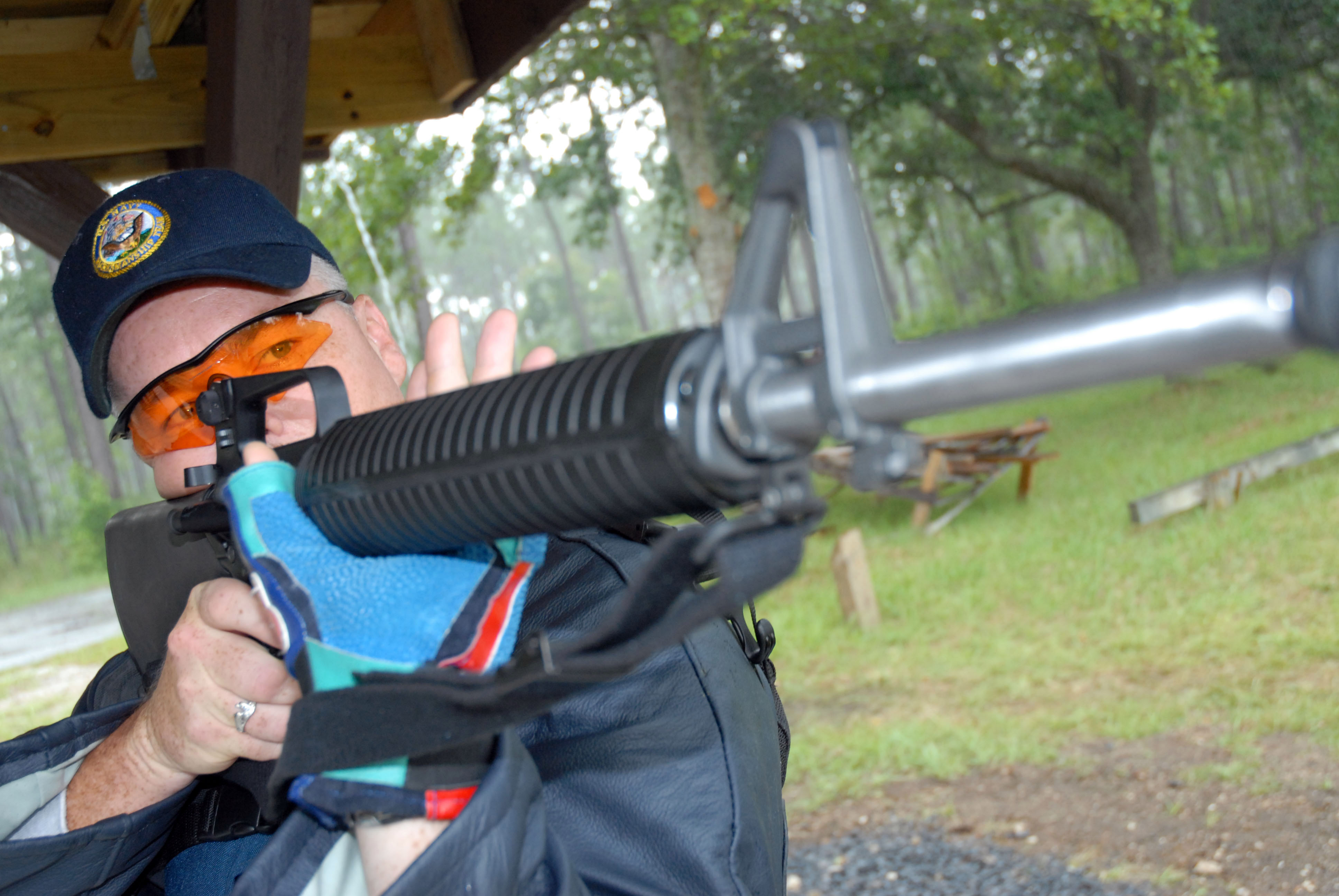
competição Service rifle nos Estados Unidos com um rifle modelo M16/AR-15.

### Tiro recreativo
Tiro recreativo ("Plinking" em inglês) refere-se ao tiro ao alvo informal feito por prazer ou treinamento, tipicamente em alvos fora do padrão, como latas, troncos, caixas de papelão, frutas ou qualquer outro objeto caseiro ou natural, como pedras ou galhos de árvores. Os principais apelos ao tiro recreativo como esporte são a ampla variedade de locais facilmente disponíveis, custos mínimos, estilos de liberdade na prática e uma experiência de tiro mais relaxante e menos restritiva.
A flexibilidade da escolha do alvo também é o motivo pelo qual o "plinking" é popular. Um pequeno alvo tridimensional em um ambiente externo é muito mais parecido com um cenário de perseguição e caça do mundo real, apresentando uma oportunidade melhor simulada de praticar habilidades de tiro. Um alvo de "plinking" também costuma reagir muito mais positivamente a um acerto do que um alvo de papel usado em competições formais, audivelmente com um som agudo de impacto (daí o nome "plink") ou visualmente saltando, respingando ou caindo. Os alvos de aço pequenos usados para ações formais e competições de tiro de longo alcance também são populares para "plinking" devido à facilidade de configurá-los e confirmar os acertos.

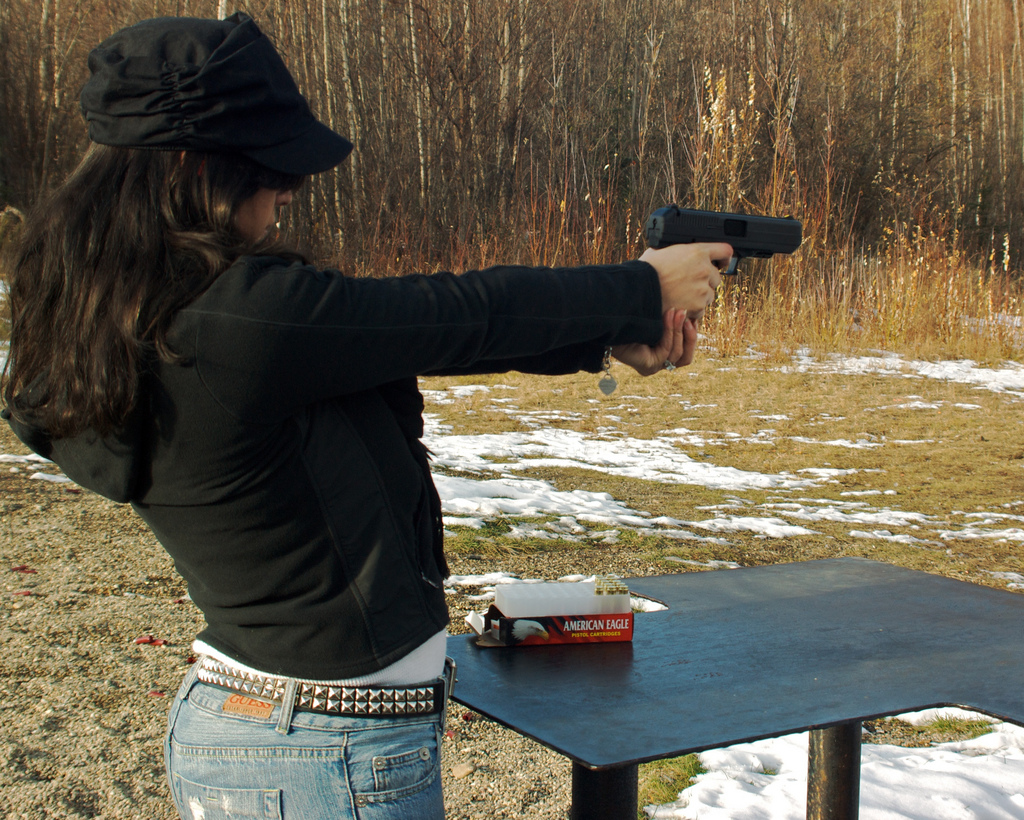
Uma mulher em tiro recreativo com uma pistola Hi-Point em .40 S&W no Alasca.
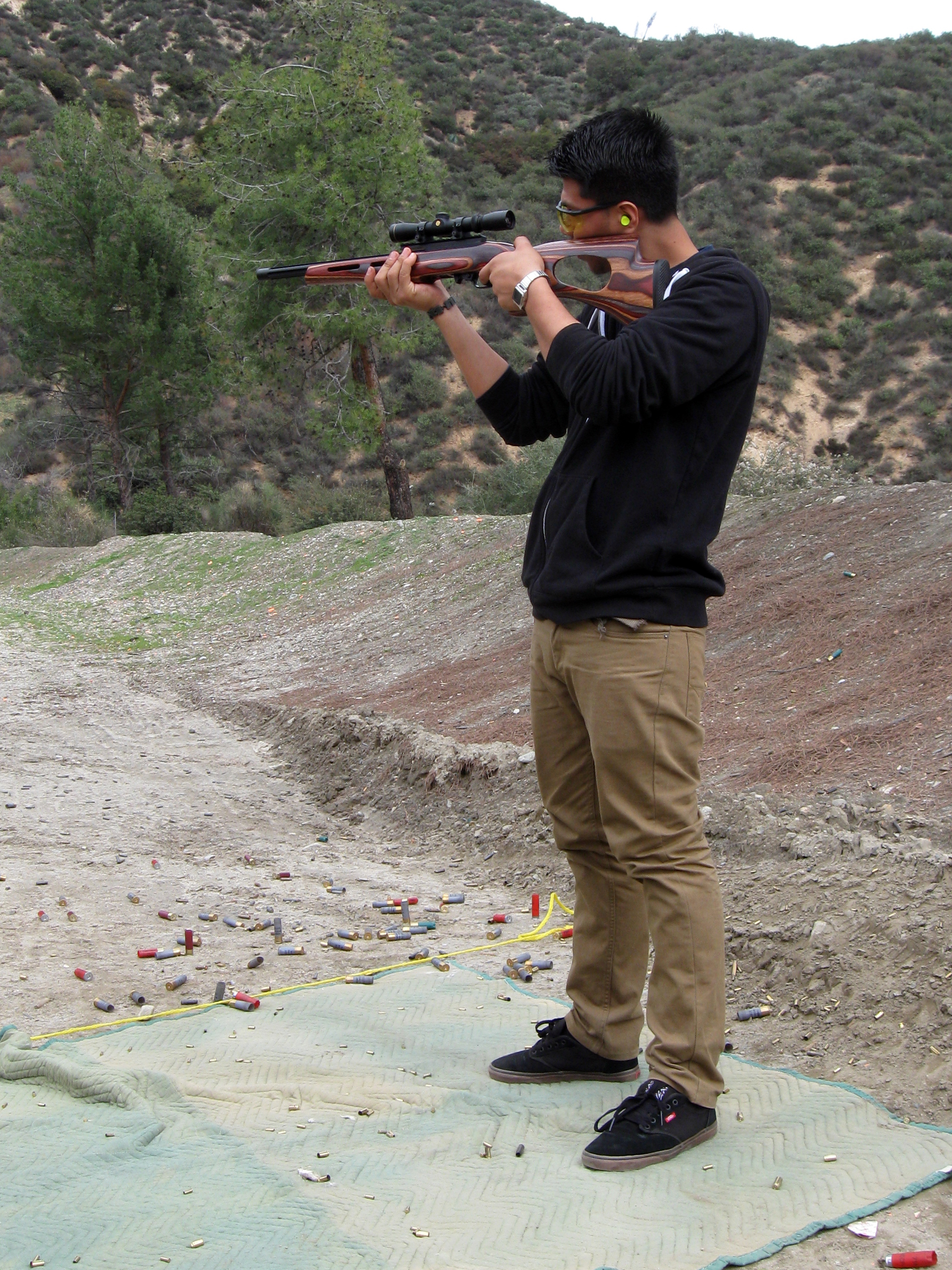
Tiro recreativo com um rifle Ruger 10/22 em Burro Canyon, Arizona, EUA.
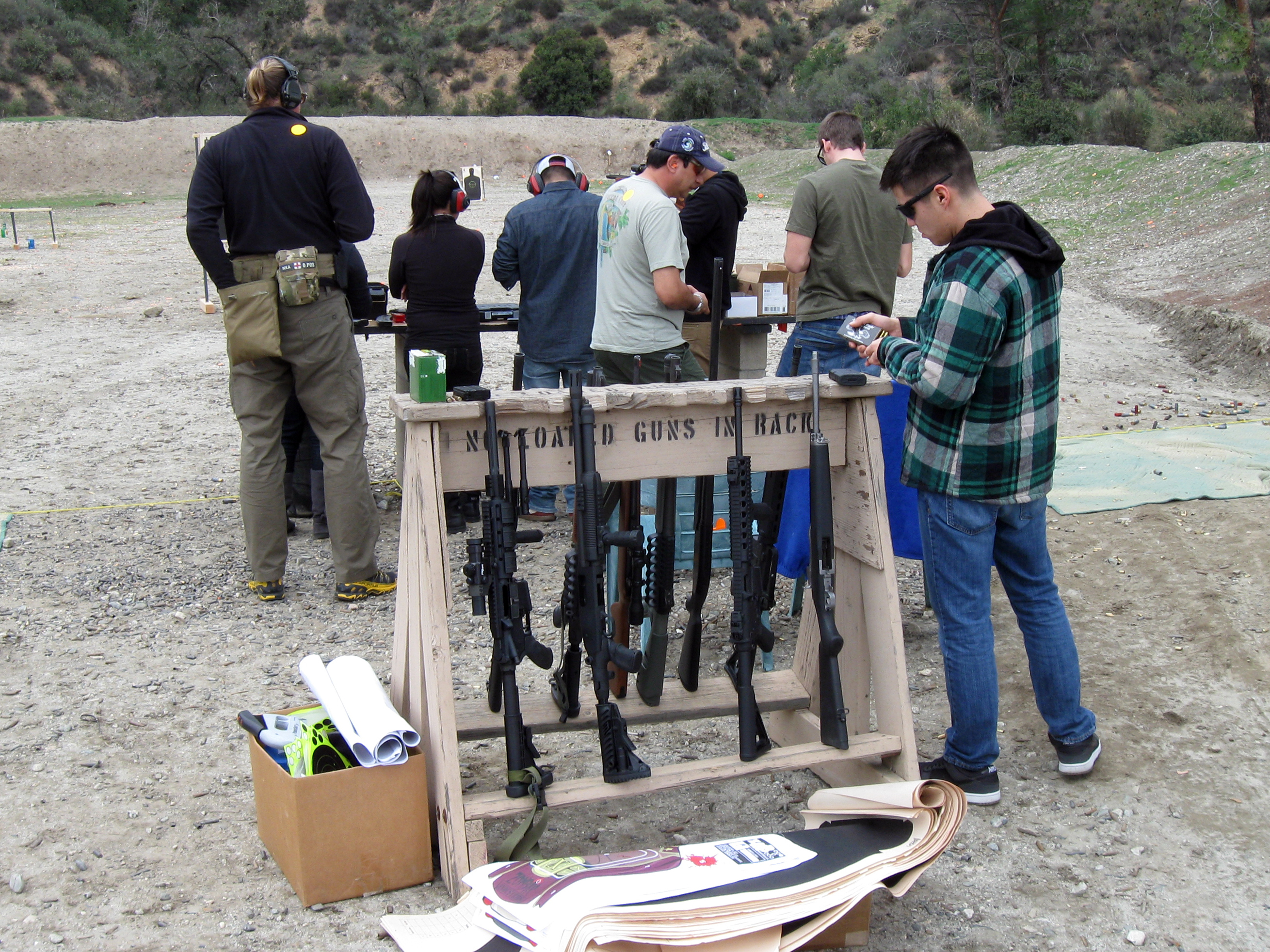
Tiro recreativo em um sábado em Burro Canyon, Arizona, EUA. Nesta faixa, as armas de fogo devem ser mantidas descarregadas no rack, exceto quando estiverem na linha de tiro.

### Tiro atlético
Tiro atlético é a designação genérica para eventos híbridos de competições esportivas de tiro normalmente estacionárias e o esporte de atletismo ou outros esportes de tiro não exigentes fisicamente. Muitos nasceram de exercícios militares e enfatizam a resistência física.
- O Biatlo/IBU é um esporte olímpico de inverno que combina esqui de fundo (normalmente esqui estilo freestyle) e tiro com rifles .22LR.[19] Na Escandinávia, a disciplina é simplesmente conhecida como "Ski Shooting" (sueco: skidskytte, dinamarquês: skiskydning, norueguês: skiskyting).
- O biatlo de bicicleta ou velo biatlo (russo Велобиатлон) combina ciclismo (bicicleta de estrada ou de montanha) e tiro (pistola[46] ou rifle[47]).
- O ISSF Target Sprint combina corrida de média distância (3 × 400 m) e tiro com pistola pneumática.
- O pentatlo moderno é um esporte olímpico de verão que inclui tiro cronometrado com uma pistola de ar como uma de suas cinco partes (agora combinada com corrida).
- O tiro nórdico no campo de esqui (norueguês: skifeltskyting, sueco: skidfältskytte) é uma disciplina nórdica organizada pela Associação Nacional de Rifles da Noruega e pela Associação Sueca de Esportes de Tiro, que se baseia nas origens do biatlo moderno. Normalmente, ele é realizado com o esqui clássico (na pista), mas as competições também podem ser realizadas no formato de esqui freestyle. Além disso, o disparo é feito com armas de grosso calibre e geralmente em campo a partir de campos de tiro temporários. A disciplina é considerada um precursor próximo do biatlo moderno.
- O tiro nórdico com corrida de fundo (norueguês: skogsløp, sueco: springfältskytte) é uma disciplina nórdica organizada pela National Rifle Association da Noruega e pela Swedish Shooting Sport Association, que combina corrida com tiro. É considerada a edição de verão do Ski Field Shooting. As distâncias percorridas são geralmente entre 2 e 3 quilômetros, com 2 a 3 séries de tiro.
- A patrulha militar era um esporte de inverno em equipe no qual os atletas competiam em corrida de fundo, montanhismo e tiro com espingarda. Geralmente era disputado entre países ou unidades militares.
- O "biatlo de alce" (Finnish Hirvenhiihto) é uma variação do biatlo que compreende corrida de fundo, estimativa de alcance e tiro de rifle contra alvos de papel de alce. A "corrida de fundo com tiro ao alce" (Finlandês Hirvenjuoksu) é uma variante do verão, onde a parte do esqui é substituída pela corrida.
- O tiro de orientação (ampumasuunnistus finlandês) combina tiro com orientação, e as competições são organizadas na Dinamarca pela DMSA, na Suécia pela Associação Civil Desportiva Sueca[48] e na Finlândia pelo FRSF.
- O tiro de pistola com corrida de fundo (maastokilpailu), organizado na Finlândia pelo FRSF.
- O esqui com pistola (norueguês, holandês, sueco, finlandês) é biatlo com pistolas e revólveres e é organizado na Noruega pela NROF, na Suécia pela SPSA e na Finlândia pelo FRSF.
- O biatlo de verão, com o esqui substituído por tênis de corrida ou patins em linha, é popular na Alemanha.
- A arqueria com esqui é uma variação do biatlo que combina tiro de precisão com arco e corrida de fundo.
- O tiro ao alvo subaquático é um esporte combinado de tiro subaquático e que testa a capacidade dos competidores de usar com precisão um arpão por meio de um conjunto de eventos individuais e em equipe realizados em uma piscina usando mergulho livre ou técnica de apneia.

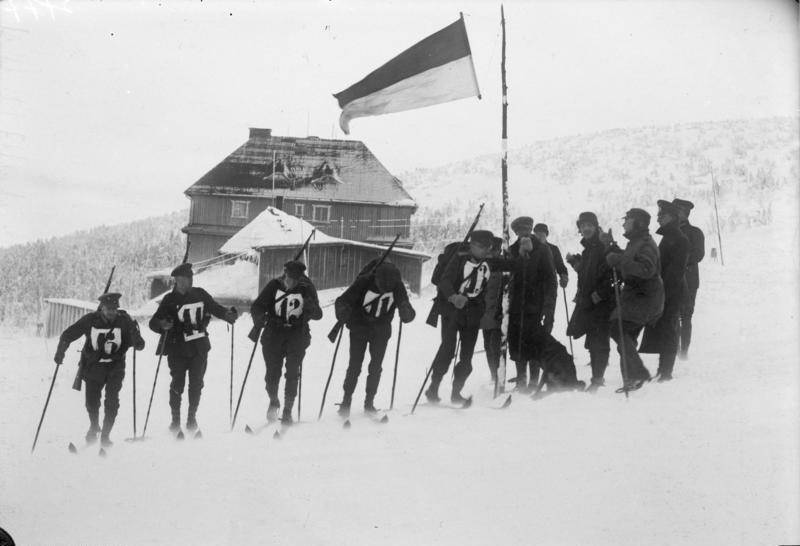
Patrulha militar em Riesengebirge, Alemanha em 1932.
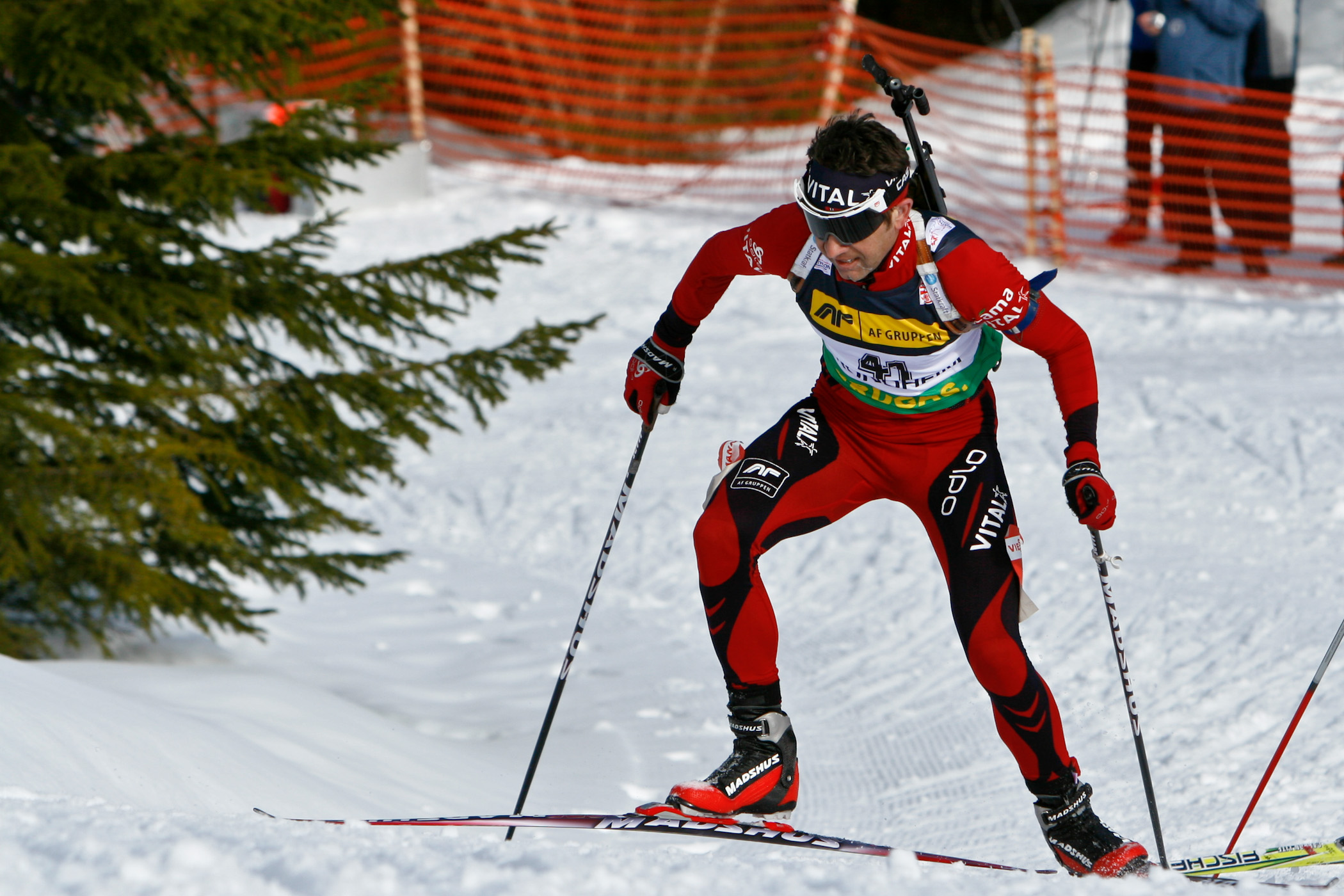
Ole Einar Bjørndalen em Trondheim durante a Copa do Mundo de Biatlo de 2009.
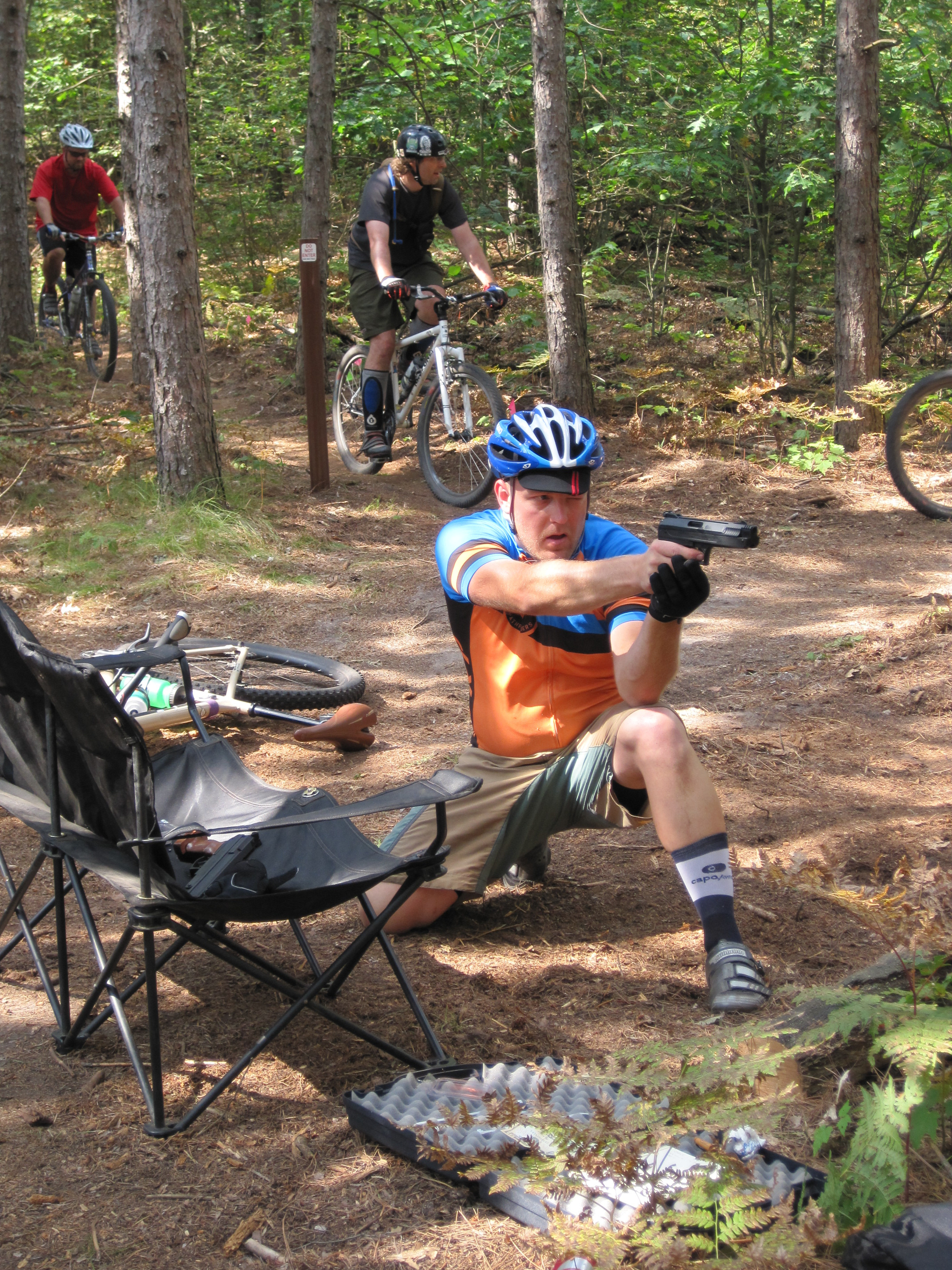
Competição de biatlo de bicicleta usando armas de fogo.

## Esportes de tiro com arco

### Arqueria
Arqueria competitiva moderna envolve disparar flechas em um alvo para obter precisão a uma distância ou distâncias definidas. Uma pessoa que participa de arco e flecha é normalmente chamada de arqueiro ou arqueiro, e uma pessoa que gosta ou é especialista em arco e flecha às vezes é chamada de toxofilita. As competições mais populares em todo o mundo são chamadas de tiro com arco. Outra forma, particularmente popular na Europa e na América, é o arco e flecha, que geralmente é disparado contra alvos estabelecidos a várias distâncias em um ambiente arborizado. O arco e flecha 3D, que difere do arco e flecha no campo em que os alvos são modelos animais, também é bastante popular nas mesmas regiões. Existem também várias outras formas históricas menos conhecidas, além de jogos de novidades sobre tiro com arco. Observe que as regras do torneio variam de organização para organização. As regras da Federação Mundial de Tiro com Arco (WA) são frequentemente consideradas normativas, mas grandes organizações de arco e flecha não afiliadas à WA existem com regras diferentes. O tiro com arco competitivo nos Estados Unidos é regido pela USA Archery e National Field Archery Association (NFAA), que também certifica instrutores. Corrida com arco é uma disciplina de tiro que conecta o arco e flecha à corrida (semelhante ao biatlo).

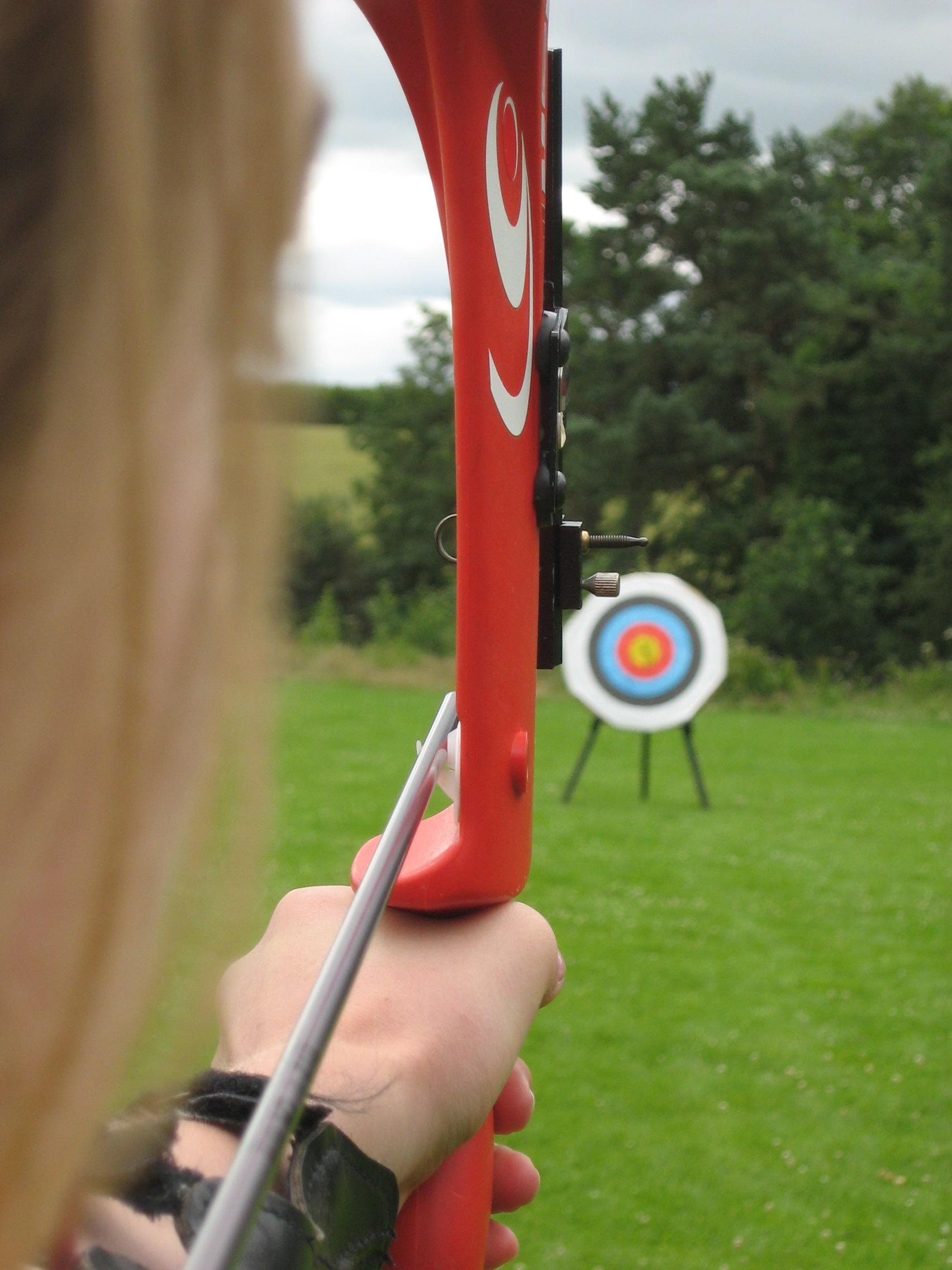
Tiro com arco com um arco recurvo.
Competição de tiro com arco em Mönchengladbach, Alemanha Ocidental, junho de 1983.

### Besta
A Internationalen Armbrustschützen Union União Internacional de Besteiros, foi fundada em Landshut, Alemanha, em 24 de junho de 1956, como órgão mundial para o tiro ao alvo com bestas. A IAU supervisiona os campeonatos mundiais, continentais e internacionais de tiro com besta em 3 disciplinas; Tiro com besta de 30 m, tiro com besta de 10 m e besta de campo. O Campeonato Mundial da IAU acontece a cada dois anos, com o Campeonato Continental nos anos seguintes. Outros eventos internacionais e da Copa da IAU ocorrem anualmente. A World Crossbow Shooting Association (WCSA) organiza competições em 7 disciplinas: alvo, jogo de tiro ao alvo, floresta, jogo na floresta, 3D, alvo de banco e pronado e alvo indoor.

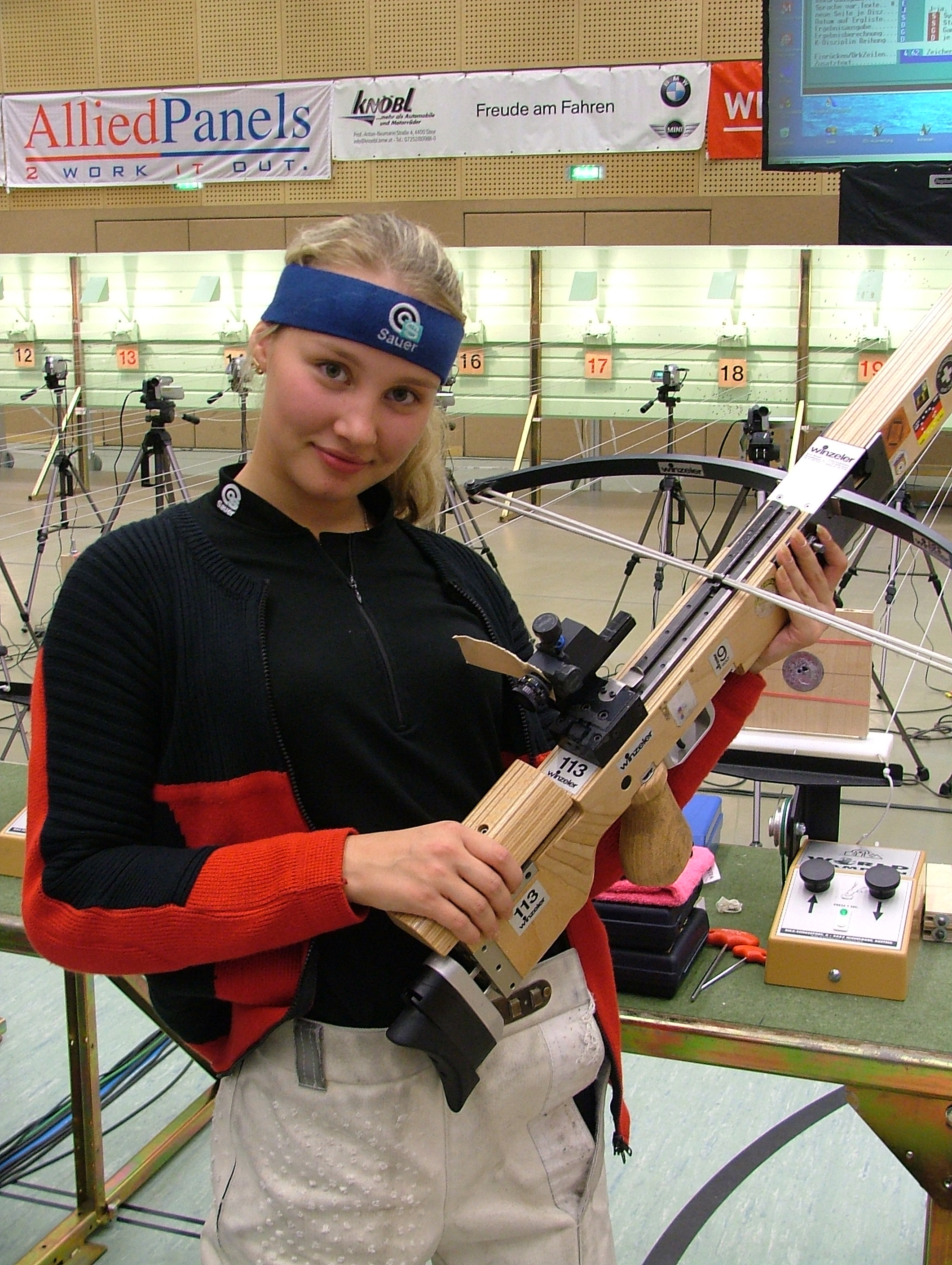
Anna Sushko da Rússia, campeã mundial júnior de 2006, segurando uma besta da disciplina de 10 m da ICU.
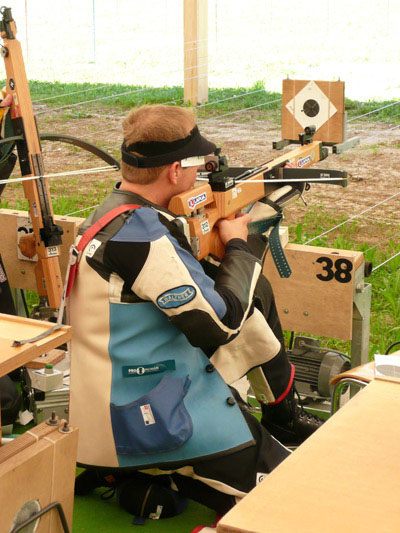
Um competidor no evento de 30 metros no Campeonato Mundial de besta da ICU de 2008 em Sulgen, Suíça.

## Esportes de tiro com dardo

### Esporte de zarabatana
Existem vários estilos de tiro de zarabatana praticados em todo o mundo. Uma padronização do estilo de competição é baseada no fukiya e governada pela Associação Internacional de Fukiyado. É um tiro ao alvo de 10 metros, usando calibre e comprimento padronizados, e comprimento e peso padronizados de dardos, conforme descrito pela IFA. Existem mais dois estilos, ambos baseados no Concurso Anual Cherokee Blowgun. A competição Field Style é semelhante ao Biathlon de inverno, onde o atirador vai de uma linha de partida até uma pista de destino, dispara e recupera os dardos e continua até a próxima estação. A extensão do percurso varia de 400 a 800 m, com 9 a 16 alvos em várias alturas e distâncias de tiro. O estilo final é o tiro ao alvo de longa distância. O alvo é um círculo de 24 cm de diâmetro e a linha de tiro fica a 20 m de distância. Três dardos são disparados por cada atirador, pelo menos um dos quais deve ficar no alvo. Todos os atiradores de sucesso passam para a próxima rodada, recuando 2 m de cada vez.

### Esporte de dardo tradicional
A World Darts Federation (WDF), criada em 1976 é a entidade oficial que se dedica a promoção, organização, controle e normatização de  de competições de tiro de dardos.

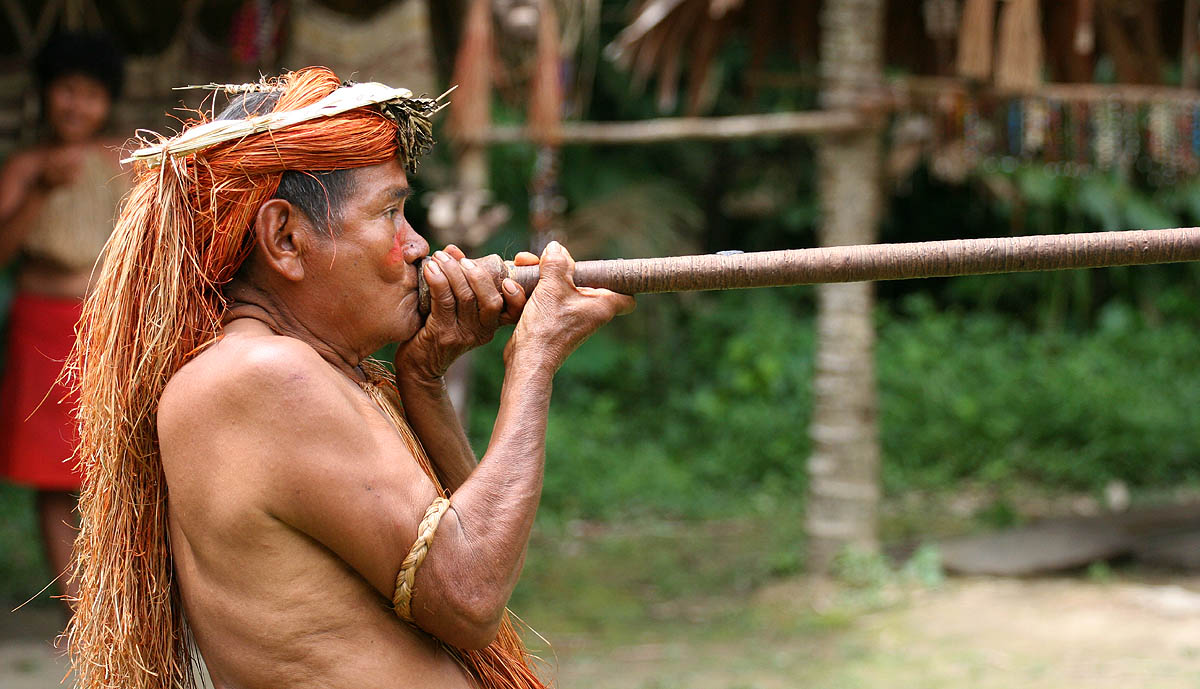
Um índio peruano e sua zarabatana.
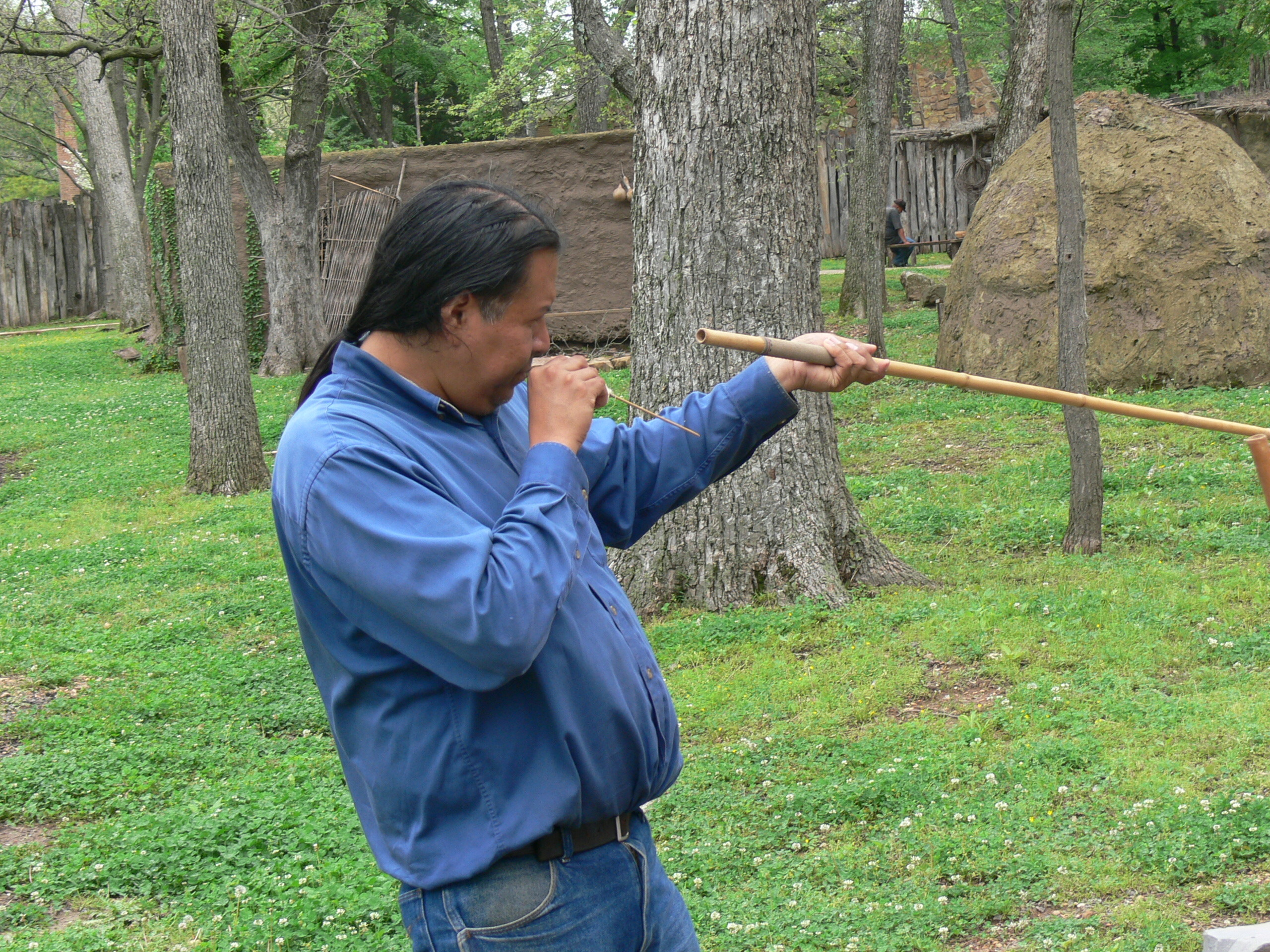
Um índio cherokee prepara sua zarabatana.
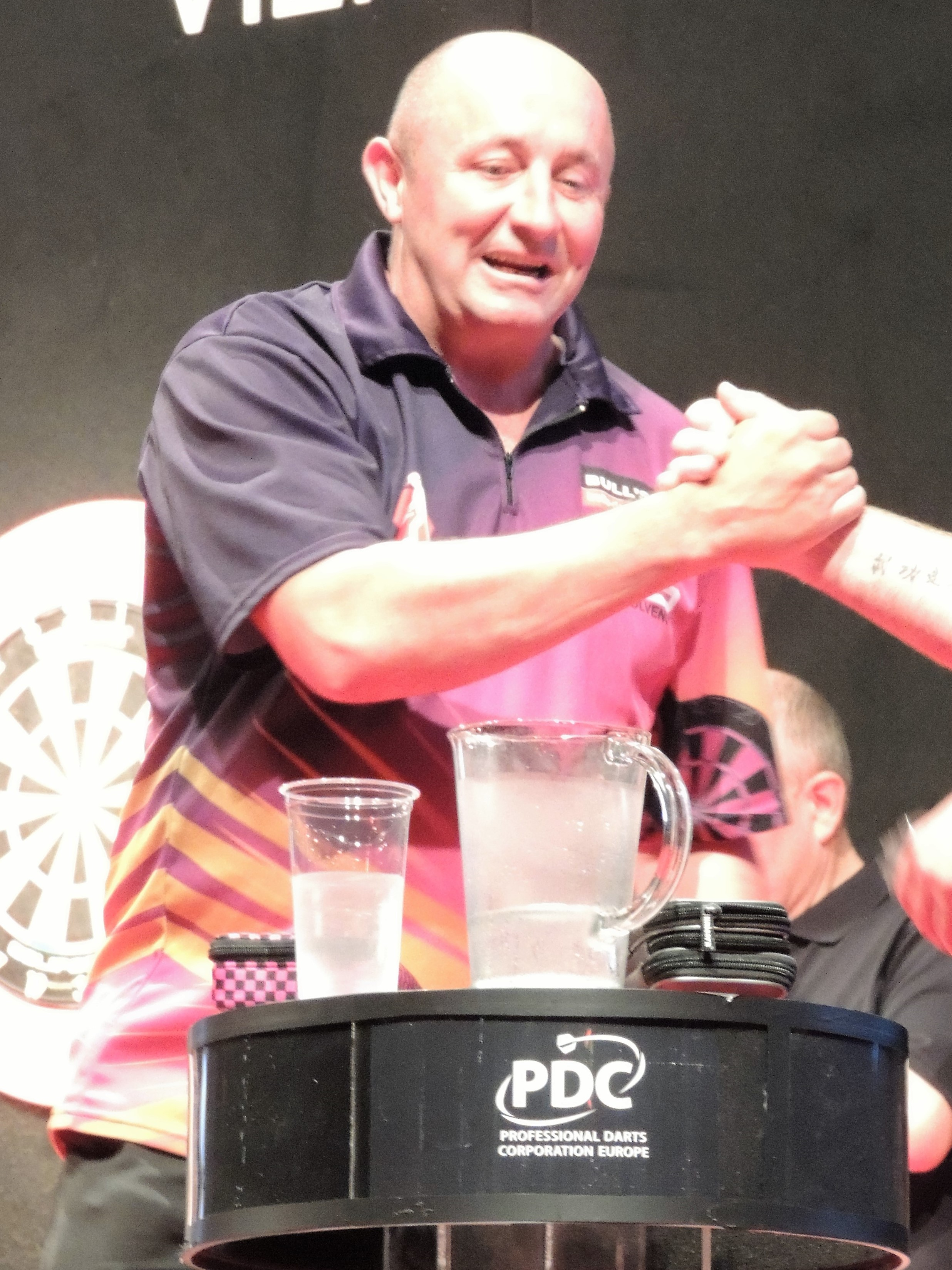
James Wilson no Campeonato austríaco de dardos da PDC em Schwechat em 2019.
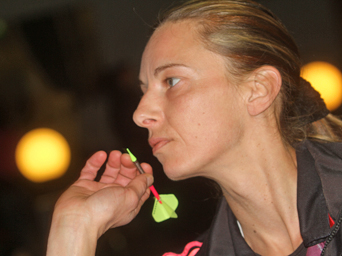
Um arremesso de dardo prestes a ser efetuado.

## Esportes de tiro de confronto
Esportes de tiro de confronto é um conjunto de esportes de equipe relativamente novos que usam armas de longo alcance não-letais que são seguras o suficiente para atirar em outras pessoas. Anteriormente, esses jogos não eram possíveis devido a preocupações de segurança, uma vez que arcos e armas geralmente são muito letais e perigosos para alvos humanos, mas o desenvolvimento de novas tecnologias de armas de fogo e infravermelho permitiu o desenvolvimento de disciplinas seguras de confronto. Embora inicialmente apenas para esportes e recreações, agora sejam realizadas competições esportivas profissionais. Esses tipos de jogos também são usados para o treinamento tático de tiros por agências militares e policiais até certo ponto.

### Duelo olímpico
O duelo olímpico é um esporte individual arcaico que buscava imitar com segurança a prática mortal do duelo de pistolas, semelhante à esgrima emulando o combate à espada. Envolveu o uso de pistolas acionadas por espoletas especialmente construídas para impulsionar balas de cera. Duas versões do esporte foram eventos de demonstração nas Olimpíadas de 1906 e 1908. Também era um esporte popular na França.

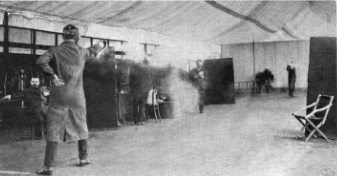
Um duelo nos Jogos Olímpicos de 1908.
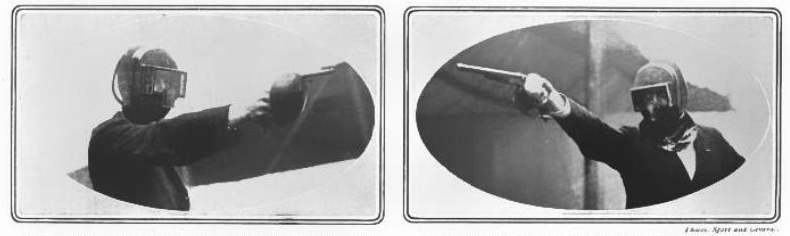
Instantâneos dos duelistas olímpicos, exibindo seu equipamento de segurança e armas modificadas.

### Paintball
O paintball é um esporte competitivo no qual jogadores de equipes adversárias eliminam os adversários fora de jogo, atingindo-os com bolinhas redondas, quebráveis e cheias de óleo e gelatina ("paintballs"), disparadas de pistolas de ar comprimido chamados marcadores de paintball. Pode ser jogado em campos internos ou externos espalhados por terrenos naturais ou artificiais, que os jogadores usam para cobertura tática. Os tipos de jogos de paintball variam, mas podem incluir capturar a bandeira, eliminação, limites de munição, defender ou atacar um ponto ou área em particular ou capturar objetos de interesse ocultos na área de jogo. Dependendo da variante jogada, os jogos podem durar de segundos a horas ou até dias no jogo do cenário. O jogo foi desenvolvido na década de 1980 e agora é jogado regularmente em um nível esportivo formal, com competições organizadas envolvendo grandes torneios, equipes profissionais e jogadores.
- A National Xball League é o circuito profissional de paintball dos Estados Unidos. A liga consiste em uma divisão profissional, composta pelos melhores jogadores que o esporte tem a oferecer, que se estende até as categorias iniciantes da "Divisão 5" para aqueles que são mais novos na atmosfera do torneio. A liga realiza cinco eventos nacionais em todo o país em locais como Las Vegas, Dallas, Nashville, Cleveland, Chicago, Atlantic City e Orlando durante todo o ano, começando em março e terminando sua temporada no início de novembro. O maior evento da liga a cada ano é o final da temporada conhecido como Copa do Mundo, com a Copa do Mundo de 2016 com 3.554 jogadores de 35 países.
- A National Collegiate Paintball Association é uma organização totalmente voluntária e sem fins lucrativos, criada por jogadores universitários dos Estados Unidos. O objetivo do NCPA é promover os aspectos positivos do esporte de maneira intercolegial. O NCPA consiste em duas classes distintas que competem separadamente - a Classe AA é uma divisão de classe aberta, onde qualquer faculdade pode entrar e competir em torneios regionais e nacionais. A classe A é uma divisão de classe fechada, onde apenas determinadas faculdades podem competir após garantir uma oferta na temporada anterior e representa o melhor talento do paintball universitário e inclui universidades como a Universidade Drexel, Universidade de Maryland, Universidade Estadual de Illinois, Universidade Purdue, Universidade de Connecticut, Penn State University e 10 outras equipes em três conferências, todas lutando por um título nacional. O torneio de playoffs da associação em 2007 foi ao ar na rede digital de esportes a cabo da Fox Sports Net, a Fox College Sports.

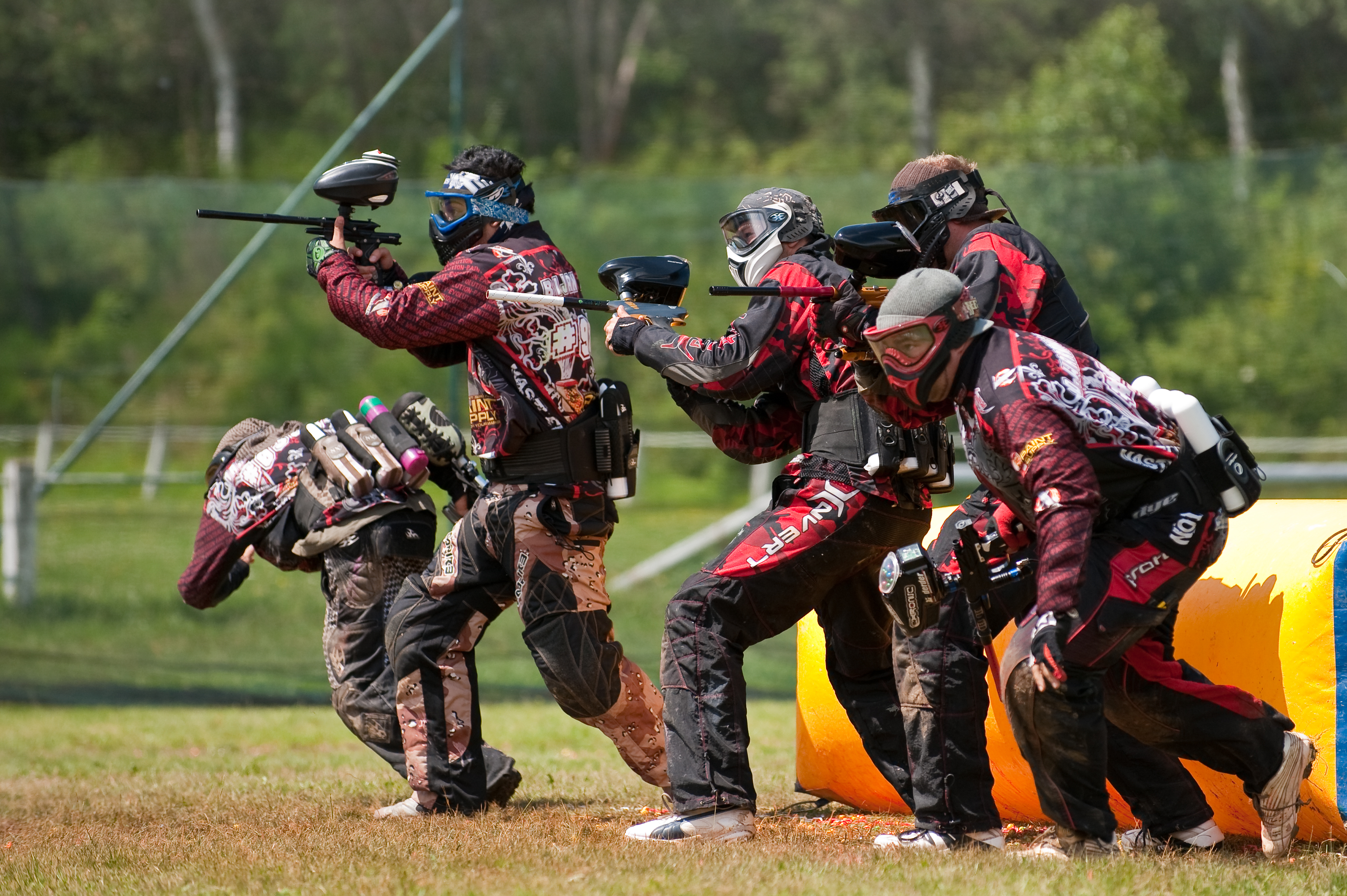
Jogadores ao lado de um bunker inflável Sup'Air.
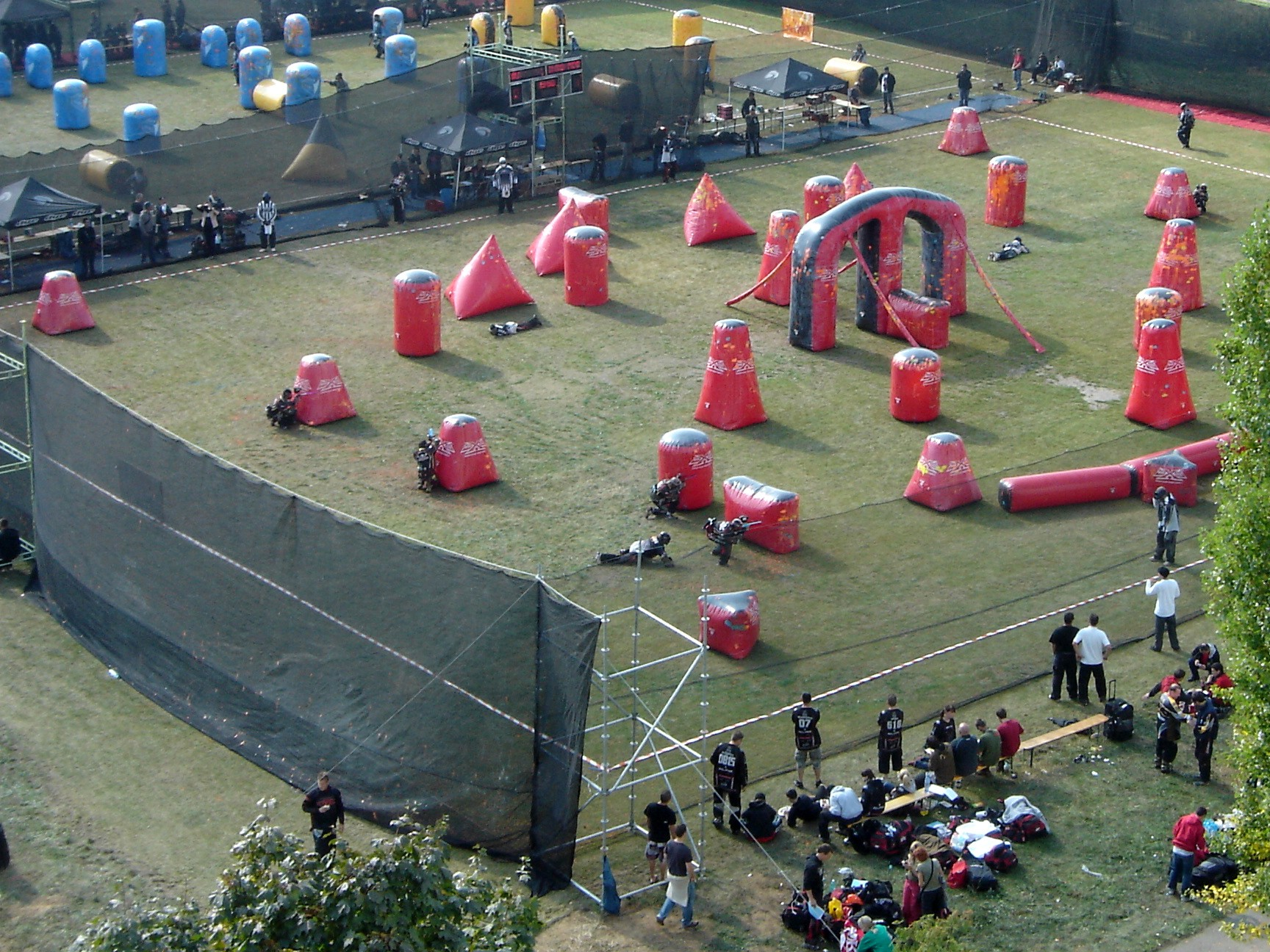
Vista de um percurso durante um jogo de speedball em andamento.

### Airsoft
O Airsoft é um esporte competitivo, com conceito semelhante ao paintball, no qual os participantes das equipes adversárias eliminam os oponentes, atingindo uns aos outros com granulados plásticos redondos sólidos lançados a partir de pistolas pneumáticas de cano liso de baixa potência, chamadas armas de airsoft. É diferente do paintball, pois os pellets de airsoft não marcam visivelmente os alvos, como os de paintball, e, portanto, o esporte depende fortemente de um sistema de honra em que um jogador acerto tem o dever ético de sair do jogo, independentemente de mais alguém ver acontecer. A maioria das armas de airsoft também é alimentada por revista (ao contrário do carregador de pellets de marcadores de paintball comumente montado na parte superior) com plataformas de montagem compatíveis com acessórios reais de armas de fogo, e tendem a se parecer mais com armas reais na aparência, tornando-as mais populares para simulação militar e histórica reconstituições. A maior tenacidade dos pellets de airsoft também permite o uso de melhores usinas de força e aparelhos como dispositivo de salto para balística externa aprimorada, tornando a jogabilidade mais precisamente semelhante a tiroteios reais. Eles também são muito mais baratos para jogadores casuais do que paintball.
A jogabilidade de Airsoft varia em estilo e composição, como o paintball e é jogada em campos internos e externos. As situações em campo frequentemente envolvem o uso de táticas militares da vida real para alcançar objetivos, e não é incomum que os participantes imitem os uniformes e equipamentos de organizações militares e policiais reais para uma sensação de realismo. Os jogos são normalmente supervisionados (e às vezes não autorizados) por administradores treinados no local, e as armas de airsoft dos jogadores geralmente são verificadas através de um cronógrafo para impor restrições à saída de energia.
Atualmente, não há órgãos governamentais nacionais ou internacionais formais para o esporte de airsoft. Os torneios competitivos são geralmente organizados por clubes privados ou entre entusiastas e equipes profissionais / semiprofissionais (geralmente chamados de "clãs"), com regras e restrições variando de evento para evento.

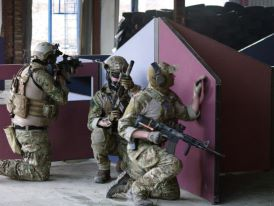
Três membros da equipe de airsoft defendendo uma área durante um jogo CQB interno.
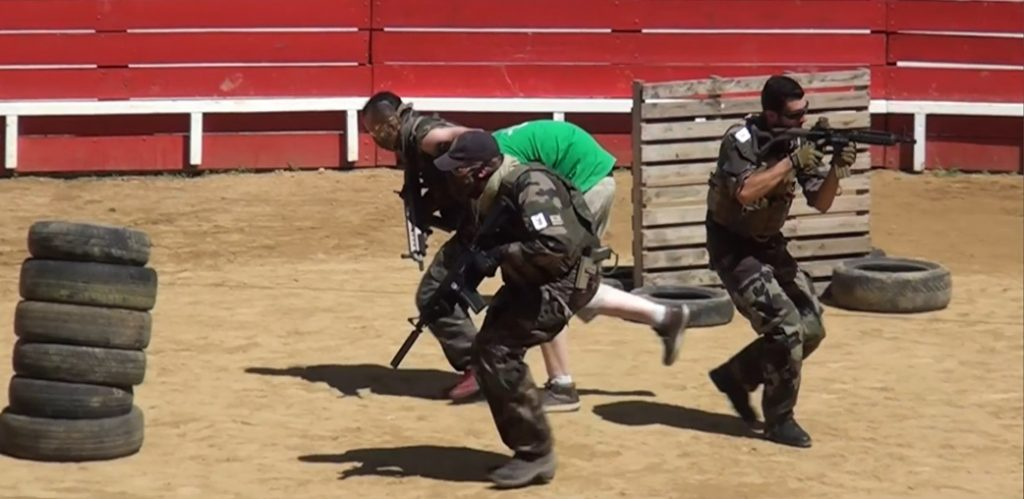
De um jogo de airsoft ao ar livre.
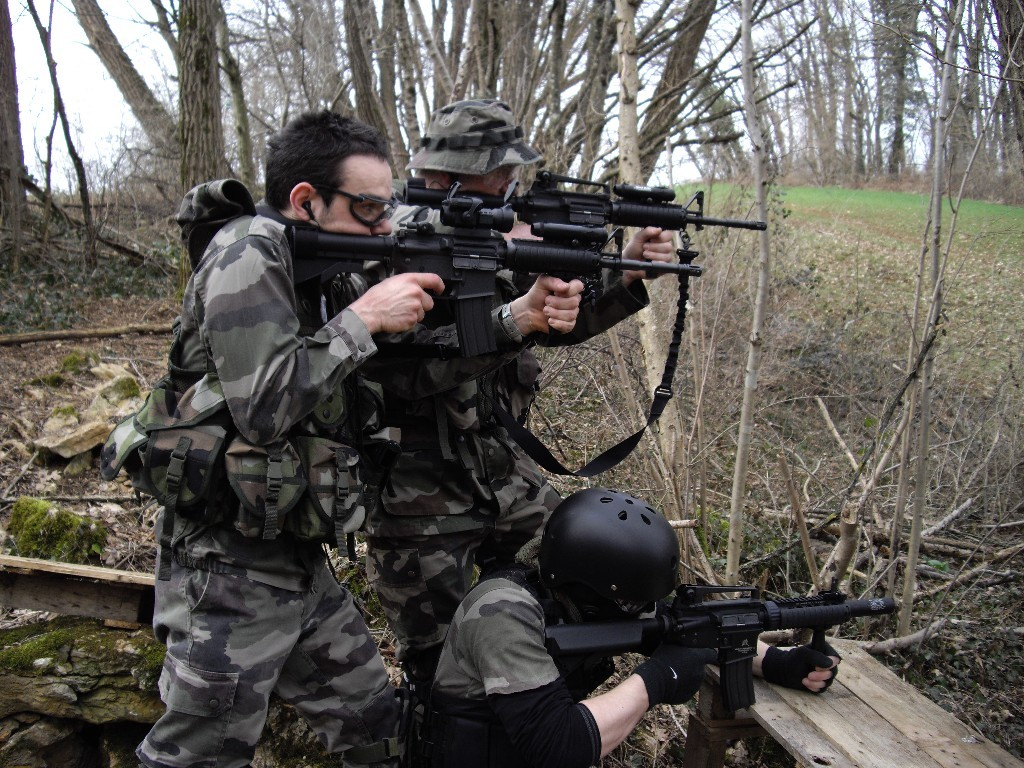
Três membros da equipe de airsoft durante um jogo de campo.

### Laser Tag
A Laser Tag (apesar do nome, na verdade, o laser não é usado devido a questões de segurança) é um jogo de marcação jogado com armas de luz infravermelha e sensores usados no corpo dos jogadores. Desde o seu nascimento em 1979, o Laser Tag evoluiu em jogos internos e externos, cada um com estilos de jogabilidade, como aniquilação, captura de bandeira, dominação, proteção VIP, (geralmente ficção científica) role playing, etc. Quando comparado ao paintball e airsoft, Laser Tag é indolor e muito seguro, pois não envolve impactos de projéteis, e os jogos em ambientes fechados podem ser considerados menos exigentes fisicamente, porque a maioria dos ambientes internos proíbe a corrida ou a agressão.* Os Zone Laser Tag World Championships foram torneios internacionais entre equipes profissionais / semiprofissionais da América do Norte, Europa e Austrália, realizadas a cada poucos anos desde 2003.
- Os campeonatos internacionais bilaterais incluíram EUA x Austrália e Austrália x África do Sul.
- Torneios nacionais em vários países, incluindo Austrália, EUA, Suécia, Finlândia, Reino Unido, etc.
- Eventos privados em nível de clube, como TagCon (anual no Reino Unido e EUA), Tagfest (anual nos EUA), Dropzone (anual no Reino Unido), LaserStorm (anual na Austrália) etc.

Formas mais sofisticadas de Laser Tag, como MILES, são usadas (em conjunto com espaços em branco) pelos militares para permitir treinamento de combate não letal.

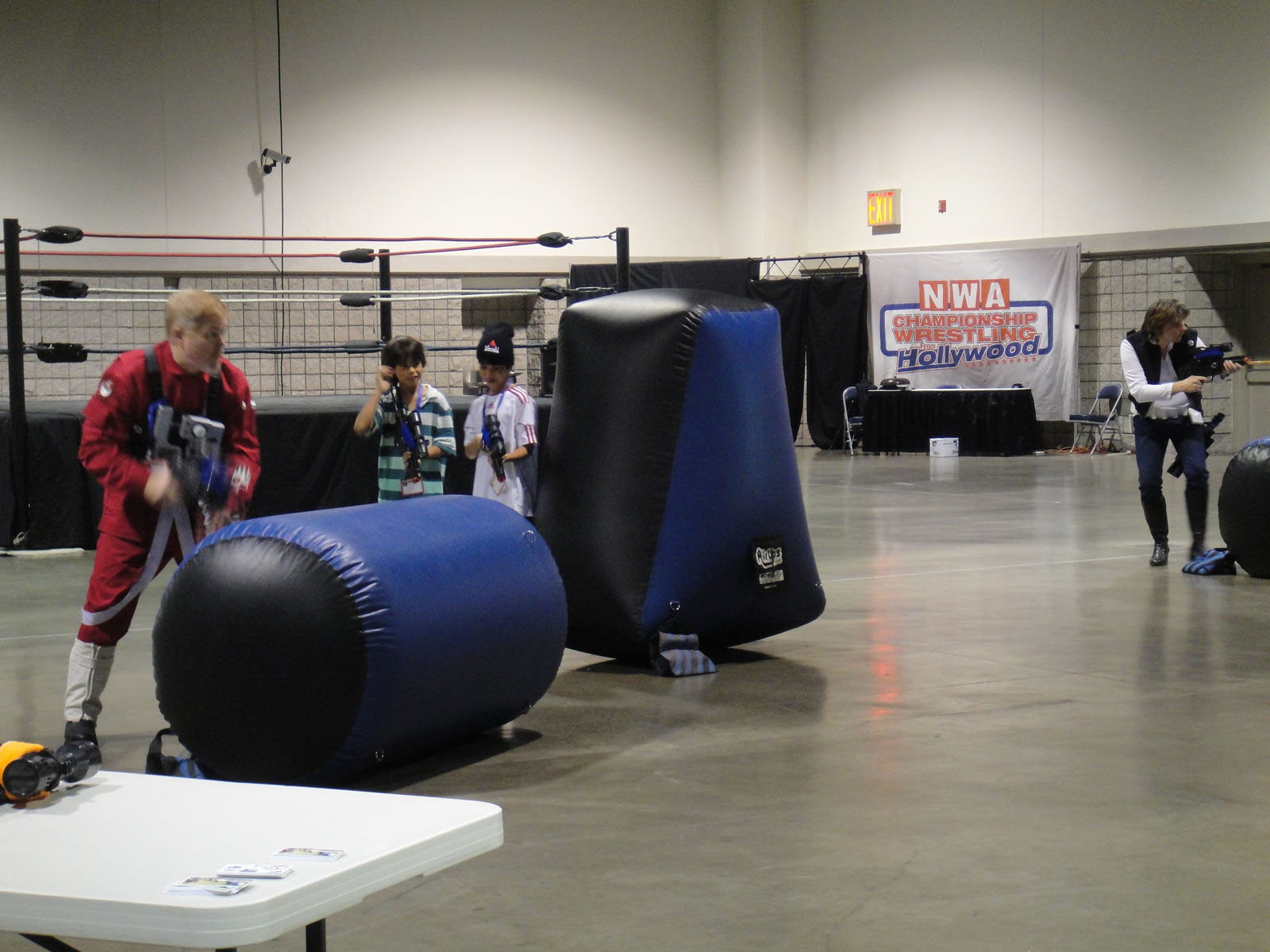
Uma competição interna de Laser Tag em Long Beach, Califórnia em 2011.
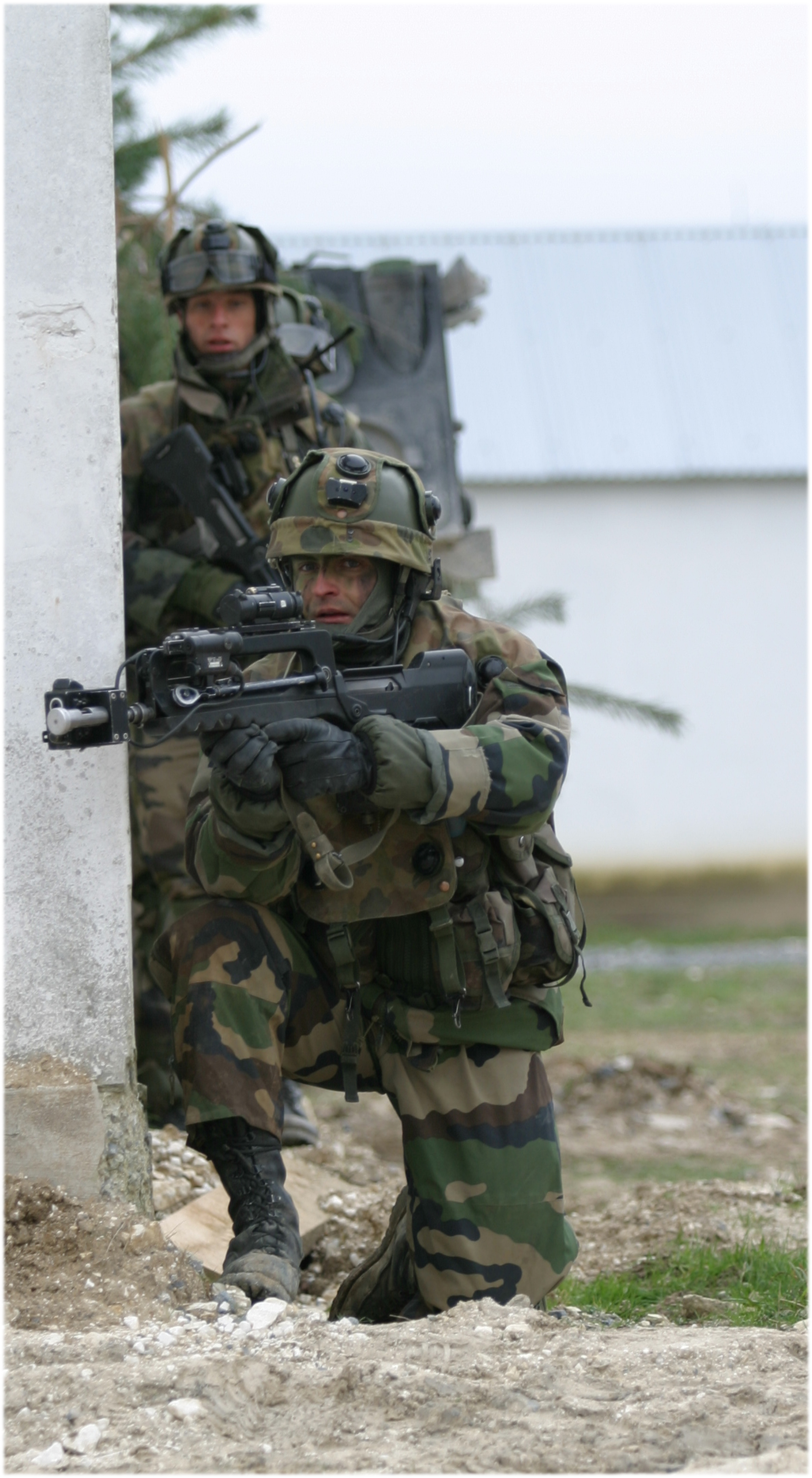
Soldados equipados com equipamento de treinamento com Laser Tag.

### Archery tag
A Archery Tag é uma forma de esporte de combate com arco e flecha, em que os participantes disparam um contra o outro usando um arco com flechas com grandes pontas de espuma. As regras do jogo se assemelham a queimada. O jogo começa com um número de flechas no centro da arena. Ao apito, os jogadores correm para coletá-los, antes de atirar entre si pelo campo de jogo. Um jogador é eliminado se atingido por uma flecha e pode trazer um companheiro de equipe eliminado de volta ao pegar uma flecha. Para evitar lesões, os participantes usam máscaras protetoras e usam arcos com menos de 14 kg (30 libras) de peso. Foi inventado em 2011 por John Jackson, de Ashley, Indiana, e experimentou um aumento na popularidade dos livros e séries de filmes dos Jogos Vorazes, que apresentam uma protagonista empolgada, Katniss Everdeen. Jackson encenou jogos de Tag de Tiro com Arco nas estreias locais dos filmes. Em 2014, Jackson havia licenciado o jogo para 170 localidades, principalmente nos Estados Unidos, mas também na Rússia, Peru e Arábia Saudita.
Também existem variantes de jogos de batalha do Archery Tag, como Dagorhir, Amtgard, Belegarth e Darkon, onde arqueiros são colocados entre jogadores corpo a corpo que soldam armas de espuma para simular batalhas medievais.

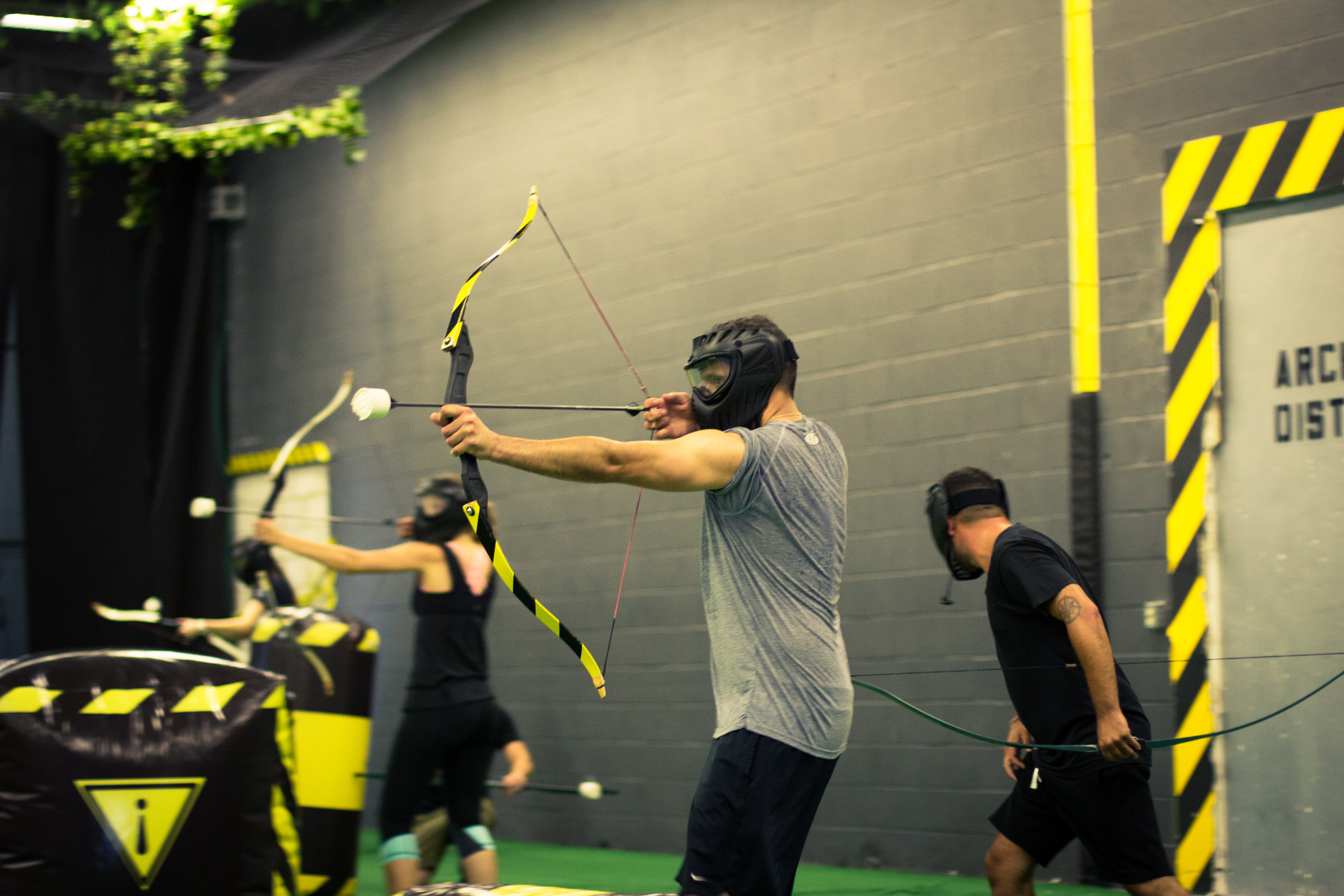
Um jogo de Archery Tag em Toronto

### eSports
eSports é a designação do jogo competitivo de videogame, geralmente se referindo ao jogo no nível profissional. Embora o termo eSports inclua muitos tipos de videogames não relacionados a esportes de tiro, um grande subconjunto de eSports são os atiradores, nomeadamente atiradores em primeira pessoa e atiradores em terceira pessoa. As partidas desses jogos podem assumir uma variedade de formas, mas tradicionalmente assumem formatos semelhantes ao paintball, envolvendo equipes de jogadores cujo objetivo é eliminar a equipe adversária em combate simulado, muitas vezes enquanto também concentram outros objetivos importantes. Os principais jogos desses estilos atualmente em jogo profissional incluem (entre outros) Counter-Strike: Global Offensive, Overwatch, Team Fortress 2 e os Campos de Batalha do PlayerUnknown. O jogo organizado é realizado on-line ou pessoalmente. Embora tenha havido grande interesse em incluir eSports nas Olimpíadas e eventos semelhantes, a inclusão de atiradores foi menos bem-vinda devido ao seu conteúdo visual, muitas vezes violento.

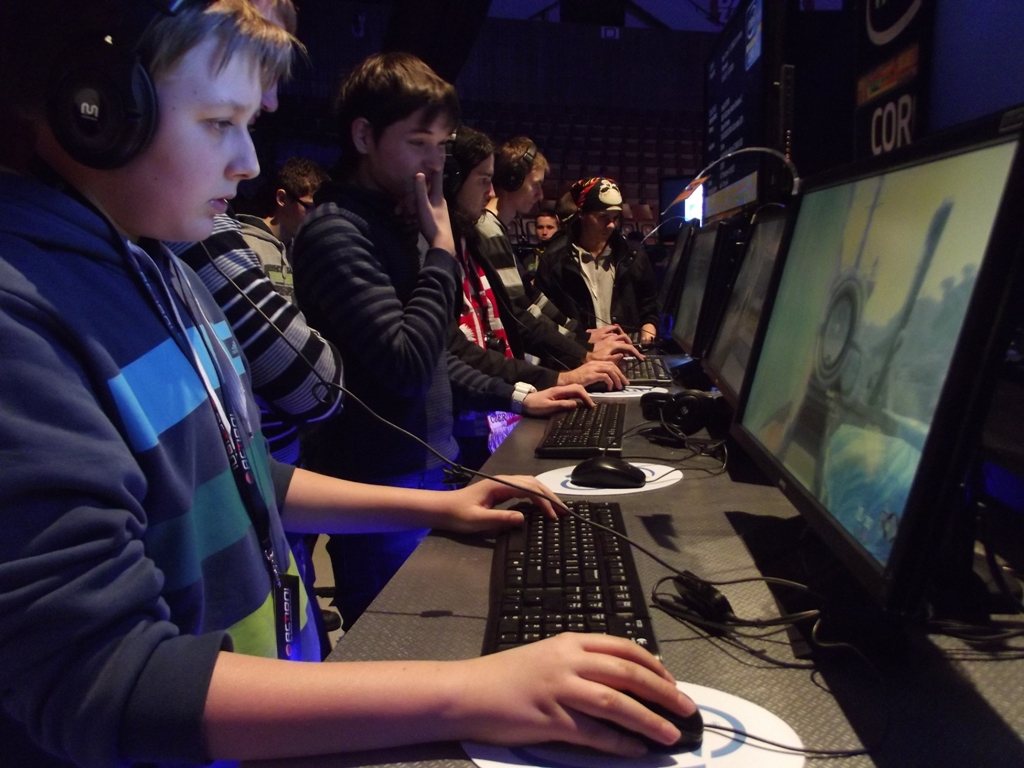
Jogadores casuais jogando shooter no 2013 Intel Extreme Masters em Katowice, Polônia.
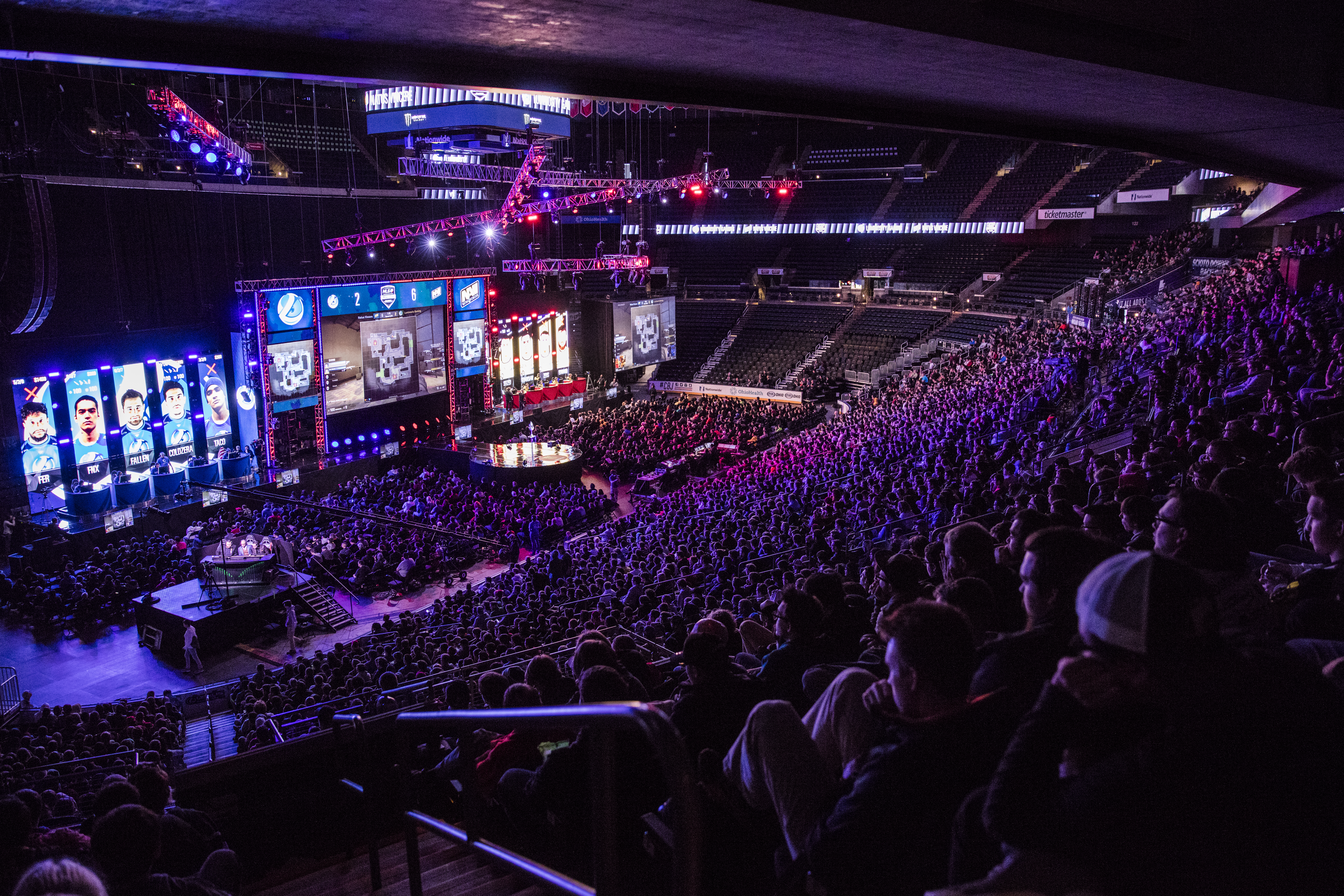
Um jogo profissional de CS:GO ao vivo em 2016.